# 自動車競技
自動車競技（じどうしゃきょうぎ）は、モータースポーツにおいて自動車を用いて行われる競技。ほとんどが競走競技で、それらを「自動車レース」や「カーレース」（英: auto racingやcar racingなど）とも呼ぶ。
一般に「自動車レース」や「自動車競技」と言う時の「自動車」は一般的呼称の「自動車」つまり四輪（あるいは6輪 - 8輪、一部三輪）の自動車のことであり、日本の交通行政用語（道路交通法用語）の「自動車」ではない。
英語でも二輪車とサイドカーの競技は「Motorcycle racing」と呼び分けられている。

## 概説
「自動車レース」や「自動車競技」は、自動車を用いたレース（競走、競技）を指す。
自動車競技の大半は「時間」を競う競技である。定められたコースを最も短いタイムで走りきった者か、あるいは一定時間（24時間など）の間に最も長距離を走りきった者か、レースによって定義に微妙な差異は存在するものの、本質的には時間を競うという点で同じである。ほとんどの場合は最も速く走れた者が勝利を認定されるが、昔のラリー（アベレージ・ラリーと呼ばれる形態）のように運営が設定した時間に最も近い者が勝利するという場合も稀にある。
少数派ではあるものの、自動車レースの中には速さではなく燃費を競うもの（燃費競争）もある。同じ量の燃料でどれだけ遠くまで走れるかを競うルールや、一定距離を走った後で消費した燃料を計測し、（定められた範囲の時間であれば）たとえ他車より遅くても燃費が良い者を勝利とするなど、これもまた勝利条件にわずかな差異はあれど、燃費を競うという本質は同じである。
あるいは審査員の採点で勝敗を決する競技もある。競技車を滑らせる技術の美しさを競う「ドリフト」、圧倒的パワーと巨躯で迫力を競うモンスタートラックのフリースタイル、自動車のデザインの美しさを競う競技会「コンクール・デレガンス」などがある。後者は現代ではクラシックカーイベントの一種とされており、また自動車を走行させることもないため、自動車競技としては分類されない場合もある。
特殊な例だと、北米のデモリション・ダービーのように自動車同士をぶつけあって生き残った者が勝利という過激なものもある。
1887年にフランスのパリで約2 kmを走行し競ったのが最初期の自動車レースだったとも考えられている。1894年には、パリからルーアンまでの127 kmのレースが行われたことが記録に残っている。1900年には、初の国際レース（多数の国の参加者が参加するレース）が開催された。→#歴史
現在、世界を見回せば、非常に多種多様な自動車レースが開催されている。自動車レースは様々な分類が可能であるが、多くは走る道（コース）と競技に参加する車両の2つに大別できる。→#コースによる分類、#競技車両による分類
F1やインディ500といった世界的に人気の高いレースはテレビで放送されるなど、人々の目に触れることが多く認知度も高い（そして有名な自動車レースのなかでも特に歴史が長く注目する人々の数が多いF1モナコグランプリ、ル・マン24時間レース、インディ500が「世界3大レース」などと言われている。ヨーロッパでは前者2者が人気で、アメリカではインディ500が大人気、と住む大陸で人気が別れている。）が、実際には放送もされない中規模のレースや、さらには少人数が集って行われている自動車レース（いわゆる「草レース」と呼ばれるもの）までさまざまな規模がある。
レースであるから、一般になんらかの共通のルールのもとで競いあわれており、大半のレースが「ホモロゲーション」と呼ばれる、車両に関する規約（車両規定）の承認を得ている。→#レギュレーション（規則）
現代では、レースへの参加はチームで行われることが一般的である。→#レーシングチーム
レースで自動車を運転する人（チームの中で運転を担当する人）を「レーシング・ドライバー」や単に「ドライバー」などと言う。（草レースなどでは資格がはっきりと定められていない場合もあるが、多くは免許や実績など何らかの資格が定められており）国際自動車連盟（FIA）公認の大会では、FIA傘下の団体が発行したモータースポーツライセンスが必要となる。
国・地域や国民性などによって自動車レースの位置づけは異なる。ヨーロッパの多くの国やアメリカ合衆国では、自動車自体の歴史が長く、自動車レースの伝統もとても長く、数多くのレースが開催されており、人気が非常に高く、ファン層も厚く、高齢者から小さな子供までが（男性も女性も。祖父・祖母や、孫の小学生や幼稚園児まで、世代を超えて一家で）レースコースの観客席に駆けつけ、家族全員で参加するお祭りのように楽しむ。（なおスイスは例外で、嘗てはタイムアタック系の競技を除き、国内で自動車レースを行うことを禁止していた。だが現在解禁した）。中南米(特にブラジルとアルゼンチン。en:Category:Motorsport in South Americaを参照）やオセアニア地域でもモータースポーツはかなり盛んである。東南アジアでもそこそこ人気はある。日本では昭和時代に自動車産業が盛んになって以降、自動車レースの人気は（欧米ほどではないが）そこそこ高くなり、世界選手権レベルの国際競技で使えるものを含む大小多くのサーキットが建設された（→日本のサーキット一覧）。（ただし日本では、今でも人数的に見るとファンの数（全人口に対する自動車レースファンの数の比の統計）はヨーロッパやアメリカに比べればかなり低く、「限られた人々の関心事」といった位置づけである。日本の自動車レースのファンは男性ばかりで、ほとんどの日本女性は自動車レースには全然興味が無いなど、日本ではいまひとつ広がりが無い。）
日本でのテレビ放送について言えば、ヨーロッパやアメリカの自動車レースは日本でも放送されることも多いが、中南米、東南アジアのレースは日本では放送されることはまずなく、日本人の盲点になってはいる。とはいえ2010年代からはYouTubeのおかげで日本にいながらにして中南米や東南アジアのレースが楽しめるようになってきた（たとえばgoogle翻訳したポルトガル語で「Corrida de carros」（「自動車レース」という意味）などとキーワード入力して動画検索すると、ブラジル国内で有名なレースも見て楽しめるし、さらにはブラジルの小さな草レースまでも楽しむことができる）。

## 歴史

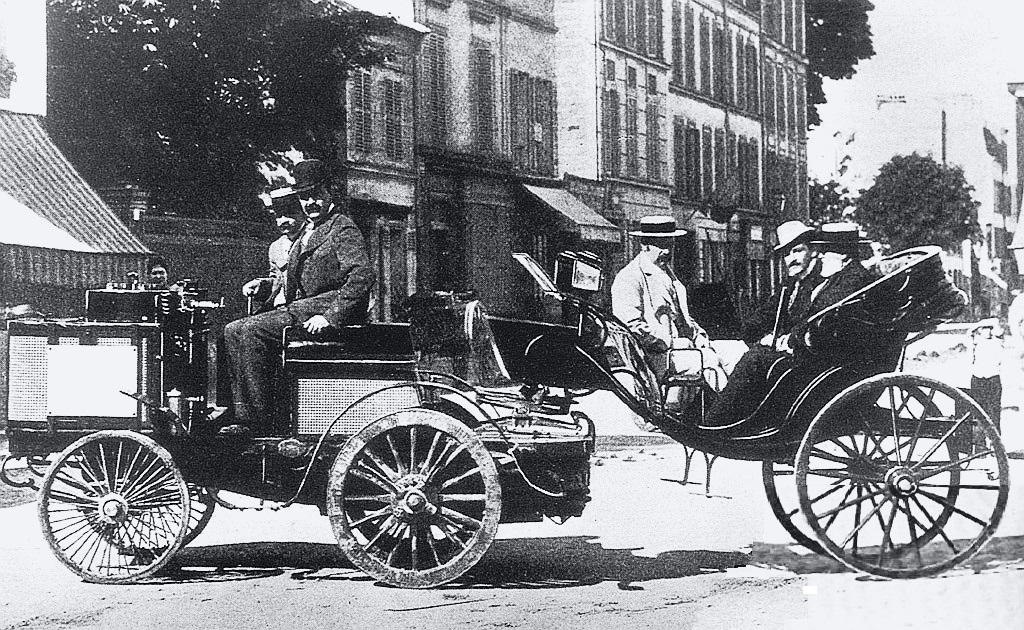
ド・ディオン・ブートン社の蒸気自動車に乗るアルベール・ド・ディオン伯爵。

### 起源
自動車レース、すなわち自動車競技の起源として伝えられているのは1887年4月28日にフランスのパリで行われたもので、その内容はヌイイ橋からブローニュの森までの約2キロメートルを走行。優勝者はド・ディオン・ブートン社の蒸気自動車をドライブしたジョルジュ・ブートンであった。彼はアルベール・ド・ディオン伯爵と共にド・ディオン・ブートン社を共同設立した人物でもあった。だが、集まった車のうち、スタートできたのはこの蒸気車1台しかなく、これをレースと呼ぶにはほど遠い内容であったとも伝えられる。
記録として残る自動車競技は1894年7月22日に開催された、127キロメートルのパリ - ルーアン・トライアルである。この企画は、フランスの大衆新聞「ル・プティ・ジュルナル」が、当時同社自身も主催するなど人気のあった自転車レースの延長上に、新しい乗り物である自動車での競技を発案したものであった。先述のような試みはあるものの、ほとんど実績がないイベントであったために危険性についての考慮などさまざまな論議を呼んだ。レースの内容は今日のラリーに近いもので、パリのポルト・マイヨーを1台ずつスタートし途中のチェックポイントを通過、マントでは昼食会を開くといったのんびりしたもので、乗用車としての適格性も採点の対象となると定められていた。参加費用に10フランを徴収した。なお、この大会の事前登録には102名もの公募が集まった。
ただし、書類上の提示などで要件を満たしていないなどのオーナーもあって、25台でレースを行うこととした。その後、4台がレース参加が不可能となり最終的には21台でのレースが開催された。参加した多くのドライバーが、当時最新であったプジョー、パナール、ド・ディオン・ブートン社の車両とそのオーナーであったが、1880年製と製造後10年以上経過していたアメデー・ボレー父子の大型蒸気バス「ラ・ヌーヴェル」(La Nouvelle) も参加した。このレースの結果、パリ - ルーアン間を最初にフィニッシュしたのは自ら製作させたド・ディオン・ブートン車を運転するアルベール・ド・ディオン伯爵であり、タイムは6時間48分、平均速度は毎時およそ19キロメートルであった。ただし彼の車は蒸気自動車であり、当時としては強力高速だがボイラーに燃料をくべる助手が同乗せねばならなかったためルール上失格扱いとなった（さらにド・ディオン伯の車はスピードを出し過ぎ、途中で畑に突っ込むアクシデントも起こしたが、レースは続行できた）。速度や安全性などについて総合的な審議の結果、これからはガソリン車を売り込みたいという、運営側の思惑もあり、優勝者はガソリンエンジン車のプジョー Type 3を操縦し、ド・ディオンに遅れること3分30秒でフィニッシュして2着となったアルベール（ジョルジュ）・ルメートルと、やはりガソリン車で33分30秒遅れて4番目にゴールしたパナール・ルヴァッソールのルネ・パナールの2名とされた。なお21台中完走は17台で、4台はエンジントラブルなどでリタイヤした。

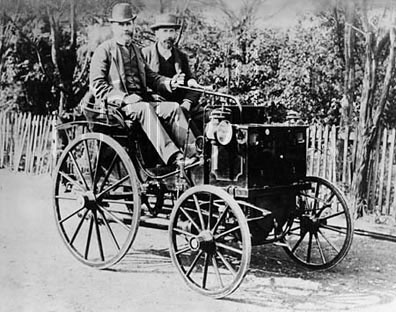
パナール・ルヴァッソール Type A。左の人物がエミール・ルヴァッソールであり、ルネ・パナールらと共にこの車を設計した

### 自動車競技黎明期
1894年のパリ – ルーアン間競走の終了後に開催された夕食会の席上でフランス自動車クラブ (ACF) が誕生したとされる。これは今日のFIA（国際自動車連盟）の前身であり、この年からあらゆる自動車スポーツの統括を行うこととなった。ド・ディオン伯がリーダー格となり、その年の11月の委員会で早くも本格的なスピードレースが計画され、翌1895年6月に第1回の都市間レースとしてパリとボルドー間往復のレースが行われた。パリを出発してボルドーに向かい、再びパリに引き返してゴールするというもので、総走行距離1,178キロメートルにおよぶ長距離レースだった。
6月11日午前10時からベルサイユを2分間隔でスタートし、最短時間でゴールしたのはパナール2気筒車に乗るエミール・ルヴァッソール（1843年1月21日 - 1897年4月14日）で、所要時間は48時間48分だった。この時ルヴァッソールは、ほとんど途中休憩をとることなく、ほぼ全区間を自身の運転によって昼夜兼行、不眠不休で走りきったという。当時の自動車性能から考慮してもこの記録は驚異的な速さであり、自動車競技黎明期の偉大な記録の一つといっても過言ではない。ただしこのルヴァッソールの出走車は2座席車であり、レース規定では4座席車であることとなっていたため優勝者とは認定されず、公式にはルヴァッソールより11時間以上遅れて3番目にゴールした4座席プジョーのポール・ケクランが優勝者となって賞金を獲得している（2番目ゴールのルネ・リグロのプジョーも2座席車だった）。なおこのレースにはタイヤメーカー・ミシュラン創業者のミシュラン兄弟のアンドレが参加、自作の自動車用空気入りタイヤを装備したダイムラーに大量のスペアチューブを載せて出走したが、途中20回以上もパンクを繰り返す災難に遭い、規定時間内にゴールできなかった。

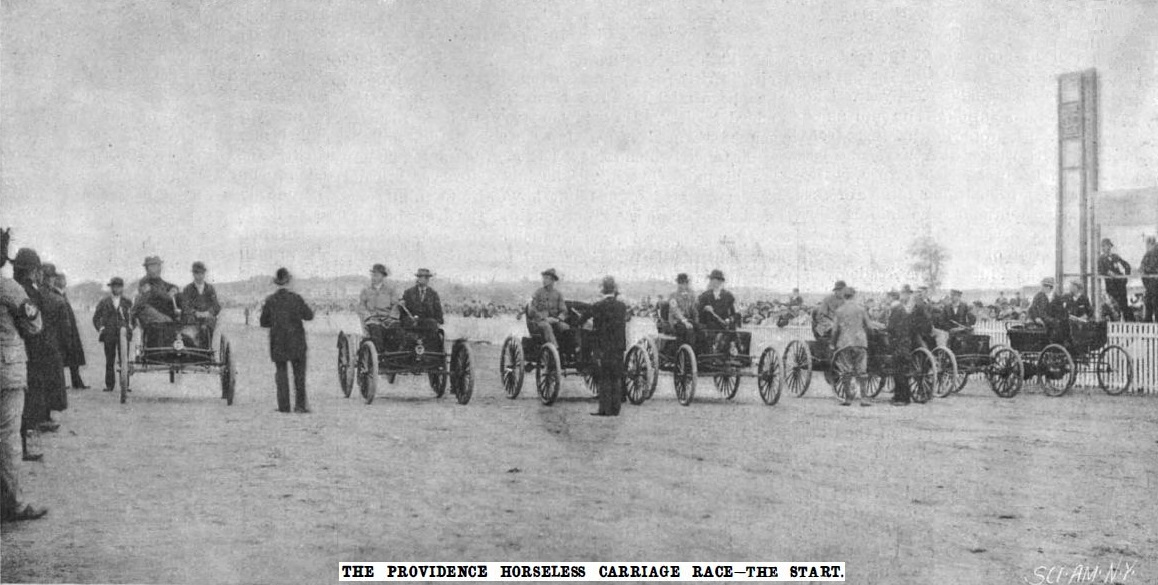
ロードアイランド州クランストンのナラガンセット・トロット競馬場で開催された「馬なし馬車レース (Horseless Carriage Race)」スタート直前の様子
（※：写真は1896年9月26日）

1895年11月28日にアメリカ国内で初開催となる自動車レースが行われた。イリノイ州のシカゴから市街地南部、一部エバンストンを走る長さ87.48kmの走行距離を競った。このレースは大吹雪によって悲惨なレースとなり、多くの競技参加者が脱落した。優勝者はフランク・デュリエで記録は10時間23分であった。1896年には後述されるサーキット開催の原型ともいえる競馬場を利用したレースが開催される。そのため、こうしたレースを「Horseless Carriage Race = 馬なし馬車レース」と呼ばれ、特にアメリカでは自動車競技に対してこのように呼称された。

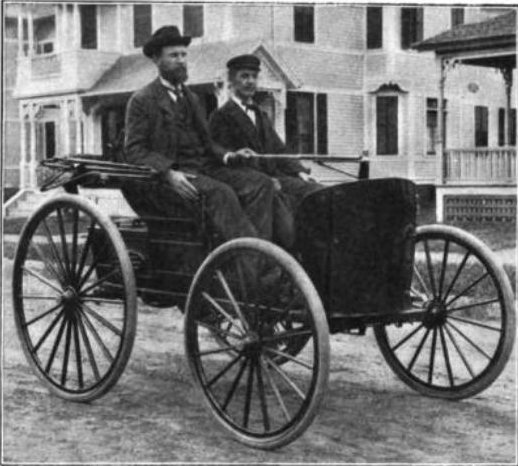
デュリエ兄弟。向かって左がチャールズ、右がフランク。（※：1908年頃の写真）

自動車競技を定期的なイベントとして開催する事になったのは1897年のニースで、3月後半から「スピードウィーク」と呼ばれるスケジュールを立てて定期開催された。スプリントレース、ドラッグレース、ヒルクライムなどの多くの自動車競技がここで始まった。

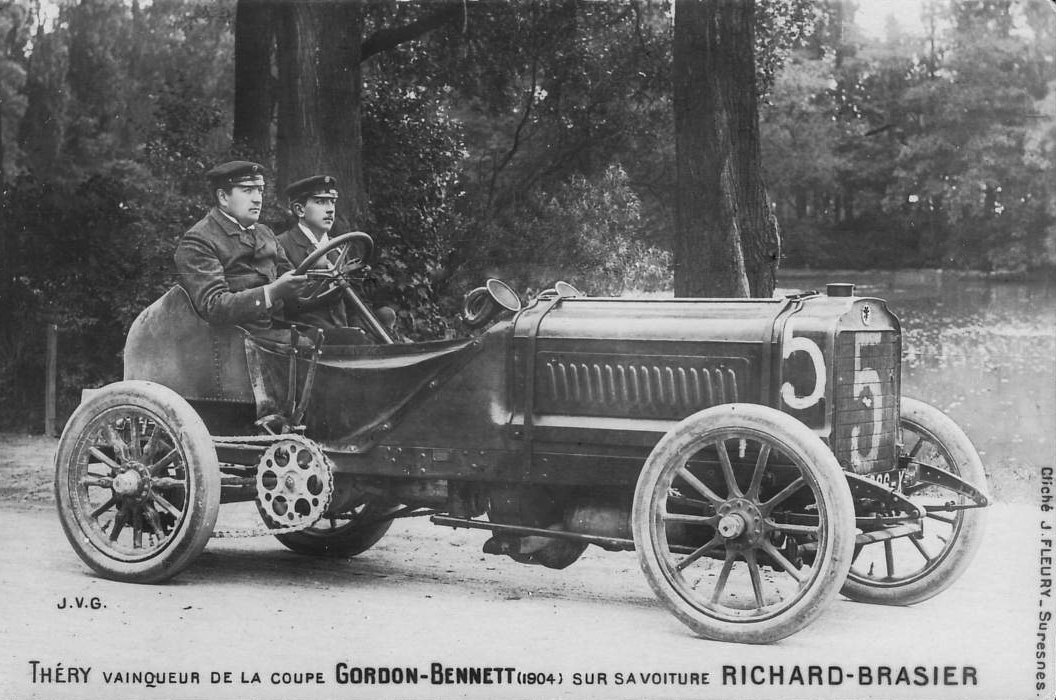
ゴードン・ベネット・カップに出場するリシャール・ブラシエ（1904年）

### 国際レースの登場
国際レースとしての最初の自動車競技は、1900年から1905年まで6回にわたって開催されたゴードン・ベネット・カップである。最初の大会はパリ - リヨン間の速さを競った。これらの大会中、1900年、1901年、1904年、1905年の4回をフランス勢が制し、1902年大会でイギリスのネイピア & サン車が勝利した。優勝者の国で翌年開催されることになっており、1903年の大会がイギリス初の国際自動車競技会場となった。ただし開催されたのは正式にはアイルランドのキルデア県。この年のゴードンベネットカップを制したのはドイツのメルセデスであったため、翌1904年はドイツ国内のタウヌスで開催された。1905年最後の大会はフランスのクレルモン＝フェランのオーヴェルニュ地域圏を周回する競技（※：後にシャレード・サーキットとなった）で開催され、リシャール・ブラシエに乗るレオン・テリーが前年に続き2連覇した。
ブリティッシュグリーン（※：ブリティッシュレーシンググリーン、BRGカラーとも）は1902年大会で優勝したネイピアの車に施されていた色であり、これに由来して深みのある独特なオリーブグリーン色がその後のイギリスにおける自動車競技に伝統するナショナルカラーとなった。

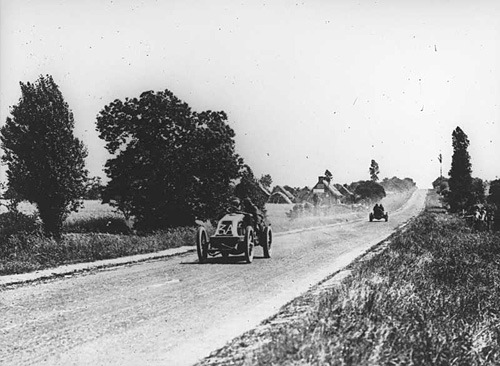
1906年に初開催されたフランスグランプリの様子。先頭を走るのはルノーを駆るフェレンク・ジス。

一方、フランスでは1901年にポーで開催されたレースでは、クラス毎に分けた取り組みがなされた。軽量クラスに与えられた「グランプリ・デュ・パレ・ドール (仏: Grand Prix du Palais d’Hiver)」、重量（最速）クラスに与えられた「グランプリ・ド・ポー (仏: Grand Prix de Pau」と賞の名前に初めて「グランプリ」が使用された。グランプリは「英: Grand Prize = グランドプライズ」すなわち「大賞・最高賞」を意味する言葉であり、これが起因して今日では最高位レースにグランプリという名称が使用されるようになった。1906年にフランス自動車クラブ (仏: Automobile Club de France, ACF) が主催して「ACFグランプリ（通称1906年フランスグランプリ）」が開催される。一般公道を使用するレースは後述する1903年に開催されたパリ〜マドリード間レースでの死亡事故によって禁止されていたが、ゴードン・ベネット・カップをヒントに公道を閉路として使用した「クローズドロードレース」としてル・マンで開催され、1周103.18kmを12周、合計1238.16kmで争われるレースであった。その後1907年、1908年、1912年はディエップにて、1913年はアミアン、1914年はリヨンと第一次世界大戦が勃発するまで開催された。余談ではあるが、終戦後の最初のフランスグランプリは1921年に再びル・マンに戻され、現在のサルト・サーキットの原型となる場所で開催された。また、ポーも1930年に国際レースとしてフランスグランプリが開催された場所でもある。ポーは1933年より「ポー・グランプリ」と呼ばれ、開催されなかった1934年、1940年から1946年、1956年、そして2010年を除いてF1、F2、F3、WTCCなどなんらかの国際競技が開催されるなどこれらの都市はフランスにおけるレースの聖地となっている。

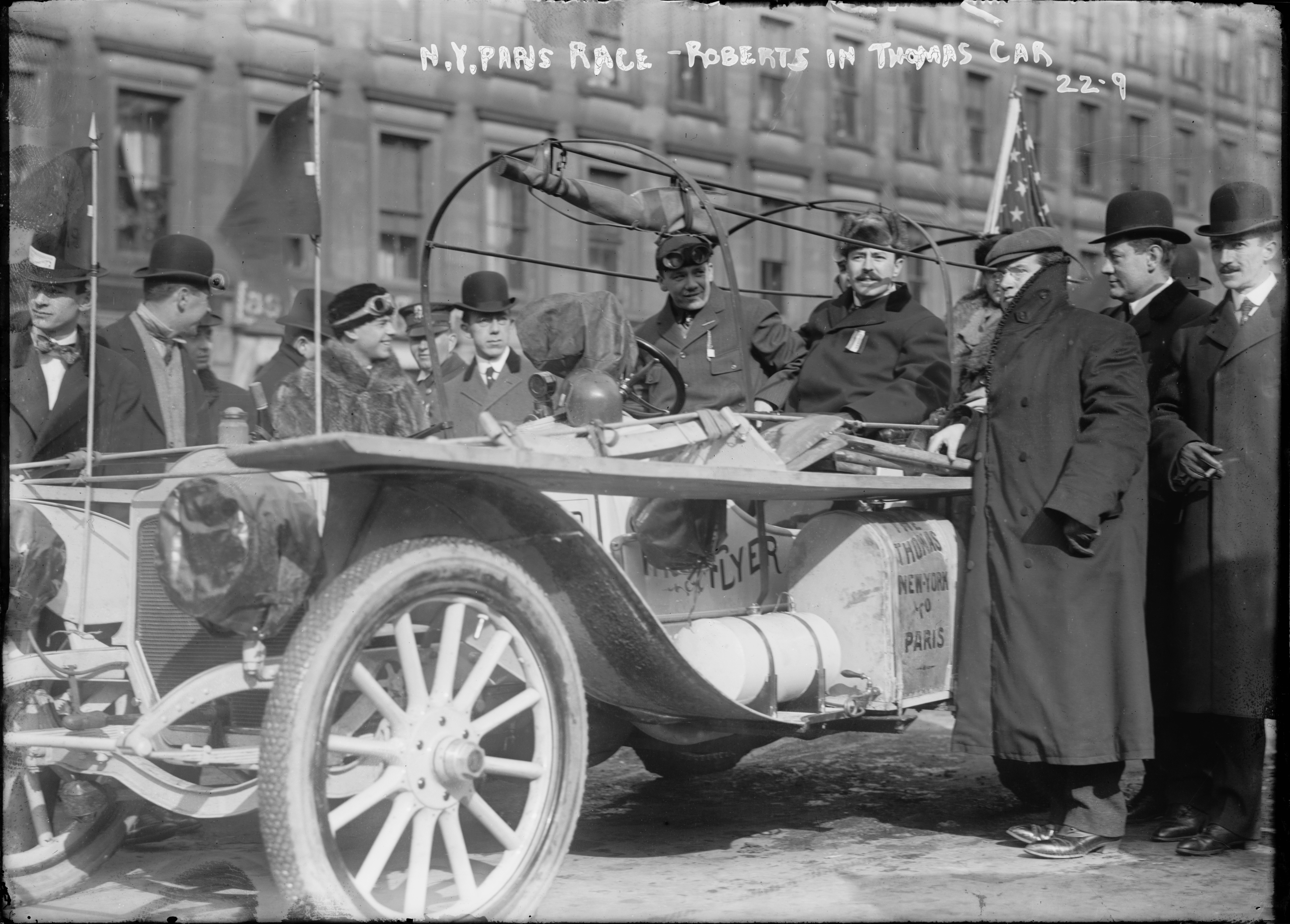
ニューヨーク～パリ間レースに出場するトーマス・フライヤーの車両と、ドライバーのジョージ・シャスター、クルー達。
（写真は1908年2月12日）

その他、国際レースとして超長距離レースが行われるようになった。1907年には北京〜パリ間レースが開催され、北京からスタートして、パリまで14994kmを横断するレースだった。参加した車両は合計5台でイタリアからはイターラ1台、オランダからはスパイカー1台、フランスからは三輪自動車のコンタル1台と蒸気自動車のド・ディオン・ブートン2台が参加した。6月10日にスタートし、62日かけてイターラのボルゲーゼ公爵がゴールし優勝した。なお、優勝賞品はG.H.MUMMのシャンパン1本だけだった。
翌1908年にはニューヨーク〜パリ間レースが開催された。イタリアのツースト、ドイツのプロトス、アメリカのトーマス・フライヤー、そして今回もフランスからド・ディオン・ブートン、モトブロック、シゼール＝ノーダンの3台が出場し、合計6台で争われた。2月12日にニューヨークをスタートしてアメリカ大陸を横断した後にシアトルから日本の横浜へ渡航し、敦賀まで480キロメートルを縦断した。余談だがこのレースが記録に残る日本で初めて自動車競技が行われた瞬間である。そこから日本海を渡りウラジオストクに上陸してシベリアを横断する形でユーラシア大陸を東から西へ駆け抜けパリに向けて距離にして22,000キロメートルを旅するものであった。最初にゴールしたのは7月26日にパリに到着したドイツのプロトス車を運転する陸軍中尉ハンス・コーペンであったが、北米大陸横断の際、一部区間で鉄道を使って車を運んだため15日間のペナルティを科されたので、正式な優勝は7月30日にゴールしたトーマス・フライヤーを駆るアメリカのジョージ・シャスターであった。
この自動車競技は「偉大なレース」として数えられ、後のラリー・ラリーレイドの原型となった。

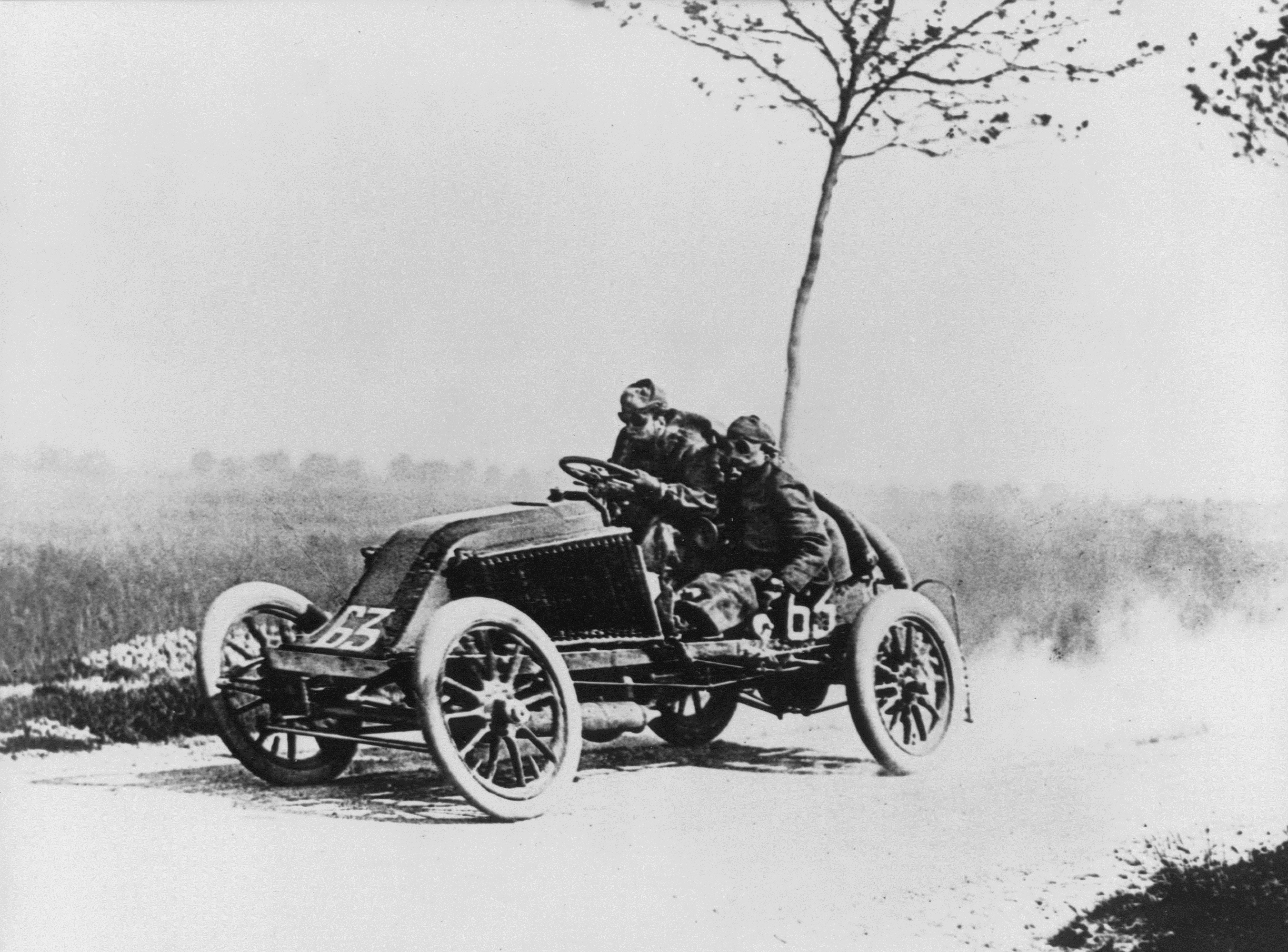
マルセル・ルノーの運転するルノー車が未舗装路を疾走（1903年パリ - マドリードレース）。当時のカメラの高速シャッター特性から、高速の自動車を撮影した画像は斜めに歪む。マルセルはこのレースで事故により死亡した

### 公道レースからサーキットの誕生へ
フランスを中心とした自動車競技は大きな成功を収めていたが、自動車性能の向上は同時に危険性をはらむものでもあった。上記の通りそのほとんどのレースが市街地レースや都市間レースであった一方、沿道の観客整理は不十分で、一部を除いた多くの道路は未舗装の砂利道であった。この悪条件の中で、1900年を過ぎた頃には、自動車だけが10リッター超の巨大エンジンにより100km/hを超える高速で疾走するようになったが、そのパワーに操縦性やブレーキ性能が到底追随できておらず、リスクは増大していた。
危惧された通り、1903年5月のパリ - マドリード間レースでは、ルノー社の共同創設者であるマルセル・ルノー （1872年 - 1903年5月25日）が観客を巻き込む事故を起こして自身も死亡するなど大事故が続発、レースは途中のボルドーで急遽中止されたが、累計死者は観客も含め9名に及んだ。事態を重く見たフランス政府は多くの自治体における公道レースの禁止を発表するなど、大きな波紋を呼んだ。
上記の事故がヨーロッパのみならず、アメリカ国内においてのサーキット建設に拍車をかけたといわれている。サーキットとは「閉路」で、語義通りには（終点が始点に戻る形でつながって〈閉じて〉いる）「周回路」のことであるが、日本ではもっぱら、競技走行用に他から乗り入れることが不可能にされた走行路、といったような意味あいで使われている。
自動車競技の歴史において記録に残る最も古くに競技場にて開催された場所はナラガンセット・トロット競馬場である。この競技場はトロット競馬場であるが、1896年9月26日に10台の自動車を用いて「Horseless Carriage Race = 馬なし馬車レース」として開催された。
ただし、当時ナラガンセット・トロット競馬場にて自動車競技が行われた背景には、むしろ安全性よりも様々な形態の自動車性能を見極めるための観客の志向や「馬なし馬車レース」という名称でもわかるとおり見世物としての要素が強かったとされる。
現存する世界最古のサーキットはミルウォーキー・マイルであり、1903年以来現在でも自動車競技が開催されている。このサーキットも元は競馬場として1876年に創業されたものであり、それを自動車競技のサーキットとして使用したのが始まりである。

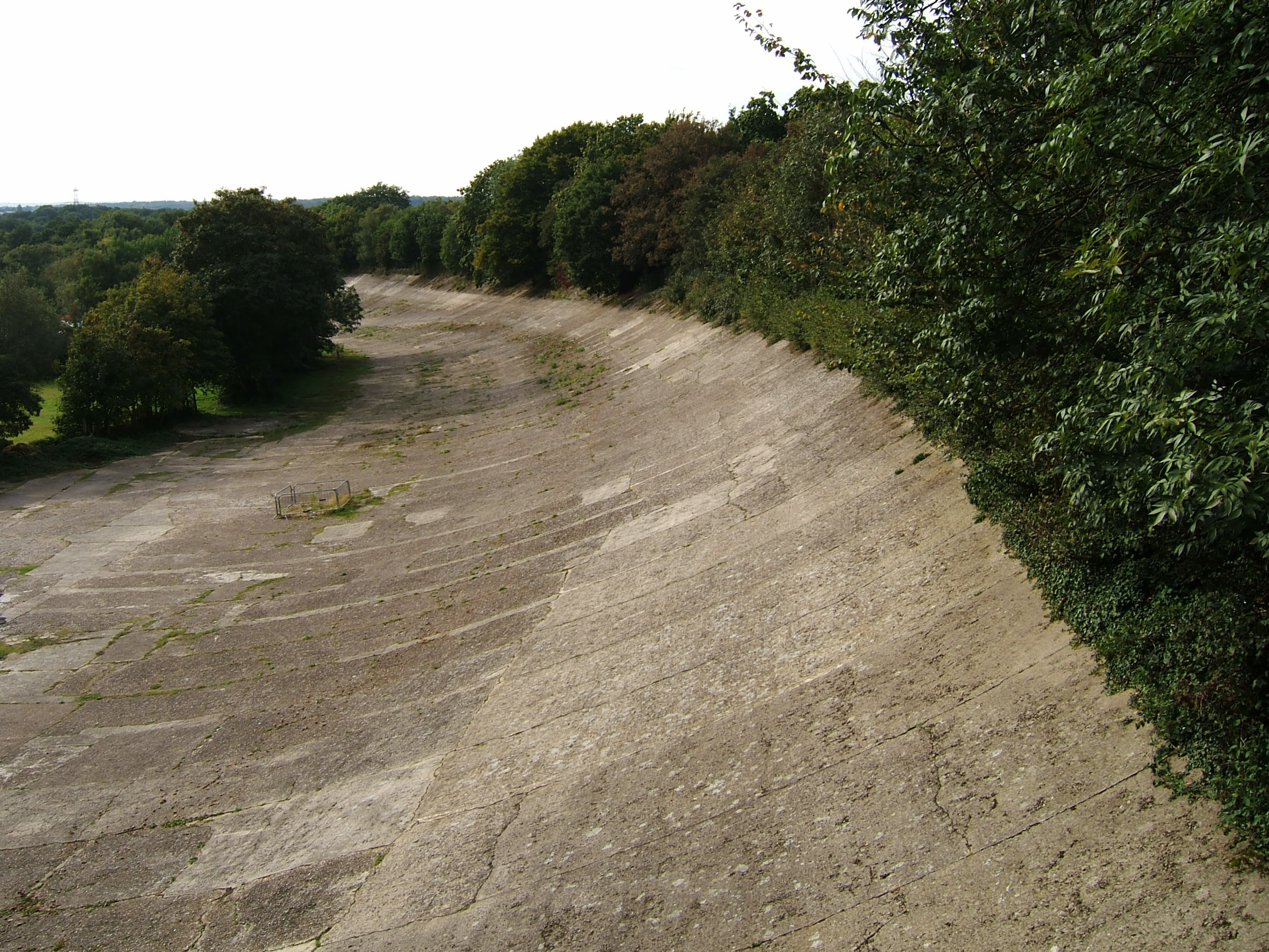
現在のブルックランズサーキット。当時のままの路面を残している。現在はブルックランズ美術館として営業している。

自動車競技を目的として最初に創業したサーキットはイギリスのサリーにあったブルックランズサーキットであった。1907年6月の創業以来、多くのレースがここで行われた。全長4.43 kmのコースでバンク角は最大30°コース幅は100フィートにも及ぶ広大さを誇る完全舗装サーキットであった。ブルックランズは当時の最高基準で建設されたサーキットであり、当時としては路面状況が非常によく、自動車、オートバイ、三輪自動車などを問わずあらゆるジャンルの自動車競技が開催された。世界最高速記録の樹立や500マイルレースなどの耐久レースも行われ、自動車の信頼性、性能のそれぞれの向上に大きな役割を担ったサーキットともいえる。ブルックランズは1939年に後述する第二次世界大戦の影響によって航空機の生産が念頭となったために同年8月7日のレースを最後に閉鎖したが、自動車競技専用のサーキット建設とそこで開催されたレースの興行的な成功と、それを利用することによって自動車性能が飛躍的に向上と工業技術力の向上、さらには四輪自動車のみならずオートバイにおいても高い安全性を提供できたことからも、ブルックランズに続いて各国各地でサーキット建設が行われるようになった。

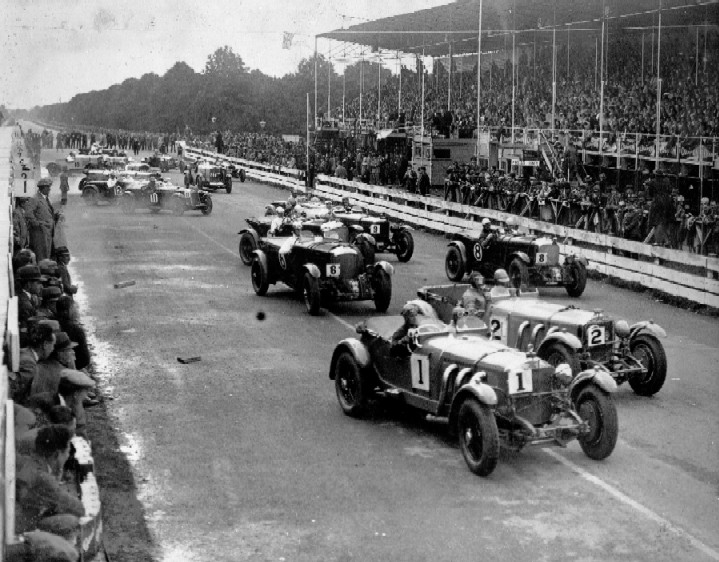
ブルックランズサーキットでのレーススタートの様子。ル・マン式スタートで出走している。
（写真は1930年）

### 自動車会社の成功と国家技術力競争
現在、国際自動車連盟 (Fédération Internationale de I'Automobile, FIA) の前身となる国際自動車公認クラブ協会 (Association Internationale des Automobile Clubs Reconnus, AIACR) が設立されたのは1904年であるが、毎年恒例の会議の中で特に議題になっていたのが自動車会社の自動車レースへの関心の高さであった。
それまでのレースの興行的な成功と、フランスやドイツ、イギリス、イタリア、アメリカなどの自動車会社の成功はすなわち自動車会社の技術力の象徴として扱われたため、自動車の技術発展と同時に自社の宣伝効果にも莫大な意義があるということは明白だったからである。そのためAIACRは自動車選手権の必要性を認め1923年に「ヨーロッパグランプリ」という名目で前年にイタリアに完成したばかりのサーキットであるアウトドローモ・ナツィオナーレ・ディ・モンツァで初開催した。このヨーロッパグランプリは1930年までの間にフランスのリオン、ベルギーのスパ・フランコルシャン、スペインのサン・セバスティアンなどで開催された。これらのグランプリは1931年に「Championship = 選手権」としてまとめられ、ヨーロッパ・ドライバーズ選手権として年間を通して争われるようになった。

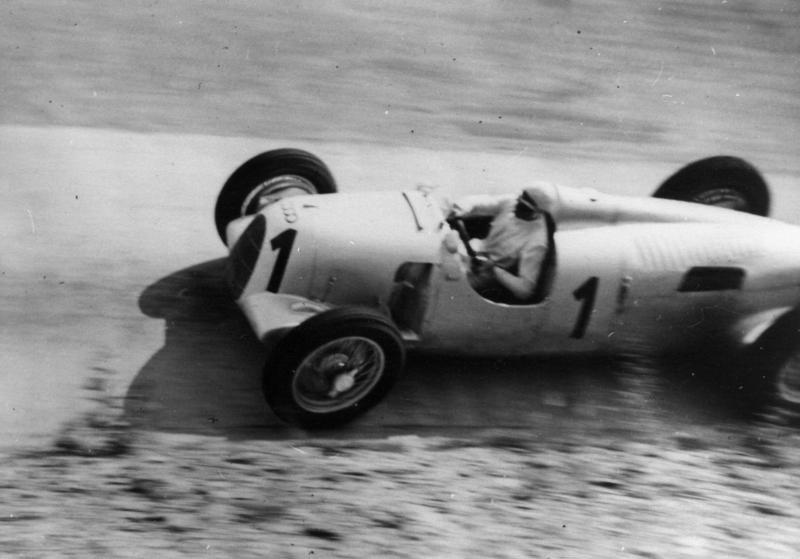
アウトウニオン・Pワーゲンを駆るローゼマイヤー
（※：写真は1937年ニュルブルクリンク）

グランプリや選手権を通じて国際的な注目を得たい自動車会社の各マシンはナショナルカラーで塗られ、自動車を使った工業先進国の技術力の高さを表した。この傾向は特に1930年代に入ってからナチス・ドイツのメルセデス（現在のメルセデス・ベンツ）、アウディ（アウトウニオン）が自国の技術力を他国に見せつける国威発揚の場として使われた。ヨーロッパにおける自動車の速度記録は1928年にイギリスのマルコム・キャンベルが記録した281.44 km/hを最後となっていたが、ナチス・ドイツでは1934年にメルセデス・ベンツ・W25を駆るルドルフ・カラツィオラが317.460 km/hを記録。また、アウトウニオンはフェルディナント・ポルシェを起用してアウトウニオン・Pワーゲンを開発。1937年にはベルント・ローゼマイヤーがアウトウニオン・Pワーゲンを駆って401.9 km/hを記録した。
しかし、ヨーロッパを中心とした世界情勢に暗雲が垂れ込め第二次世界大戦が勃発し、ヨーロッパにおけるグランプリは1939年から終戦まで開催されることはなかった。南米では1940年から1942年まで開催され、1940年にサンパウログランプリと冠してブラジルのインテルラゴス・サーキットで開催された。1941年にはブラジルでリオデジャネイログランプリとアルゼンチンでブエノスアイレスグランプリが開催され、1942年にはブエノスアイレスに加えサンタフェグランプリが開催された。その後は大戦の世界的な激化により終戦まで全てのグランプリが中止された。

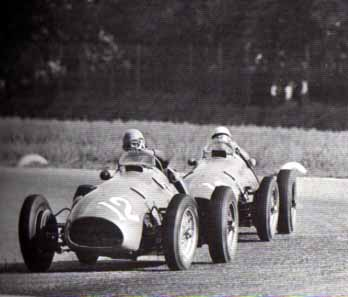
フェラーリ・500F2を駆るアルベルト・アスカリとルイジ・ヴィロレージ。
（写真は1952年イタリアGP）

### 終戦からFIAの発足。「フォーミュラ」の誕生
第二次世界大戦後に最も早く開催されたレースは1945年9月9日にブローニュの森で開催されたパリ杯である。優勝者はブガッティを駆るジャン＝ピエール・ウィミーユであった。彼はフランス陸軍の兵役がまだ残っていたため、レースに出場する為に陸軍に許可をとって出場した。
1946年には国際競技としてフランスのサン＝クルー、スイスのジュネーヴ市街地、イタリアのトリノで3カ国のグランプリとその他17グランプリの計20グランプリが開催された。当時自動車競技部門を統括していた下部組織である、国際スポーツ委員会 (Commission Sportive Internationale, CSI) によって最高峰のシングルシーターによる自動車競技の発足を目指した。それまでにあったグランプリという国際競技でありながら、新しい定義の競技の必要性が講じられ戦後の自動車競技における新しい「規格」を由来に「Formula = フォーミュラ」と名付けられ、いくつかの階級に分ける案が認められた。その理由に戦前におけるグランプリにて3.0リッタースーパーチャージャー付きエンジンと、4.5リッター自然吸気エンジンの2つが混在していたこともあり、すでにカテゴリの分裂が起きていた。性能差の是正から3.0リッタースーパーチャージャー付きエンジンを廃止し、1.5リッタースーパーチャージャー付きエンジンと、4.5リッター自然吸気エンジンのどちらかの使用というルールとなり、このエンジン使用規約が1950年に初めて「世界選手権」として開催されるフォーミュラ1（F1）の最初のルールとなった。
政治的な動きとしては、1947年に国際自動車公認クラブ協会（AIACR）を前身とした国際自動車連盟 (FIA) が設立された。

### スポーツカー世界選手権の誕生

ル・マン参戦用の車両。
（※：写真は1956年、ロータス・エンジニアリングの車両「イレブン」）

自動車競技の多様性は形態が限りなく市販車に近いスポーツカーレースにまで発展していった。前述のフォーミュラ1はフォーミュラカーを使用したシングルシーターによる比較的短距離（スプリント）なレースであり、選手権の内容もドライバーを重視したものであった。これに対し市販車ないし市販を前提に開発した車両、つまりは運転席と助手席が存在するスポーツカーを使用したレースは自動車製造業者（マニファクチュアラー）が主体のものとなった。したがって、自動車性能を示す一つである耐久性も考慮され、大変長距離（エンデュランス）なレースとなるが、こうしたレースはそれまでにミッレミリア、ル・マン24時間、RACツーリストトロフィーレースといった伝統的なものが存在していたが、それぞれのレースごと主催団体が違っていた為に、それまで選手権としての統一が実現しなかった。
その為、こうした耐久レースを統一したものとして1953年にスポーツカー世界選手権 (Championnat du Monde des Voitures de Sport) が発足された。初開催となった1953年は上記の伝統的なレースに加え、近年に発足された12時間耐久グランプリ、フランコルシャン24時間、国際ADAC1000キロメートルレース、カレラ・パナメリカーナを合わせて計7戦が開催された。
スポーツカーレースの勃興は欧州はもちろん、それまでオーバルサーキット一辺倒であったアメリカのレース文化を大きく刺激し、Can-amやIMSAなどを誕生させた。

### ラリー・オフロード系競技の確立

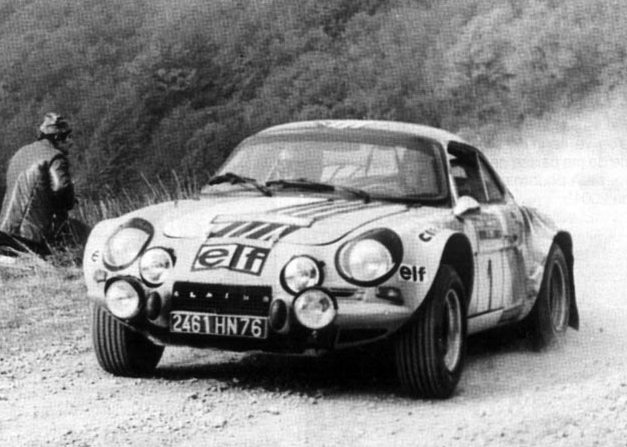
WRC初代王者のアルピーヌ・ルノーA110。当時はまだワークスによる全戦出場は一般的ではなく、各地のプライベーターも含めての順位ポイントの合算により、メーカー（ブランド）のみが栄誉を授かることができた

前述の通り自動車競技の勃興は公道レースからであり、それゆえラリーを始めとするオフロード系レースも古くから存在したが、体系立った選手権・シリーズとしては長らく確立されていなかった。
そこで1970年に各地の伝統のラリーイベントを取りまとめる形で、「IMC（国際マニュファクチャラーズ選手権）」が誕生。これが発展して1973年に現代まで続くWRC（世界ラリー選手権）が発足した。これに多くの日本メーカーを含む自動車メーカーたちが参戦し、その成果を大きく喧伝した。
またWRCと同じく1973年に欧州ラリークロス選手権、1979年にはパリ-ダカール・ラリーが誕生している。

### マスキー法とオイル・ショック
世間で自動車の排ガスによる公害が騒がれ始めた頃の1970年に、アメリカでマスキー法が施行された。自動車メーカーたちはこの画期的なまでに厳しい基準をクリアするために、レースに注ぎ込んでいたリソースを新型のエンジンや触媒を開発するために回し、日本メーカーを中心にレース活動の規模縮小や撤退が相次いだ。1973年には第一次オイル・ショックが自動車業界を直撃し、欧州でもワークス勢の多くが撤退した。
これらの事件の影響は深刻で、各地でレースカテゴリが消滅と再編纂を余儀なくされた。特にメーカー対決を売りにするスポーツカーレースは直撃を受け、北米ではCan-Am（第一期）が、日本では日本グランプリが終焉を迎えた。スポーツカー世界選手権やル・マン24時間でも1975年にはワークス不在という事態に陥ったり、新たに施行したグループ5規定（シルエットフォーミュラ）がすぐポルシェワンメイク状態に収斂してしまったりと、芳しくない状態が続いた。
一方で自動車メーカーに依存しないプライベーターたちが誕生・成長を遂げた時代でもある。元々プライベーターが中心だったF1世界選手権や米国のチャンプカーなどのオープンホイールレースはほとんど影響を受けておらず、日本でもプライベーターたちによるフォーミュラカーレースや富士グランチャンピオンレースなどが誕生した。
1980年代に入ってからのモータースポーツ界はグループA・グループB・グループC規定による、現代まで語り継がれるほどの盛り上がりを見せるが、これはオイル・ショックの反動でメーカーたちが大挙して押し寄せたという面も大きい。

### 現代的レーシングカーの設計思想の確立

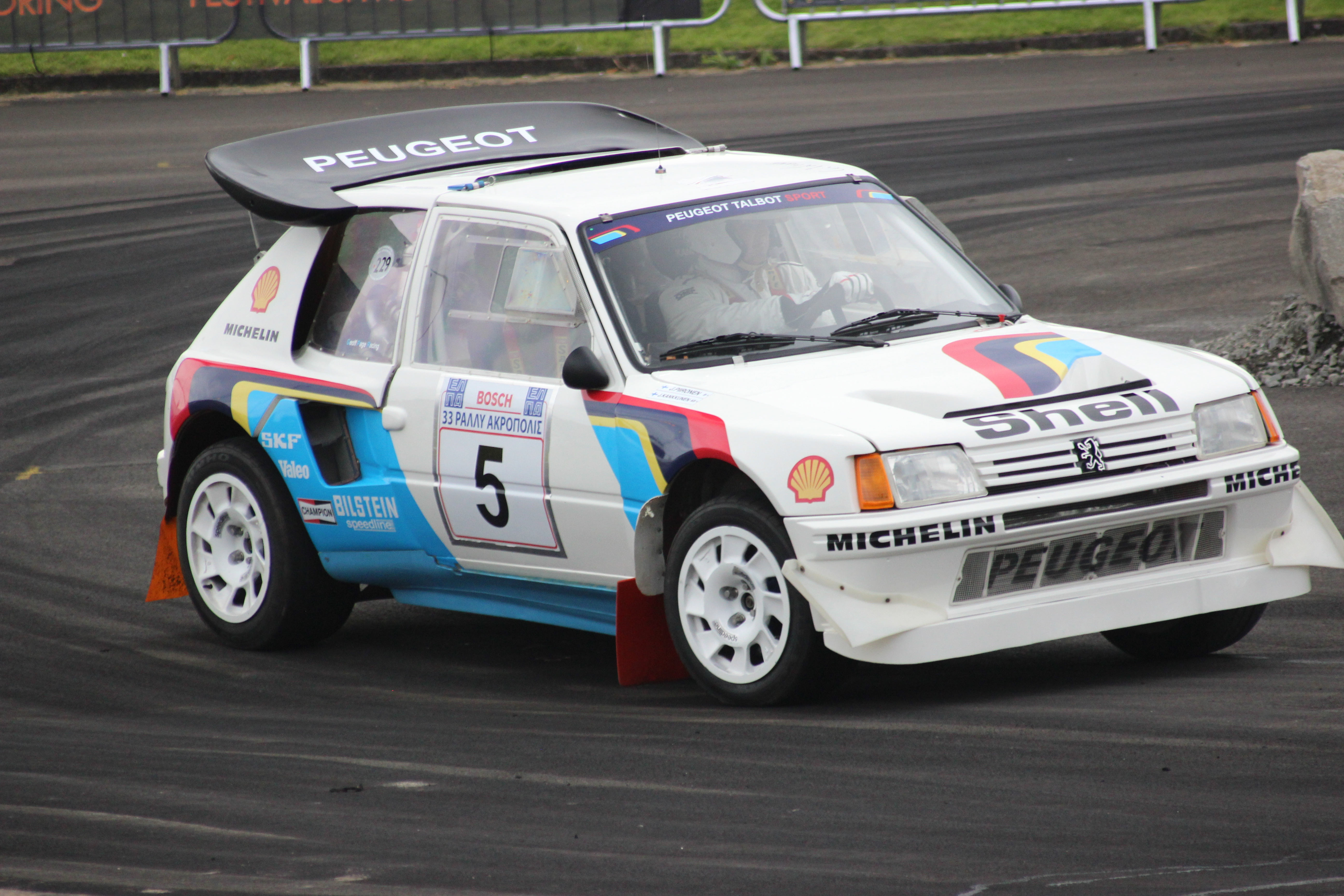
プジョー・205 T16。ミッドシップエンジン＋4WD+ターボチャージャーで武装し、WRC→パリダカ、ラリークロス、パイクスピークと転戦し全てを制覇した。

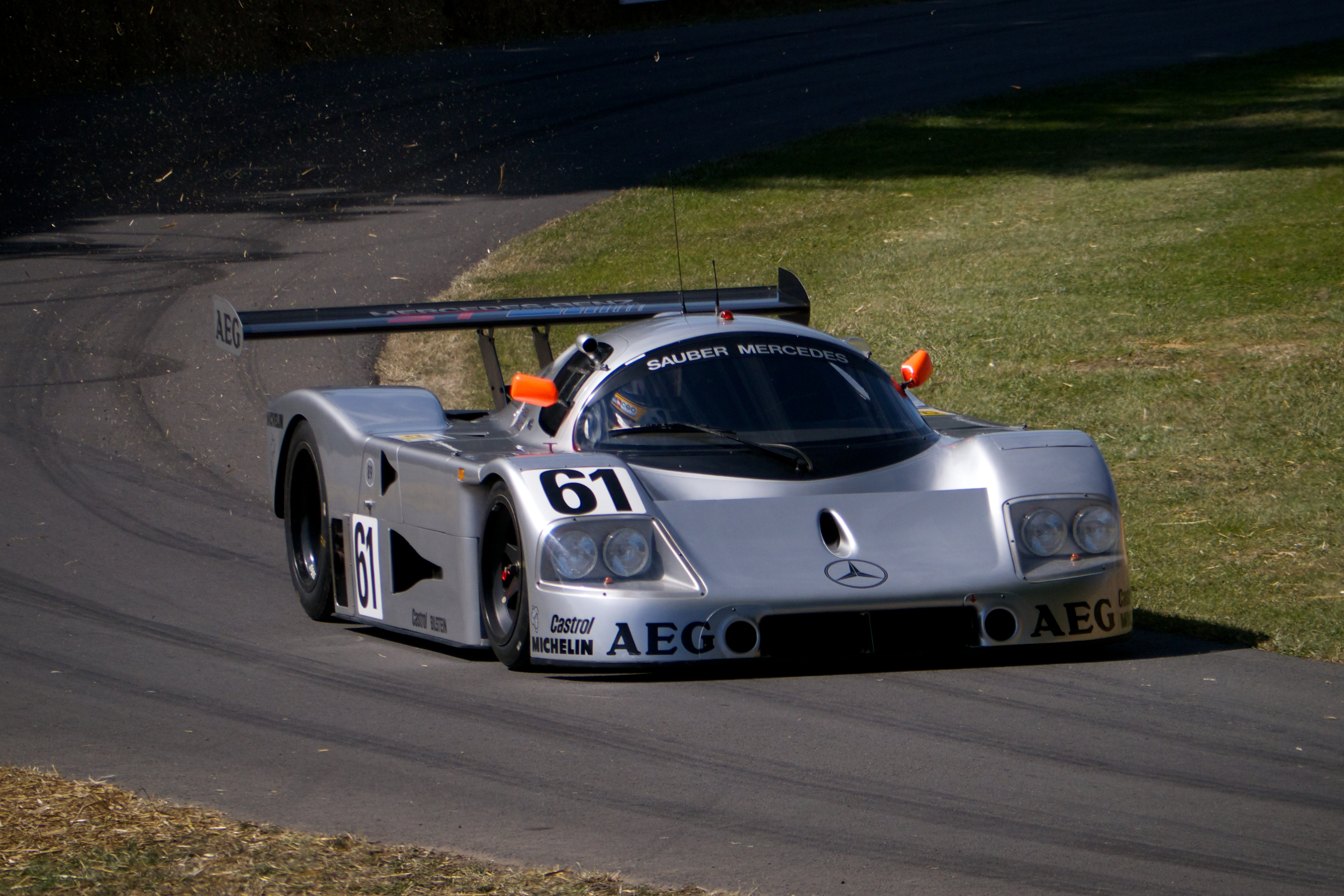
ザウバー/メルセデス・C9。グループC規定ではグランドエフェクト、テレメトリー、ターボ、カーボンモノコックなどの技術などが駆使され、ストレートで時速400kmに達するマシンも複数現れた。

自動車の黎明期は様々な技術の試行錯誤が行われたが、現代のレーシングカーにおいて重要とされる設計思想のほとんどは、1960～1980年代に確立された。
従来のフォーミュラカーは市販車同様フロントエンジンが主流であったが、1950年代後半にミッドシップエンジン車が登場し始めると、1960年代F1では全車がミッドシップを採用するようになり、「レーシングカーはミッドシップが有利」という常識が一般化した。
エンジンパワーが増大化するとともに空力でマシンを下に押さえつける力、つまりダウンフォースを得るという設計も求められるようになった。1960年代はF1やCan-Amなどでリアウィングの装着によりダウンフォースを得るのが主流であったが、乱気流や安全の関係でただ装着すればいいというものではなかったため、かなりの試行錯誤がなされた。1970年代後半に鬼才・コーリン・チャップマンがマシン全体やマシン下部（グランドエフェクト）で空力効果を得る手法を確立し、従来より遥かに安定してダウンフォースを得ることが可能となった。グランドエフェクト自体は特有の安全上のデメリットからしばらく敬遠されたが、その考え方自体は現在まで生き続けている。
またチャップマンはスペースフレームシャシーに代わるものとしてモノコック構造を発明し、現代まで続くフォーミュラカーの構造の基礎を築いた。
従来ターボラグが大きく、レーシングカー向きでないとされていたターボチャージャーも1970年代にスポーツカーレースでポルシェ、F1でルノーが活躍し始めると一気に研究が進んだ。F1では1989年に禁止（2014年に解禁）されるまで全盛期を築き上げ、スポーツカーレースではそれ以降も長らく採用が続いた。
4WD（四輪駆動）もラリーレイドや1980年代のアウディ・クワトロの登場以降、サーキットでも急速に採用が進み、市販乗用車の4WD技術・ラインナップにも大きな影響を与えた。

### 「F1サーカス」の誕生

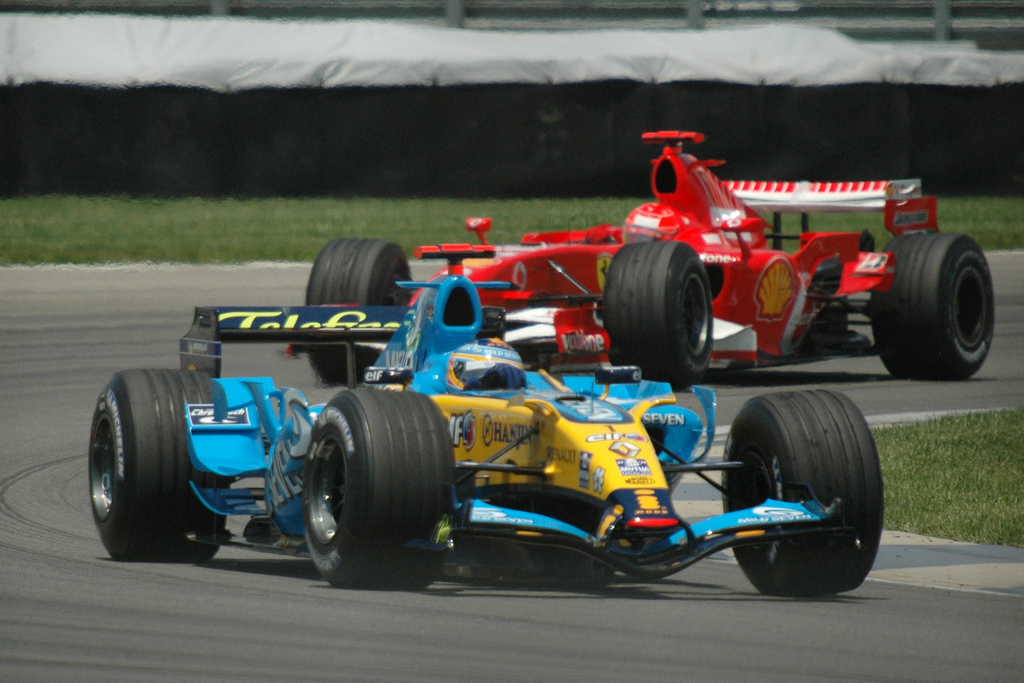
ミハエル・シューマッハとフェルナンド・アロンソが激しく争った2006年のF1は、多数のメーカー参戦と相まって『セナ・プロ』時代以来の絶頂期を迎えた。

上述したように、各国で姿かたちやルールの異なる様々な自動車競技が勃興し、それぞれに熱心なファンがついたが、その中でも頭一つ飛び出たのはF1であった。稀代の天才であるバーニー・エクレストンの辣腕により、「F1サーカス」と形容されるような、文字通り世界各国を飛び回る国際的スポーツイベントに成長した。この背景にはTVの普及により、放映権がビジネスとして成立し始めたことも背景にある。
これにより1990年代までには、自動車に興味のない一般大衆にもアイルトン・セナやミハエル・シューマッハといったF1のスターたちの名前は知れ渡るようになった。同時期のスポーツカーレースやWRCも、各メーカーが競って過激かつ多様なマシンを開発してこちらも人気が高かったが、F1の一般大衆への浸透ぶりには及ばなかった。
2000年代になるとメーカーの撤退が相次いだスポーツカーとWRCは勢いを弱めてローカル化が進み、一般人向けとしてはよりF1一強の様相が濃くなっていった。また同じフォーミュラカーレースの中でも、F1とそれ以外（CART、フォーミュラ・ニッポンなど）で人気の2極化が進んだ。
この間ツーリングカーレースもグループAやスーパーツーリング、スーパー2000規定などでメジャーな存在として一時的に大きな勢力となったが、規則や運営、コストなどの問題により、いずれも数年程度で消滅と誕生を繰り返すような不安定な状態が続いている。
北米では90年代以降、長年力を持っていたオープンホイールレースとスポーツカー耐久が組織分裂によってそれまでの勢いを失ったことや、マーケティング手法の巧拙の差もあり、ストックカーレースのNASCARがアメリカン・モータースポーツの頂点に取って代わった。
1990年代以降は電子制御技術が発達し、セミオートマチックトランスミッションやトラクションコントロールなどのハイテクな装備が普及した。

### コストダウンとエコの時代へ

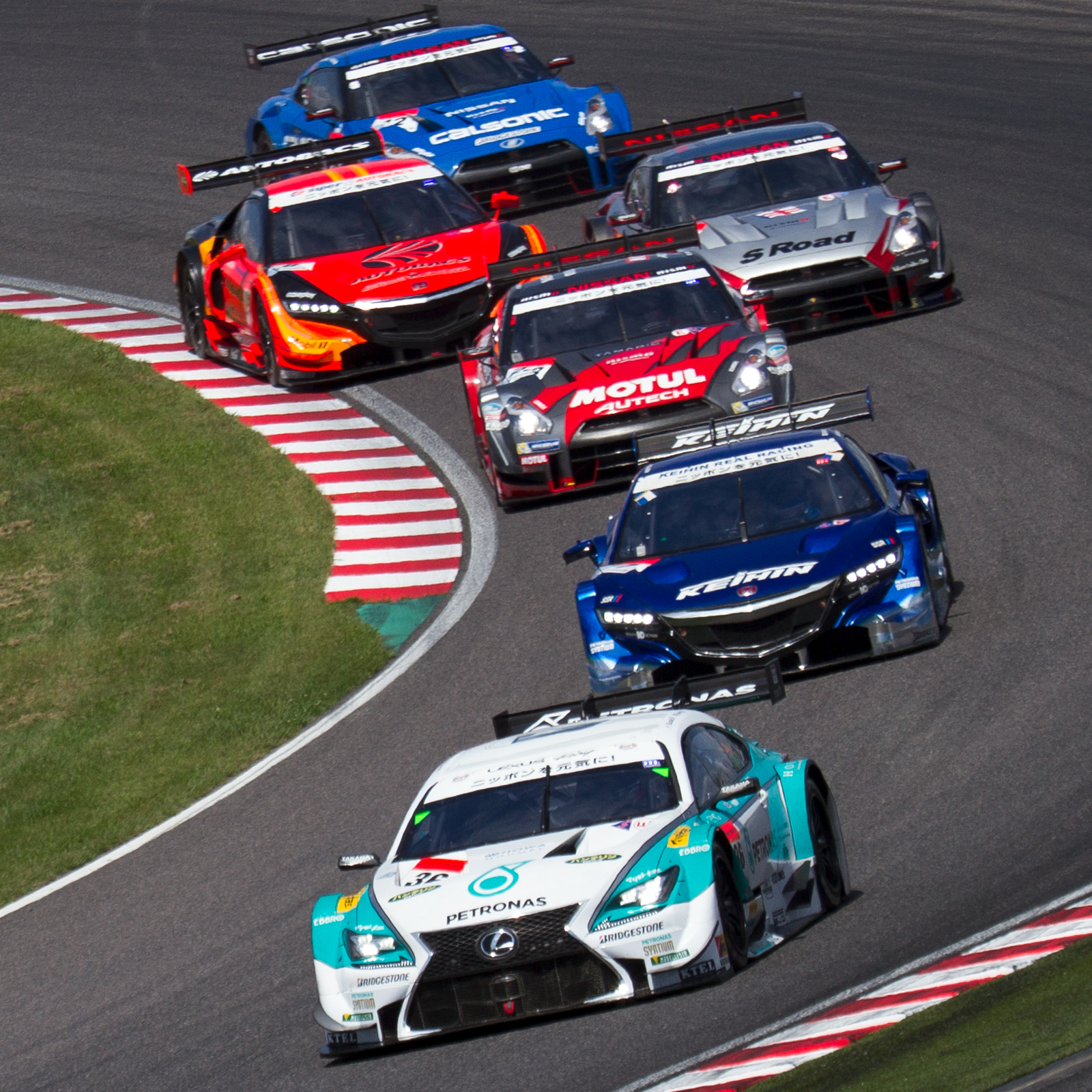
米国のNASCAR、日本のSUPER GT、ドイツのDTM、英国のBTCC、豪州のV8SC、アルゼンチンのTC2000といった各国の著名なツーリングカーレースでは、骨格をも含めた大胆な部品の共通化が実施され、独自開発できる領域はほとんど無くなった。また上記のうち、NASCAR以外の全てでダウンサイジングターボエンジン規格が導入された。

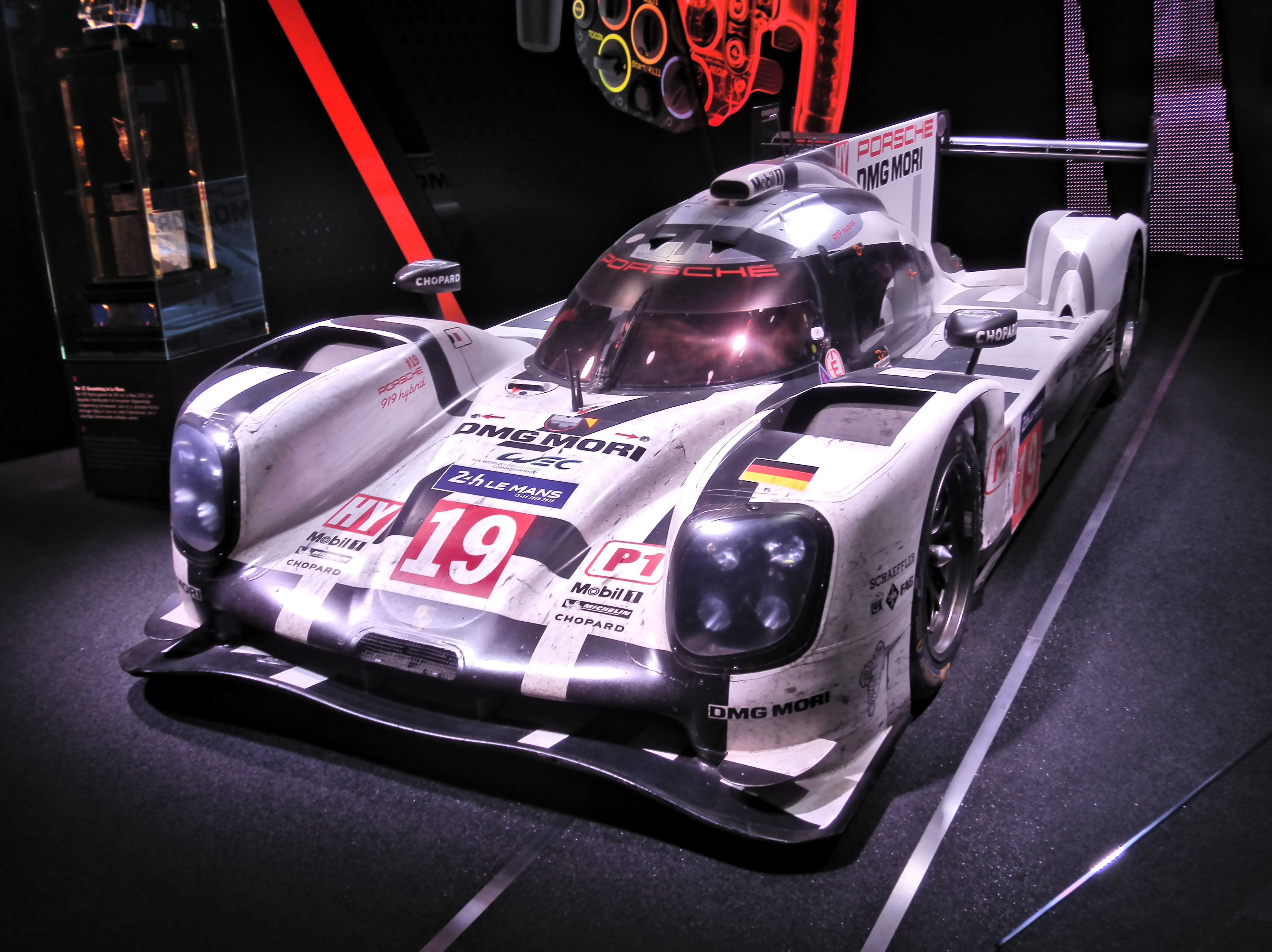
2010年代のF1とLMP1は、1000馬力のうち半分を回生による電動エネルギーで賄うというモンスターハイブリッドマシンが続々と登場した。

1990年代以降日本はおろか欧米でも若者の車離れが叫ばれたり、環境問題への意識が高まるようになると、自動車メーカーにとってのレース参戦の商業的意義・対費用効果にも疑問符がつけられるようになり、それまで自動車競技に熱心であったメーカーが一転してピタリと活動から手を引いてしまう事例が増えた。
また技術革新が進み、原初の頃に比べると相当にハイレベルな技術と高価なパーツを用いるのが当たり前になってしまったため、それに伴う参入障壁や参戦コストの高さに、メーカーやチームが疲弊して崩壊・消滅するカテゴリも多く見られるようになった。
こうした時代の変化に対応するべく運営側も、参加者の経済的・技術的な負荷を減らしたり、環境技術を宣伝できるような規則を導入して、自動車メーカーの招致に知恵を絞るようになった。
具体的には
- マシンの一部または大部分を共通パーツにしたり、あるいはマシンそのものをワンメイク（一社独占）供給にしたりすることで、開発競争によるコストの増長を抑制しつつ、量産効果によるコストダウンも実現する
- 複雑な電子制御を必要とするパーツや高価な素材を禁止してコストと参入障壁を下げる
- 市販車に由来しない鋼管パイプフレームの採用を認可することで、ベース車両の優劣に囚われない開発を可能にする
- 一度ホモロゲーションを取得した部位の開発を制限あるいは凍結して、開発にかかるコストを削る
- エンジンやギアボックスなどについて、一年間に使用できる基数を制限することでコストを削減する
- 予算額そのものをレギュレーションで規定し、コスト増大を阻止する（バジェットキャップ制）
- エンジンの気筒数と排気量を統一し、性能均衡を実現しやすくする
- ある特定のパーツについて、他チームが購入を希望したら一定の価格で販売しなければならない義務を負わせ、1チームの独走を防ぐ
- 性能調整やハンデキャップ制を導入し、資金力や技術力に劣る弱小チームでも勝つチャンスを掴みやすくする
- ダウンサイジングターボやディーゼルエンジン、ハイブリッドカー、電気自動車など、一般にCO2排出量が少ないとされるパワートレイン技術を導入したり、燃料もバイオ燃料など地球環境に配慮したものに替えたりする

など多数のアイディアが存在する。先述の通り自動車競技の覇者となったF1も、こうした時代の流れの前に次々とメーカーを失ったため、上のいくつかの手法を導入して覇権を維持している。
2020年代以降は内燃機関を捨てることを宣言するメーカーが続々と登場し始めたため、FIAは純粋なEV（電気自動車）のみで争われるカテゴリを多数誕生させている。

### レーシングカービジネスの流行

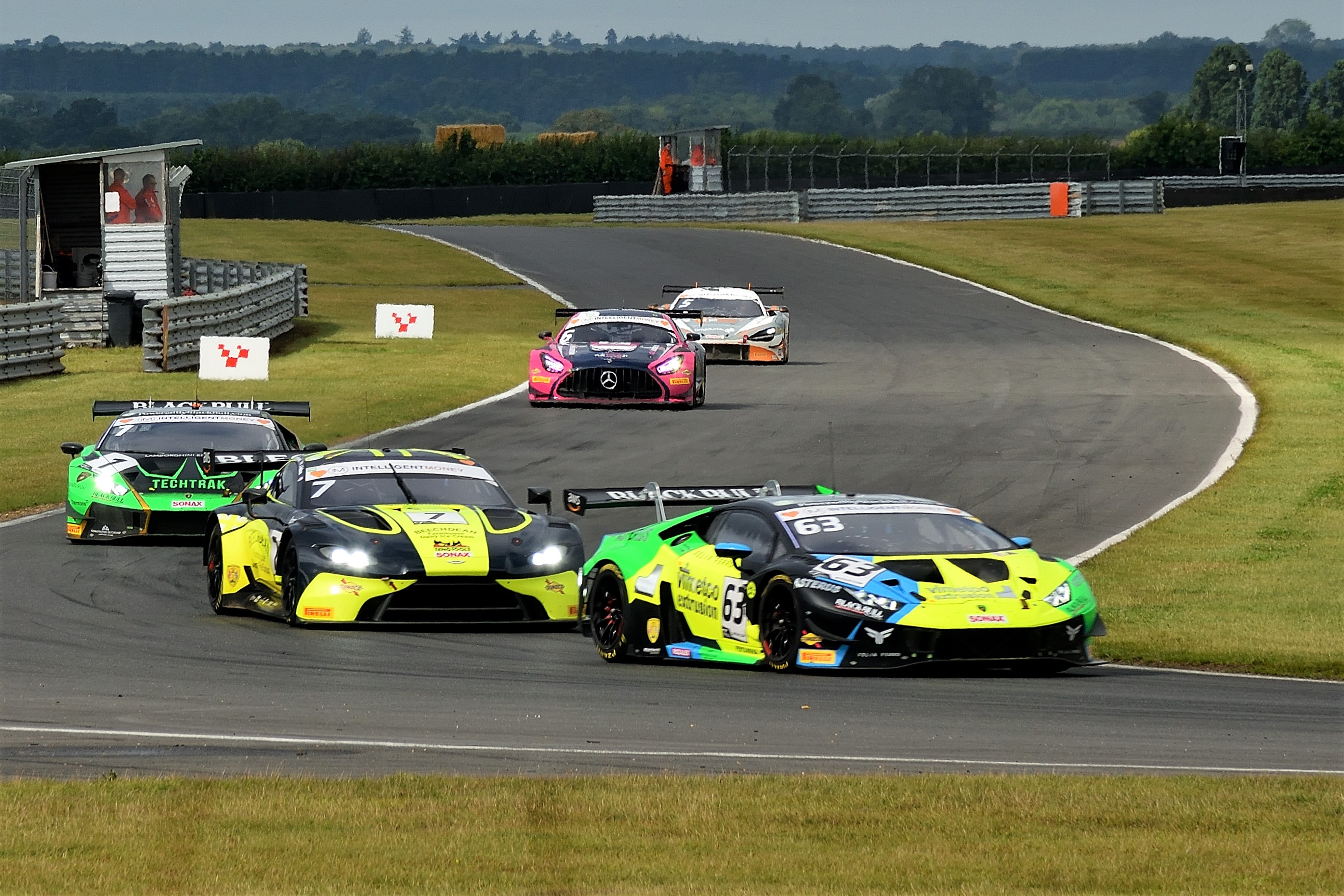
グループGT3とGT4は、瞬く間に世界のGTレースのスタンダードとなった。

エコ意識の高まりに前後して、性能調整を施すことで多様なレーシングカーを参戦することが可能となる手法が確立された。これによりグループGT3/GT4やグループRally、TCRなどといった、自動車メーカーがプライベーターチーム向けに市販車をレーシングカーに改造して販売する規定が2010年代以降に流行した。メーカーにとっては販売・アフターサービスによる収益に加えて購入者が自社製マシンを走らせてくれることで宣伝効果も得られ、プライベーターにとっては戦闘力の高いマシンを低コストで購入・運用することが可能という、双方に利がある理想的なパッケージングである。
ただし一方で、多数のメーカーが参入したことで開発競争の激化によりマシンの価格と運用コストが高騰し、メーカー側からすればビジネスとして採算が取れず、プライベーターからは経済的に手が出せなくなってしまうという問題が散見され始めている。
またあまりに広まりすぎているゆえに、観戦者側からは世界各国のどのレースを見ても同じ規定のカスタマーマシンばかりで退屈という弊害も指摘されている。

## コースによる分類
自動車レース（競技）は、コースの種類で分類する場合、大きく分けて3つに分類できる。（なお例外はある）

### クローズド・コース
レース専用のサーキット（レース場）や、公道の一部を閉鎖して臨時に仕立て上げたレースコースなどで行うもの。
舗装されたクローズドコースにて同時に複数台がスタートし順位を競う。日本では四輪競技は単に「レース」と呼ぶことが多い。（二輪競技はロードレースを呼ぶことが多い）。レースのスタート方式は1周のフォーメーションラップ後に一旦停車を行った状態からシグナルやレース旗によって一斉にスタートを行う「スタンディングスタート方式」と、フォーメーションラップからそのまま車両が加速した状態でスタートを行う「ローリングスタート方式」がある。
その他にも過去にはル・マン24時間レースで採用されていた「ル・マン方式」というスタート方法もある。ル・マン方式とは車両までドライバーが歩く（駆け寄り）そして速く車両を動かした順にレースをスタートする方式であるが、ジャッキー・イクスがその危険性について苦言を呈し続けた結果、現在のル・マンでは廃止されている。このル・マン方式のスタート方法を踏襲しているのが二輪ロードレースのスタート方式である。スタートの方法は現在ではクラッチスタート方式を採用し、車両まで向かったライダーがセルスターターおよび、キックによるスタートを行って発進する。以前は車両のエンジンがかかっていない状態から各ライダーが押しながらエンジンを起動させる押しがけスタート方式であったが、押しがけの危険性を憂慮して1987年からクラッチスタート方式に切り替わった。

### ラリー / ラリーレイド
ラリーとラリーレイドは似て非なる競技であり、「本来はタイムを競う競技ではない」ということが念頭に置かれるためにレースとも厳密には違う。スタート方式に関してはラリーもラリーレイドも同じであり、予め主催者側によって公示されたもの及び、大会ランキングなどによってスタート順が決められる。SSのスタート順は直前のタイムコントロール（TCと呼ぶ）を通過順に1分間隔で行われる。
ラリーレイドでは先述のSSとほぼ同じ役割を担う区間であるコンペティションセクション（CSと呼ぶ）が設けられている。
4輪競技におけるラリー・ラリーレイドにおける最大の特徴は車両運転手であるドライバーと、進路案内や走行速度指示などの補佐を行う「コ・ドライバー」という2名が車両に搭乗して行う点である。ラリードライバーに求められる運転技術はレーシングドライバーに求められる技術と異なる点が多く、競技の特性上、悪路に対する走破技術はもとよりレースにおける「フリー走行」のような練習走行が基本的に存在しないためにドライバー自身の運転感覚、視界からの情報、あるいはコ・ドライバーからのナビゲートによる聴覚からの情報、そして出走順によっては先行車両により非舗装路面が刻々と変化してゆく点もあり、これらの総合的な瞬時の判断から高い臨機応変力が求められる。ドライバーとコ・ドライバーの信頼関係も非常に重要といわれ、1つの車両で行うチームプレイとも言える。
二輪競技などで行われるラリーレイドは1人で砂漠を走破する技術や度胸、独自の感性や機械的トラブルや人的トラブルに巻き込まれない幸運も求められる。したがって、二輪ラリーレイドは最も危険な自動車競技の1つとして語られることも多く、その根底にはほぼ毎年のように死者を出していることが挙げられる。

### トライアル競技（タイムトライアル）
決められた（短い）区間をいかに速く正確にゴールするかを競う。本来はトライアルとは「タイムトライアル」(英: Time Trial) つまりは時間への挑戦を意味し古来はダービー、ボート、自転車競技におけるレースを指したことから、これが派生して欧米では二輪自動車における競技もタイムトライアルと呼称した。その後、「トライアル = Trial」だけで試練・試みという意味を持つことから二輪自動車による複雑な地形（人工的に作られる場合もある）を、いかに足をつかずに走破するかを競う競技をトライアルと呼ぶ。日本では「トライアル競技」と呼ばれる。代表的な競技ではスラローム競技であるジムカーナや、加速競争であるドラッグレースなどがこれにあたる。ダートトライアルという呼称は和製英語であり、欧米ではダートトラックと呼ぶ。したがってその略称である「ダートラ」のほうが本来は呼称として正確である。

### その他
以上の分類に属しないものとして、ドリフト走行による車両姿勢の美しさを競うドリフト競技、一定の速さを保った上で燃費の優劣を競う燃費競争（エコラン）などがある。学生フォーミュラ（フォーミュラSAE、全日本学生フォーミュラ大会など）では、車の速さ以外に設計そのものやプレゼンテーションも評価対象とされ、それらの総合点で順位を決定する。またそもそも動力を持たないカートで争われるソープボックスレースでは、車の見た目の派手さが競技の重要な要素の一つとなっている。

## 競技の場所
自動車競技の競技が行われる場所を以下に示す。

### サーキット
アスファルト舗装されたコースで、閉路になっているために一般的に複数周回を走行し規定周回を走行することで完走となる。サンドトラップやグラベルエリア、ランオフエリアなどを設けられたサーキット（※：イタリアではアウトドローモ）、楕円形のコースを周回する「オーバル」もこれに含まれる。通常の公道よりも舗装が競技向けに作られているのも特徴。

### 公道コース
F1からラリーまでさまざまな競技を行う。競技が可能な道路幅と路面状況であることが開催の条件となる。公道といっても様々で、アスファルト舗装された平坦な路面が通常であるが、古い街並では石畳などもある。通常は一般車両が走行するため、交通量が多い箇所になればなるほど路面に轍状の起伏ができやすくサーキットと比較すると滑りやすい。カテゴリによっては一部の公道を閉鎖してサーキット型の競技を執り行う場合や、スタート地点とフィニッシュ地点が別となる都市間競技など行うなどのケースがある。
シンガポール市街地コースやバレンシア市街地コースのようにレースを行うことを前提として公道が整備されることもある。

### スタジアム
大勢の観衆が、コース全体を一望できるような常設のスタジアムで行われる場合もある。デモリション・ダービー、8の字レース、モンスタージャムなど、北米発祥の競技では多いパターンである。北米でオーバルレースが盛んなのも、コースを一望できるという点と無関係ではない。
また欧州発祥の競技でも、ラリーのスーパーSSやラリークロス、レーシングカートなどは時折スタジアムでの開催がされることがある。またレース・オブ・チャンピオンズは常にスタジアム内に設置したコースで開催されている。

### 非舗装路面・自然環境など
一般的にオフロード、ダート、砂漠、草原、雪上（氷上も含む）などを指す。ラリーやオートバイのトライアル競技などに使用され、砂や泥でタイヤのグリップ力が弱まるために当然ながら滑りやすい。公道コースと同じように車両が周回できるようにコースを造って競技を執り行うものや、スタート地点からフィニッシュ地点までコースを制定するもの、あるいはスタートとフィニッシュ、チェックポイントは設けてあるものの、完走するまでの行程でどこを走行しても許可される競技も存在する。

### ギャラリー

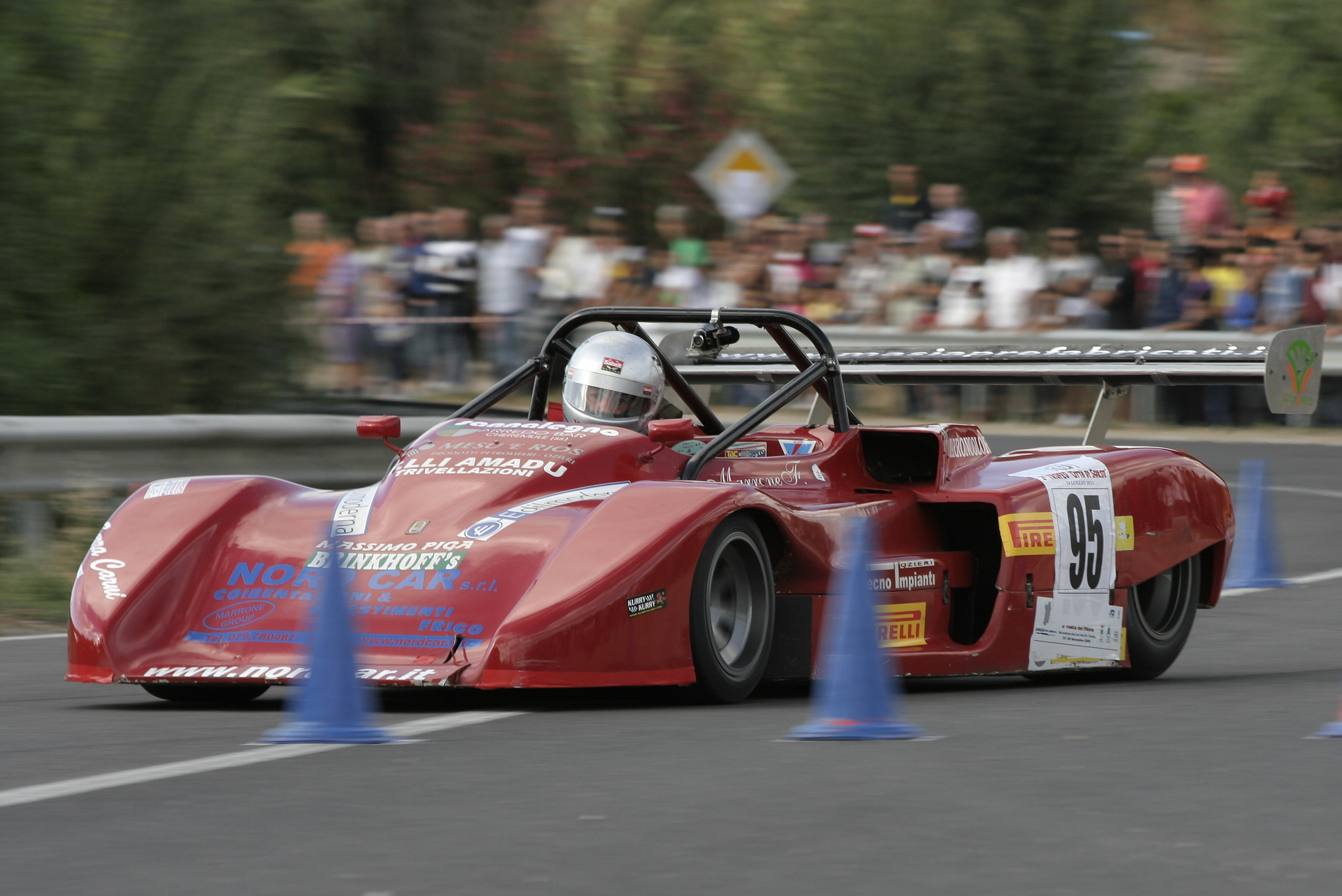
パイロンの間を縫うように駆け抜ける、スラローム競技。
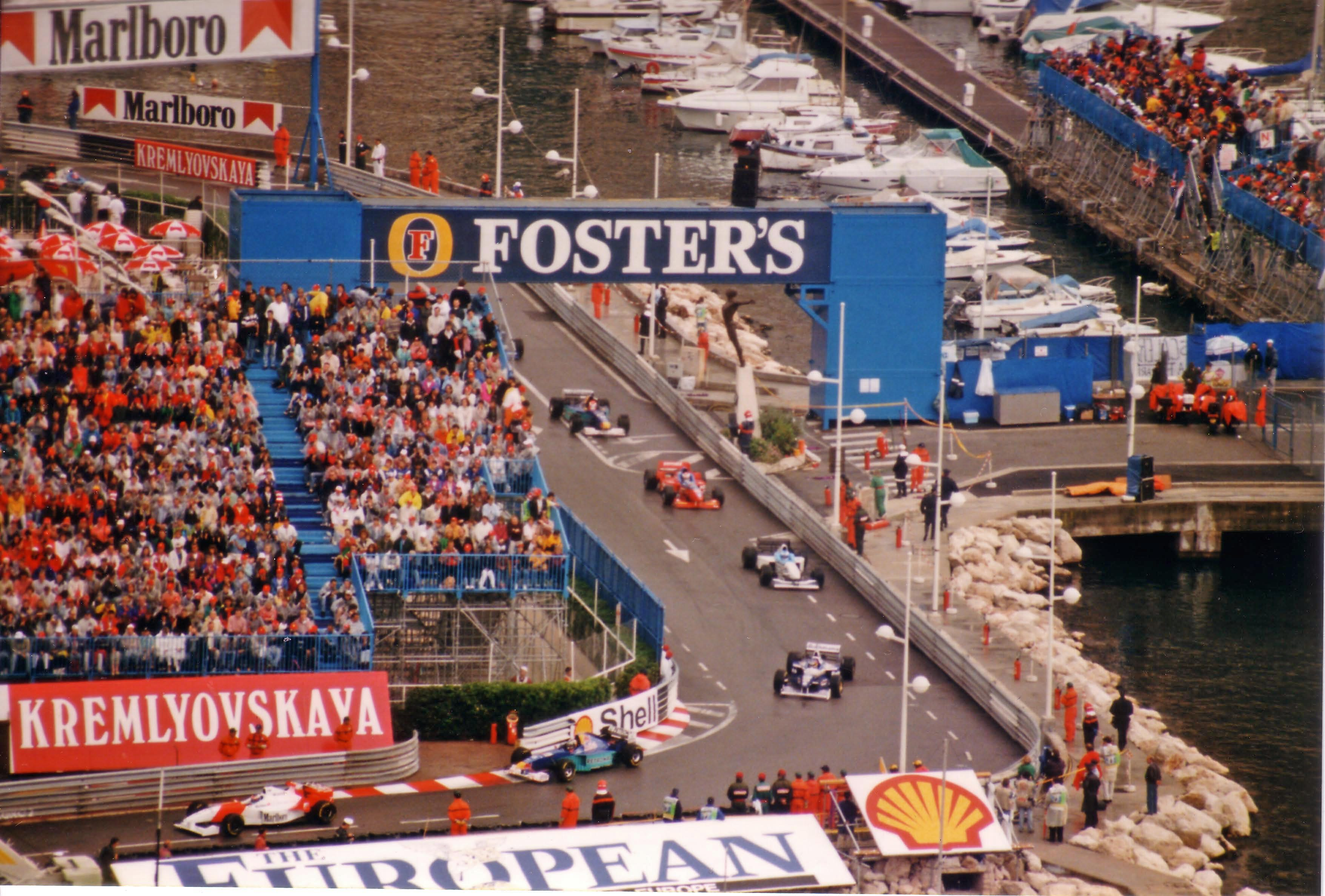
公道レースの代表格「モナコGP」。
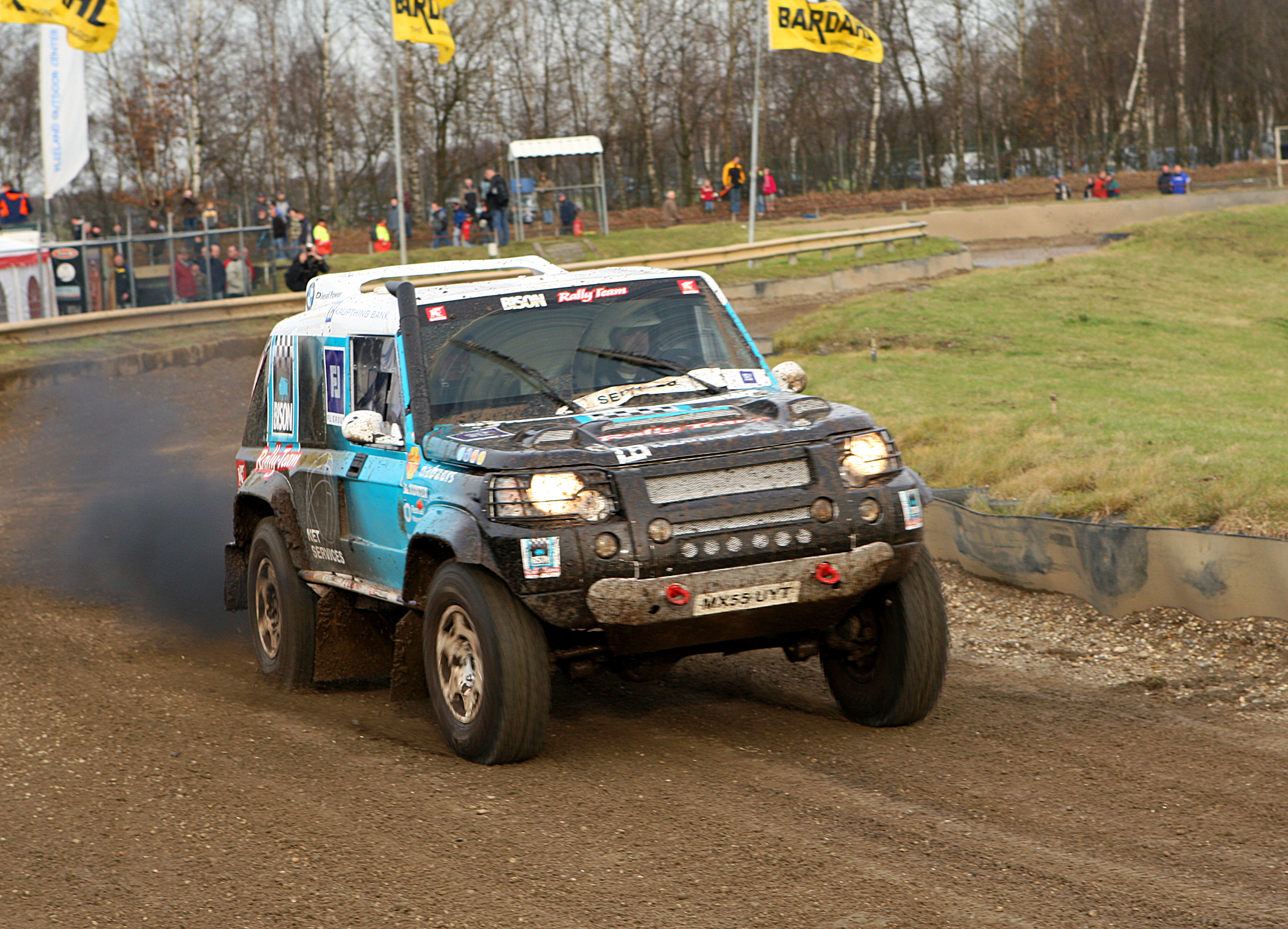
ダートでのレース。
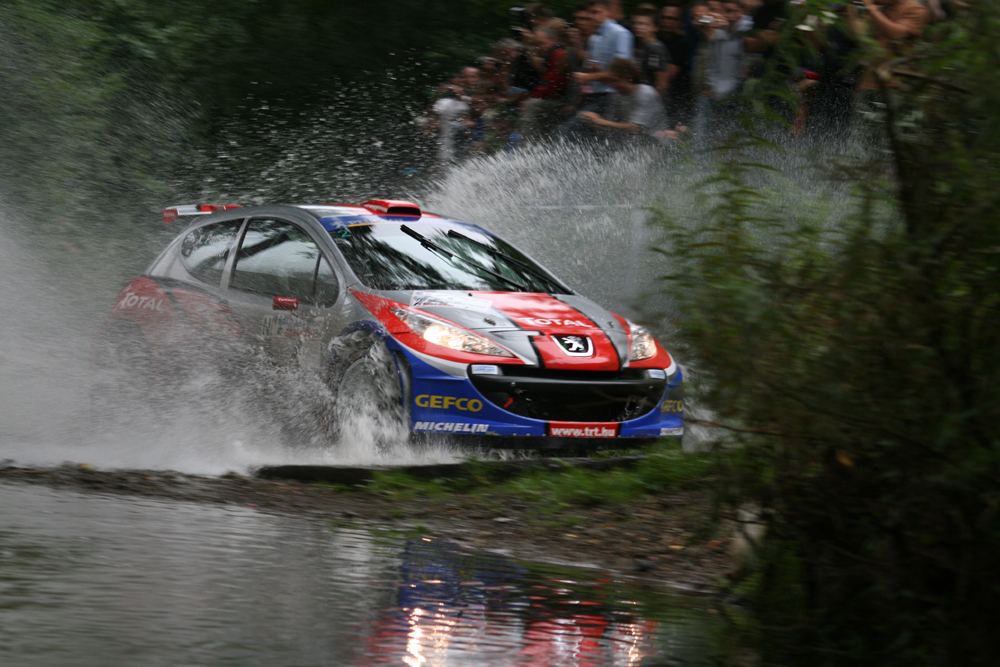
河川を走行するラリー車両。
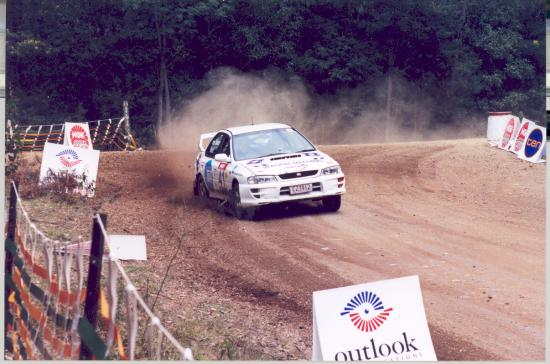
一般的なラリーコース。
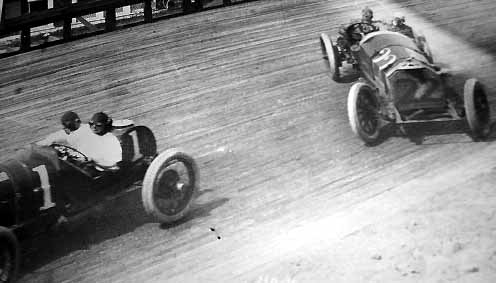
古くは木製の板の上を走るボードトラックというものもあった。
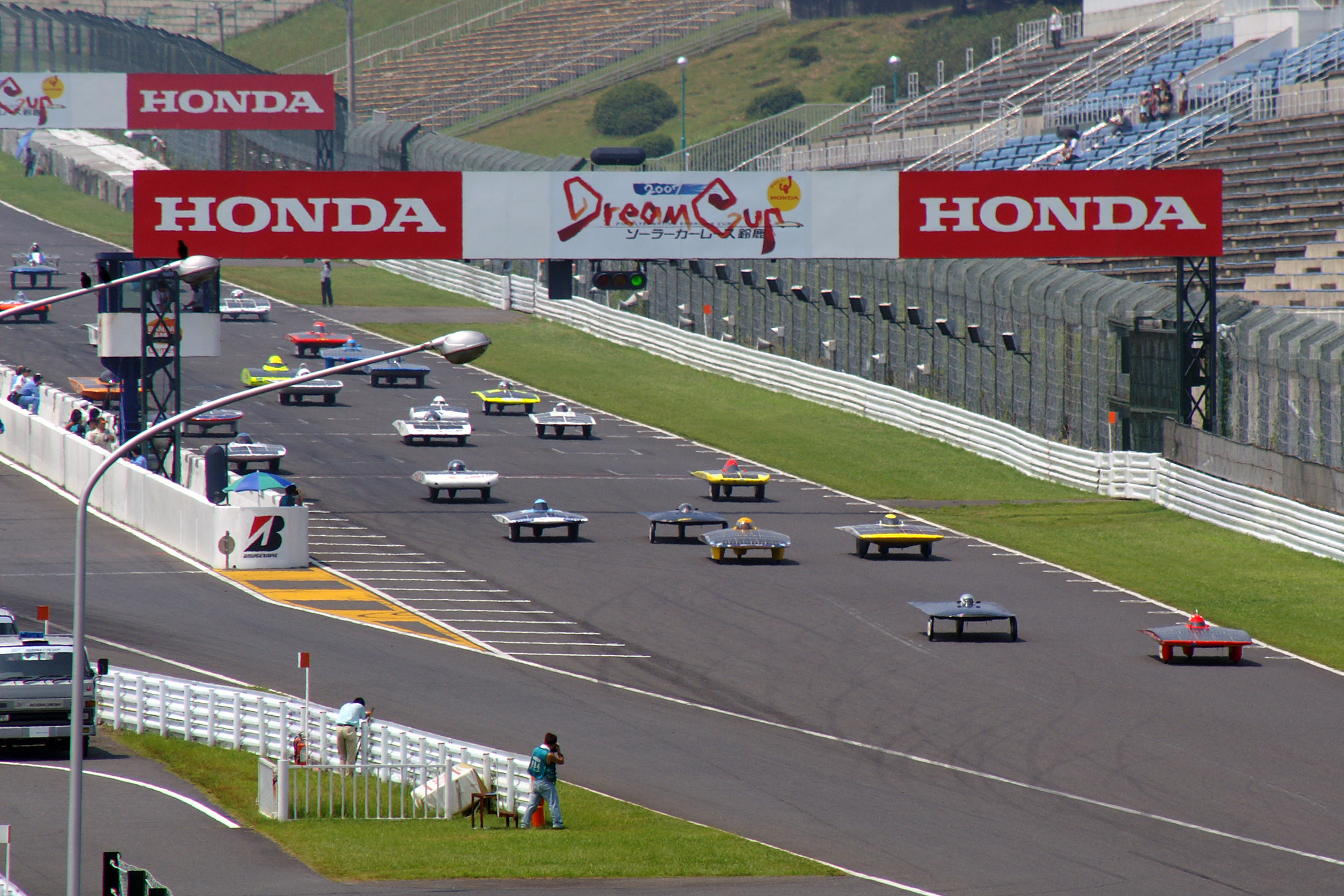
環境配慮の観点から近年ではソーラーカーレースも盛況である。
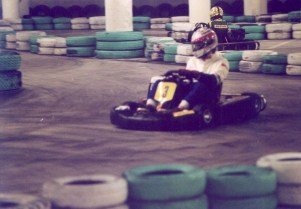
レーシングカートは自動車競技の最初の登竜門。
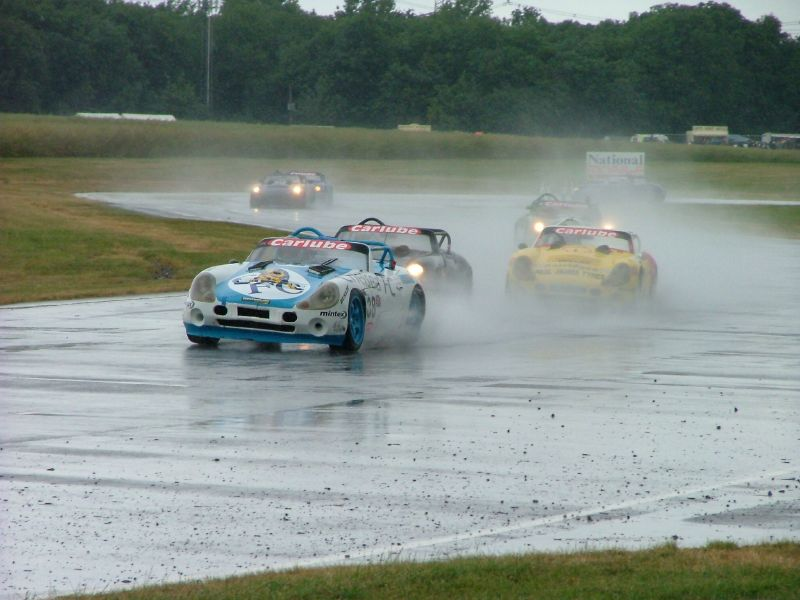
ドライバーは視界不良の悪条件下でも速さを競う。
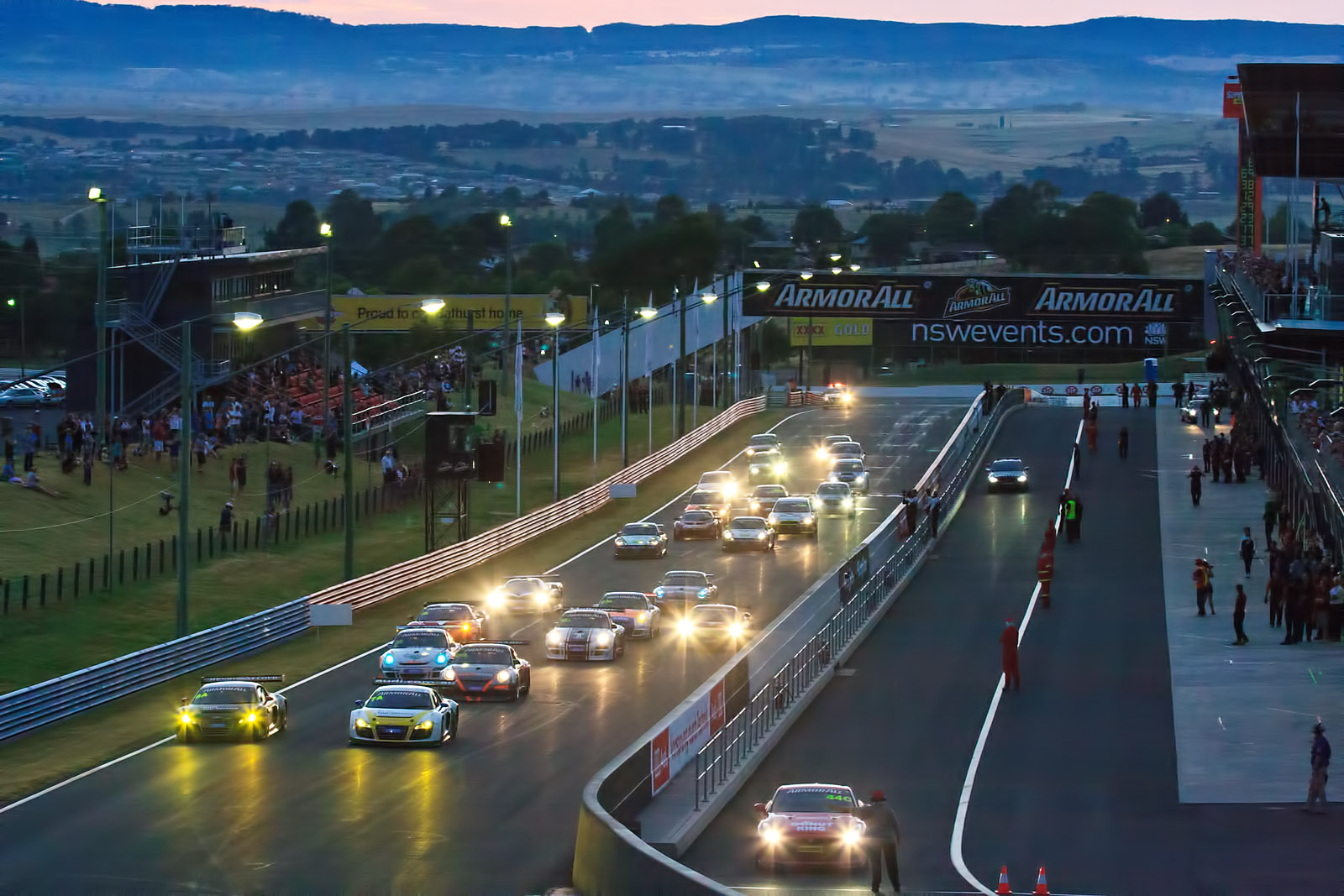
耐久レースでは日中、黄昏時、夜と刻々と変化する日照条件下をひたすら走る。

## 競技車両による分類
自動車競技における車両は様々な形態があるが、大きく分けると①市販車をレース用に改造した車両（ツーリングカー/GTカーなど）②市販車の要素を少しだけ残した専用設計車両（プロトタイプレーシングカー、ストックカーなど）③市販車の要素を一切残さない専用設計車両（フォーミュラカー、レーシングカートなど）の3つに分類される。
また近年は環境問題への意識の高まりから、電気、水素、太陽光発電などといった化石燃料以外を用いるレーシングカーも多数誕生している。

### フォーミュラカー

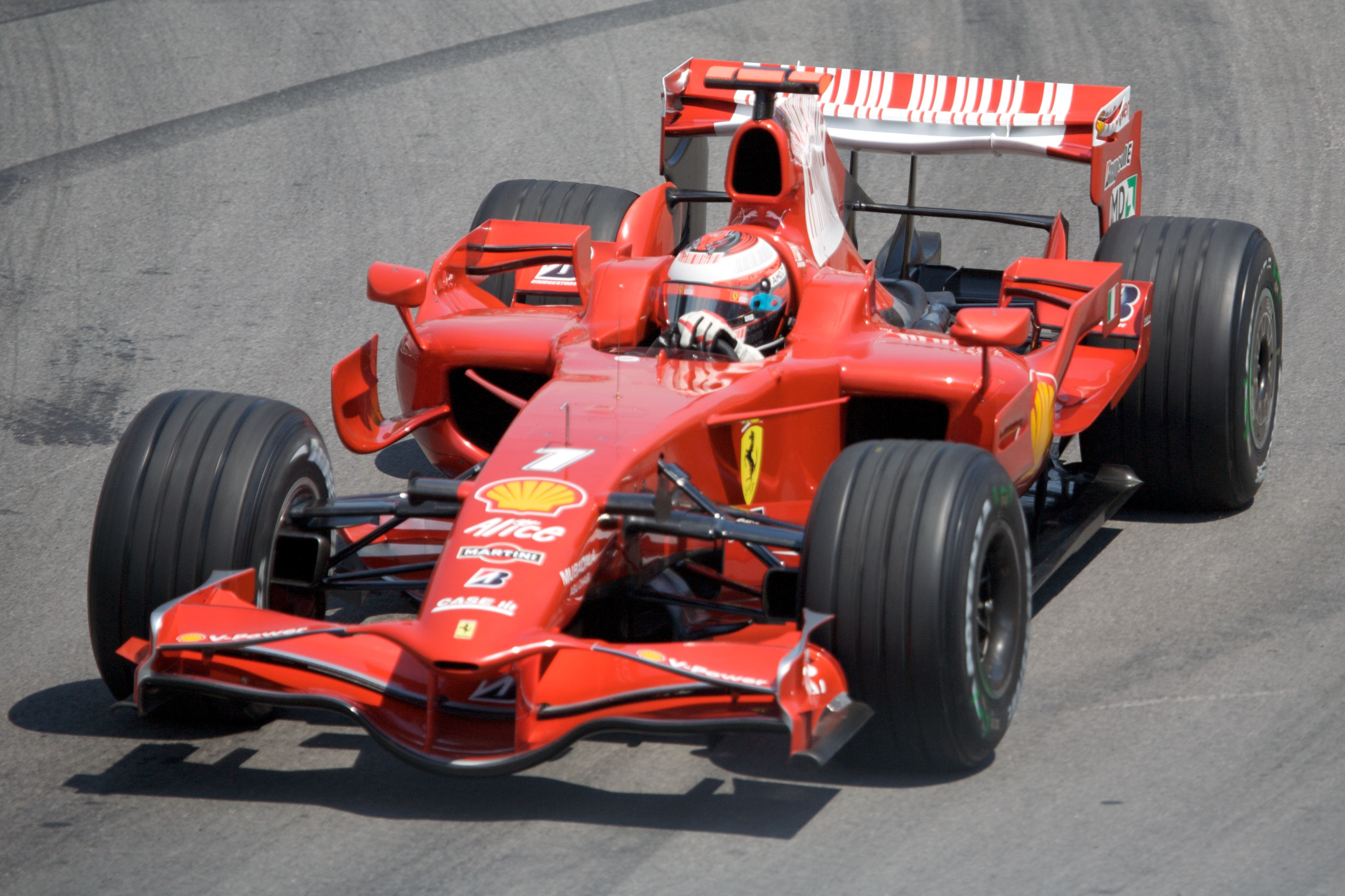
フォーミュラカーの例。（※F1世界選手権のスクーデリア・フェラーリ）

①車両の全てのタイヤが剥き出しになっている②ドライバーの頭部が外部に露出している③シートは1名分のみという3つの形式を満たす車両。このことからオープンホイール、モノポスト（シングルシーター）とも呼ばれる。完全に競技専用車輌として設計されており、前照灯やブレーキランプなどの保安部品は装備していない。
車輌重量がとにかく軽いため、加速・コーナリング・ブレーキなどあらゆる運動性能がずば抜けて優れている。タイヤが露出している分空気抵抗は小さくないものの、最高速はF1で380km/h前後に達する。
座席は窮屈で乗り降りも手間がかかるため、基本的に一人一台のスプリントレース向けであり、競技場所も路面が平滑に舗装されたサーキットや公道に限定される。
近年は安全上の理由から、ほとんどのフォーミュラカーは積層ポリカーボネイト製のスクリーンやHALOと呼ばれる輪っかのような頭部保護デバイスを装着する。また黎明期にはFRや四輪駆動のものも存在したが、現代では駆動レイアウトはMRで完全に統一されている。
一般人が「レーシングカー」と言われて思いつく形状の代名詞であり、まさに四輪レースの華といえる存在である。
（※主なカテゴリー：F1〜F4、インディカー、スーパーフォーミュラなど）

### プロトタイプスポーツカー

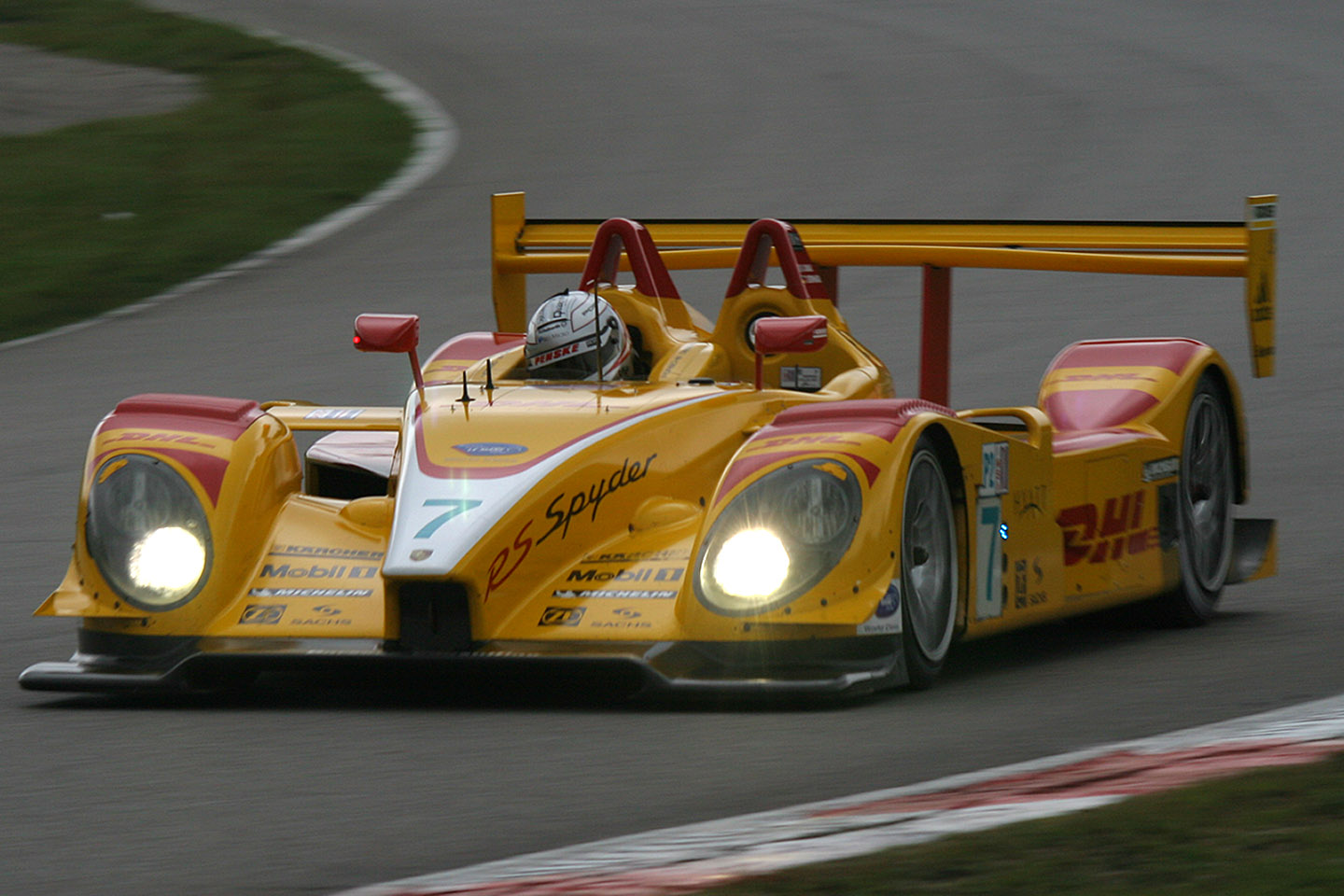
プロトタイプレーシングカーの例（※ペンスキー・レーシングのポルシェ・RSスパイダー）

プロトタイプスポーツカーは、フォーミュラカーとは形式が大きく異なる。根本的な違いはタイヤはフェンダーで覆われており、そして実際には使用しないが助手席が設けられた2座席車であり、UNECEが制定するECEレギュレーションに基づく保安基準（※：日本における道路運送車両法の保安基準もこれに準拠）であるヘッドライト・テールライト・ブレーキランプの装着が義務付けられている点である。

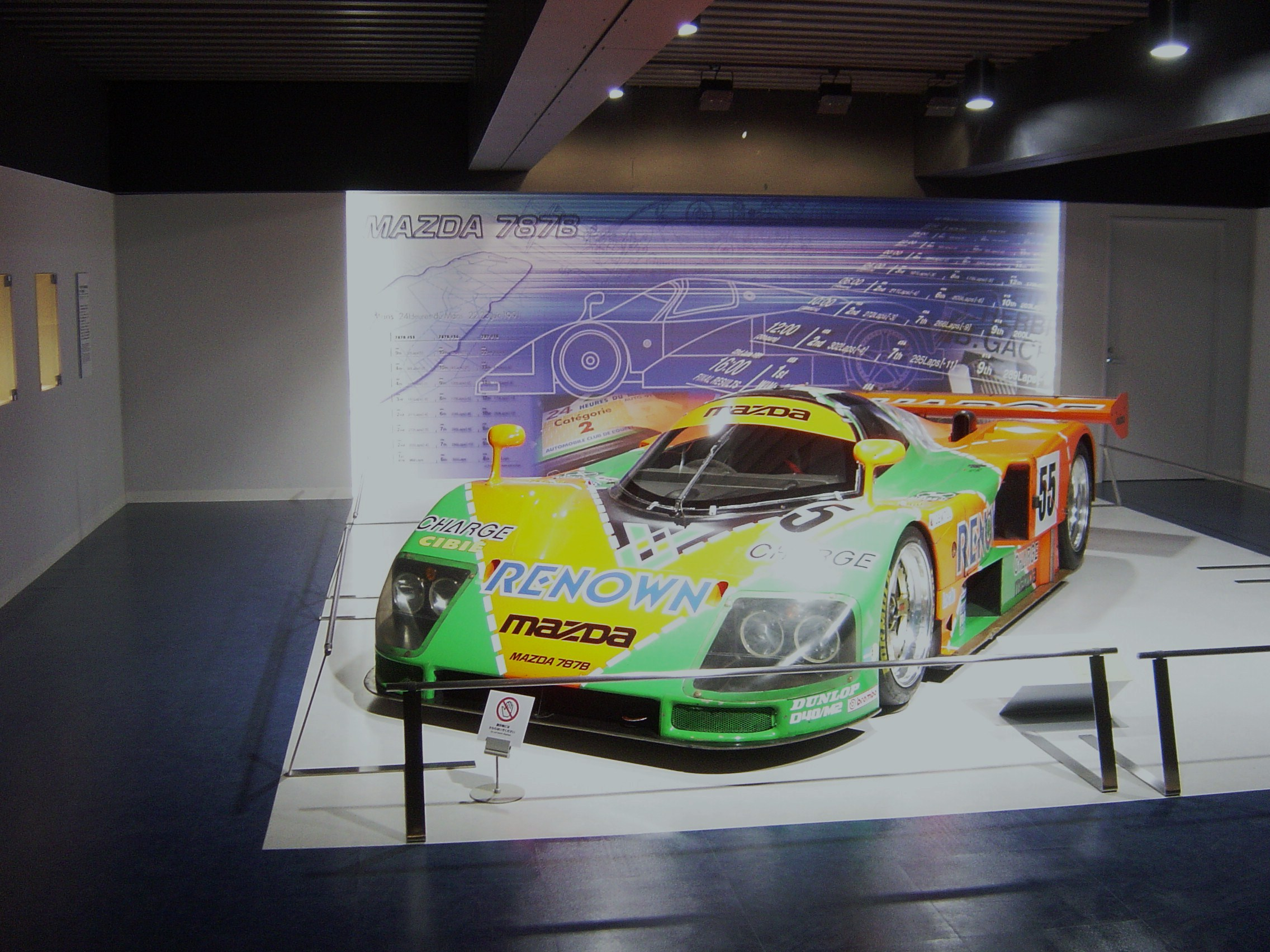
レナウン・チャージ・マツダ787B（1991年ル・マン24時間レース優勝車）

プロトタイプ系の車両は特徴的には市販車に近い点が多く見られるが、フォーミュラ系と同様に純粋なレース専用車両である。先述のECEレギュレーションには適合するように車両の保安基準は準拠しているものの、市販車とは全く別物の形状をしている。これを「プロトタイプレーシングカー」と呼ぶ。これらのプロトタイプレーシングカーはWEC（世界耐久選手権）やUSCC（ユナイテッド・スポーツカー選手権）など耐久レースのカテゴリに多く活躍する。プロトタイプとはその名の通り「試作機」の意味であり、本来は「市販車ではないが、将来の市販化を前提にした少量生産（ゆえに高性能）の試作スポーツカーであり、開発テストのためレースに出ている」というのが原義となる。したがって、同じスポーツカーであってもGTカーとは性質も意味合いも異なる。
基本的には24時間レベルの耐久レースを主眼に置いて設計されており、長時間の運転やドライバー交代を前提とするため、運転姿勢や乗り降りはフォーミュラカーと比べると楽である。前述の通りライトも完備しているため、夜間走行も問題ない。さらにクローズドボディの場合はエアコンも装備される。
近年市場参入するメーカーの多いハイパーカーは、プロトタイプレーシングカーに限りなく近いフォルムと性能をしており、2021年にはWECでプロトタイプレーシングカーに代わるカテゴリ（LMハイパーカー）として成立している。
なおカテゴリの出自によっては単座であったり、ライトが装着されなかったりと、タイヤが覆われただけのフォーミュラカーという実態を持つ場合もある（Can-Am第二期、富士グランチャンピオン第二期など）。
（※：主なカテゴリー　FIA 世界耐久選手権、ル・マン24時間レース、デイトナ24時間レース、ユナイテッドスポーツカー選手権、ヨーロピアン・ル・マン・シリーズ、アジアン・ル・マン・シリーズなど）

### GTカー

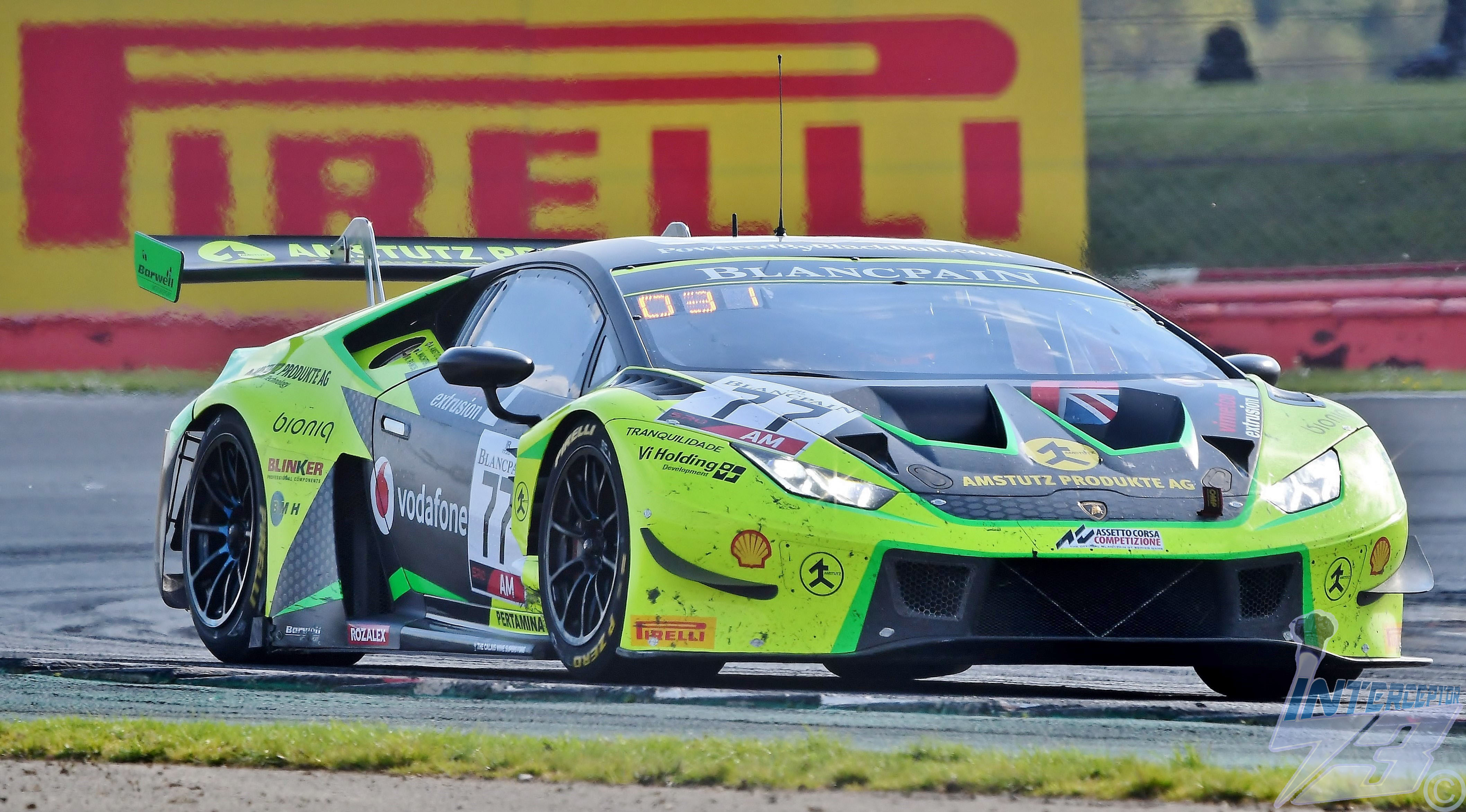
GTカーの例（※ランボルギーニ・ウラカンのグループGT3仕様）

メカニズム的にはツーリングカーの一種だが、レースの形態や歴史的にはプロトタイプとツーリングカーの中間に位置する存在である。
一般的には市販のスーパーカーを改造した車両や、それに匹敵する戦闘力を持ったツーリングカーのことを指す。しかし歴史を遡ると、実態は明らかにプロトタイプスポーツカーなのに、一台のみの公道仕様を制作すれば参戦できる規定が『GT1』の名称で1990年代に施行されていたこともある。またプロトタイプスポーツカーが前項で述べた通り公道車の試作版という建前と戦闘力の近さから、プロトタイプスポーツカーが走る耐久レースのほとんどではGTカーも同時に走る。この混走レースやGTカーのみのレースを、ひとくくりに「スポーツカーレース」と呼ぶ。
GTカーの原義はグランド・ツアラー、グランツーリスモ (英: Grand Tourer , 伊: Gran Turismo)である。GTとは「大旅行」を意味しており、これが派生してアメリカSCCAにおけるトランザムシリーズの名称のように" Trans-AM = Trans-America = アメリカ横断 "という意味になぞられる。そのためスプリントに特化したフォーミュラ系の車両とは異なり、元々は耐久レース（長距離レース）を念頭に開発されたマシンであることが窺える（ただし実際はスプリントレースも多い）。
世界的には00年代に改造範囲によってグループGT1からGT4までが存在したが、現在はほぼグループGT3とグループGT4のみである。日本ではSUPER GTが日本で最も人気のあるレースとなっており、特にプリウスをGT化したマシンがフェラーリやマクラーレンのスーパーカー勢と互角以上に渡り合うのがここ10年の風物詩となっている。
（※：主なカテゴリー　IGTC、GTワールドチャレンジ、SUPER GT、スパ・フランコルシャン24時間レースなど）

### ツーリングカー

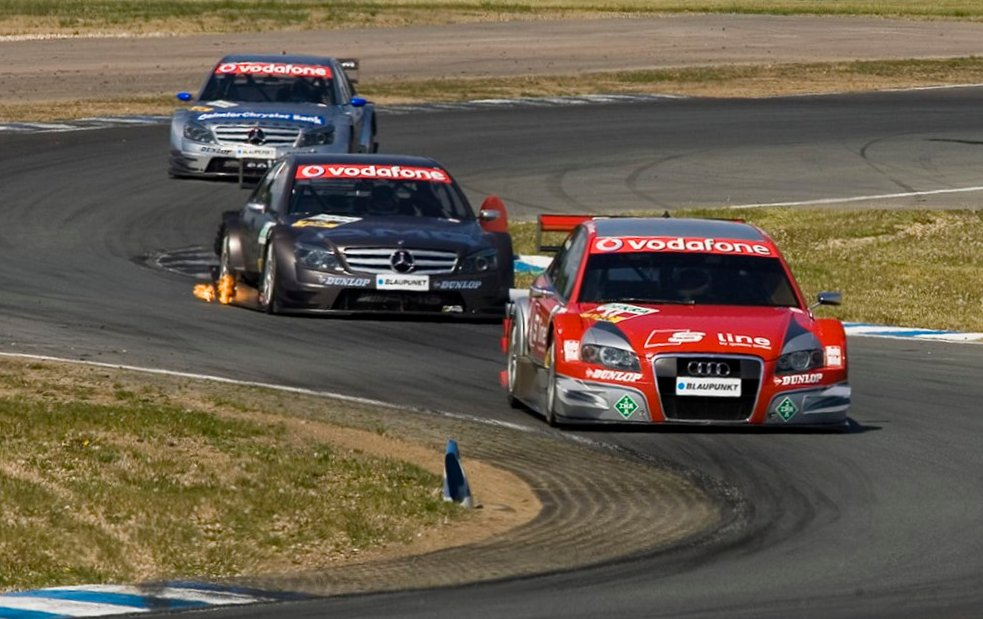
ドイツツーリングカー選手権の様子。（※2007年オッシャースレーベンにて）

ツーリングカーは街中でよく見るような市販車をレース用に改造した車両である。前出のGTカーとの境界線は極めて曖昧だが、ツーリングカーは大衆車～中級車クラスがベースとなっている事が多い。
ツーリングカー競技に参戦する車両は、参戦する車両（自動車会社）が標準として定めるボディを基礎とし、これをルールによってエンジン、サスペンション、ブレーキ、ホイールとタイヤなど変更が許される範囲の物が使用される。骨格以外は市販車とは全くの別物であるのが一般的である。
参加者としては参加車両を確保しやすく、レース観戦者側から見ても内容が判りやすく白熱しやすいことから、自動車競技の中で最も基本的でポピュラーなカテゴリーの1つとも言える。参戦費用が比較的廉価でありながらもレース自体の奥深さからF1を引退した後に自身の新境地としてツーリングカーに参戦するドライバーも多く、こうした事から観戦者の関心もメーカー側の宣伝に対する費用対効果も相して高いことからもさまざまなメーカーがスポンサーとして参入しやすいのも特徴である。
一方でプロフェッショナルレベルで長期間歴史を紡ぎ続けることのできるツーリングカーシリーズは世界的に見ても少ない。これはツーリングカーレースが市販車をベースにする以上、ベース車両の人気の偏りゆえに参戦車種も偏ったり、自動車ファンの興味を惹けないような車種ばかりになってしまったり、優秀なベース車両を量産するコストに自動車メーカーが耐えられなくなったり、逆に劣ったベース車両を改造するのに莫大なコストを費やさざるをえなかったりと、市販車の事情によってレースの事情も大きく左右されてしまうからである。現代ではそうした反省から現代のプロのツーリングカーレースは、外観は多様に見えても、中身は共通コンポーネントや共通エンジンを用いたり、空力開発を制限してコストを削減しつつ車種のバラエティを維持している場合が多い。加えてスプリント形式の場合はレースでポイントを加算するにつれて「鉛のトロフィー」と呼ばれるハンデキャップ用のウェイト(バラスト)を次戦から装着することで、参加者同士のスピードの開きを無くし、弱小エントラントの参加意欲を促すことも珍しくない。
レースの形態はスプリントから耐久まで幅広いが、国際シリーズの場合はタイヤ交換を必要としない程度の周回のスプリントレースを同じ週末に2～3ヒート開催する事が多い。
（※主なカテゴリー：WTCR、DTM、BTCC、スーパー耐久　など）

### ラリーカー

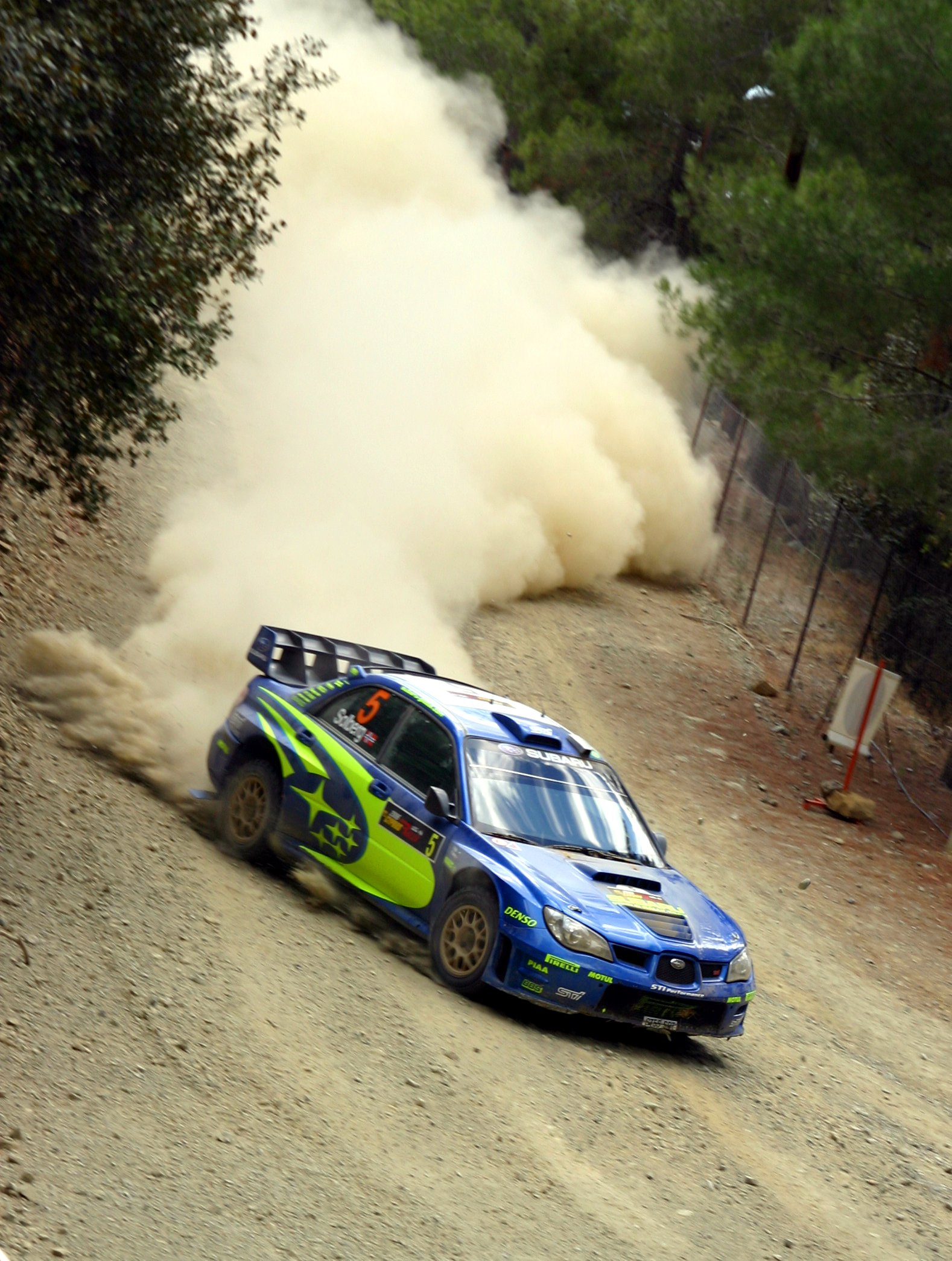
2006年のキプロス・ラリーの様子（※インプレッサを駆るペター・ソルベルグ

ラリーは基本的に市販車を改造したマシンで行われるため、外観はツーリングカーと非常によく似ている。しかしラリーでは舗装された公道（ターマック）から平坦な砂利道（スムースグラベル）、さらには人間の頭大の岩が転がる荒れた砂利道（ラフグラベル）などの悪路を市販車の設計段階では考えられない速度で走行するため、車体にはツーリングカーに使用される車両以上の頑強な補強が求められる。ラリーに使用される車両はまず一度完全に分解され、内装には頑強なスチール製のロールケージが組み込まれる。これによって事故発生時の乗員の安全性を確保している。レギュレーション次第ではスポット増しも行われ、ロールケージと合わせることで車体剛性が飛躍的に高まるためにドリフト走行がしやすい基本的な車両構造となる。
ボンネット内は熱対策が施される。カテゴリによってホモロゲーションの違いがあり改造可能は様々ではあるものの、ラリー競技は比較的低速な状態でエンジンを高回転に回す必要があるため、その対策も必須となる。先述のような悪路を常識では考えられない速度で走破するため、車の下回り（オイルパンやデフ）を保護するためのアンダーガードを装着しているのが特徴である。さらに上記の場所を走行するため、サスペンションもストローク量が大きい物を装着し、車高も走行する路面の状況に合わせて高くするときも低くするときもある。ラリーカーもツーリングカーと同じく2席のシートが設けられているが、ラリー・ラリーレイドではこのシートにコ・ドライバーが座る。彼らはドライバーに情報を送るためにペースノートや資料を読み上げる必要性があり、そのためにナビランプと呼ばれるコ・ドライバーの手元のみを照らす照明器具が装備されているのも特徴である。ギアボックスに関してはどのカテゴリの車両よりも低い速域で非常に高い値のギアレシオのギアが装着される傾向がある。リアウィングに関しては低速域から高いダウンフォースを発揮できる構造の物が求められるため、そうした要求を発揮するために「スプリッターリアウイング（※：通称、本棚ウィング）」などラリー用に作られた独自の形状をしたウィングが使用される。
（※主なカテゴリ：WRC、ERC、APRC、JRC　など）

### クロスカントリーカー

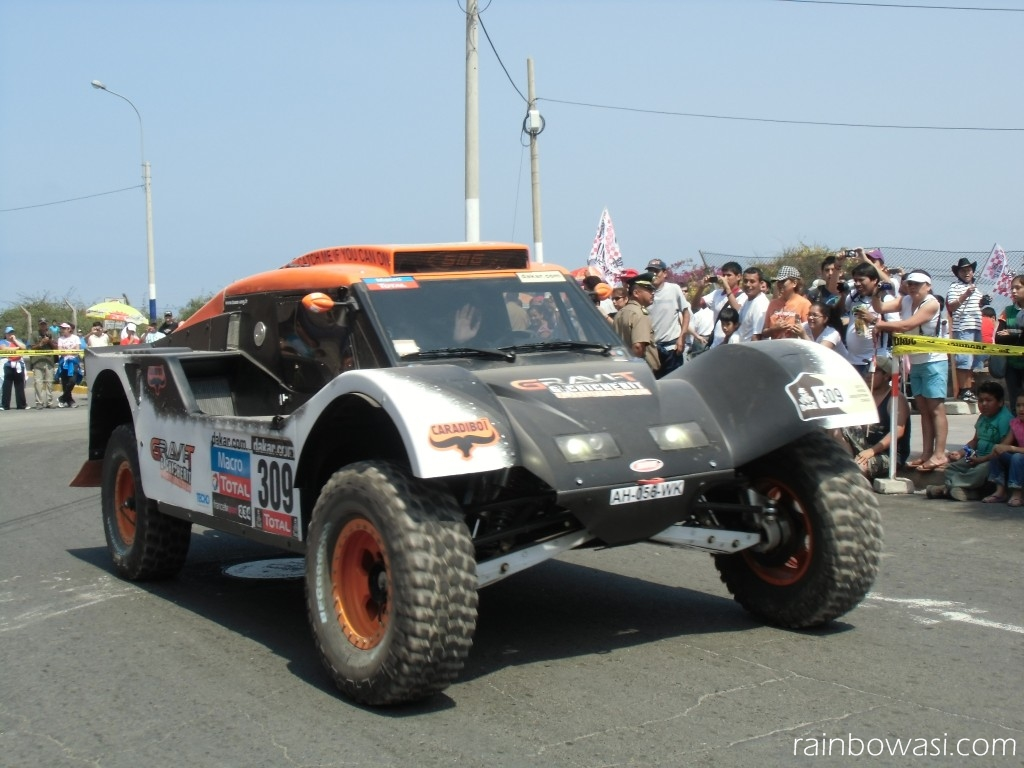
2013年ダカール・ラリー（※2WDのSMGバギーでリエゾンを通過するゲラン・シシェリ）

ラリーとラリーレイドは公道でレースを行うという性質上、最低限の公道規則に合致する必要があったり、ナビゲーター用の助手席やスペアタイヤや工具などを装備する必要があるなどの共通点はあるが、車両のシルエットには大きな違いが見られる。
ラリーカーは伝統的に小型の市販乗用車の形をしているのに対し、ラリーレイド用のクロスカントリーカーは市販のラダーフレーム構造のSUV、ピックアップトラック、SSVのようなバギーカー、さらにはトラック（後述）まで大きさも多様な種類のものが存在している。これらはいずれもFIAのグループT規定の下に、クロスカントリーカーとしてまとめられている。
ラリーに比べると俊敏さよりも砂漠や急斜面での確実な走破性が必要となり、従って求められるサスペンションストローク量やタイヤサイズは巨大なものになる。またクラスによっては、タイヤの内圧調整をコックピットからできるシステムを搭載している場合もある。
（※主なカテゴリ：W2RC、ダカール・ラリー、アブダビ・デザートチャレンジ、シルクウェイ・ラリーなど）

### ストックカー

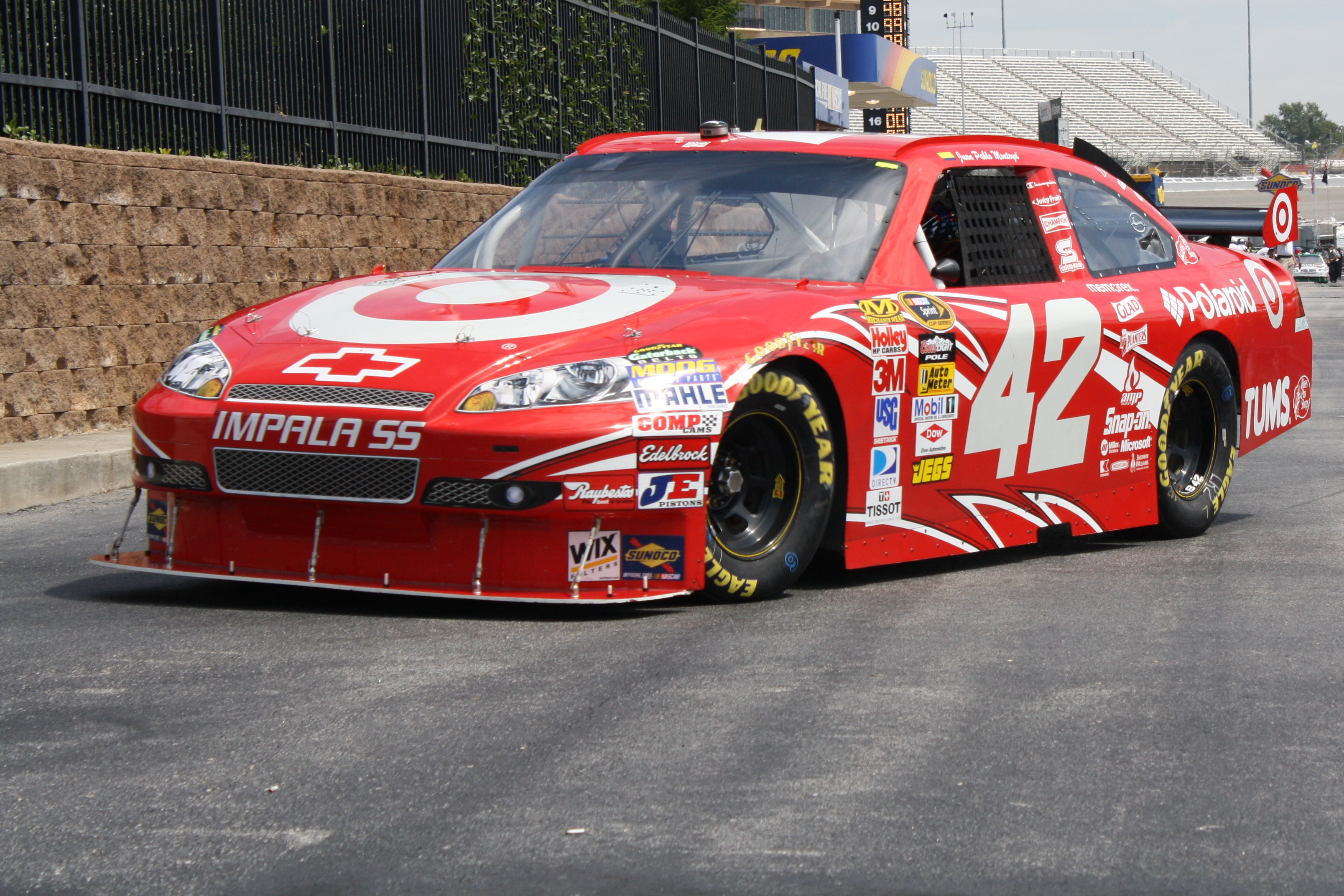
ストックカーの例（※2009年NASCARのアーンハート・ガナッシ・レーシングのモントーヤ車

南北アメリカ大陸におけるレースで、最もポピュラーな自動車競技車両の1つである。ひとえにストックカーとは「見た目が乗用車と同じマシン」という曖昧な定義からなされるため、ほぼ無改造の車両から完全なレーシングマシンまで存在する。後者に関してはツーリングカーに似ているが、ツーリングカーの様な市販車改造車両ではなくストックカーは完全なレース専用設計車両である。ただしGTカーのように最高技術の結晶のような車両かといえば違い、エンジンはOHVであることからも一見して現在の自動車テクノロジーから後退した構造に見受けられる。
しかし、その単純な構造から高い回転数と馬力を生み出し、大排気量エンジンから圧倒的なトルクが生み出される事から非常に高い水準の技術から造られているのが分かる。ストックカーは他のレーシングマシンと比較して重い車両であり、ほぼ市販車と変わらないくらいの重量を誇る。そのボディ構造はアルミニウムと鉄からなるパイプフレームにグラスファイバー製のボディを被せて完成する。

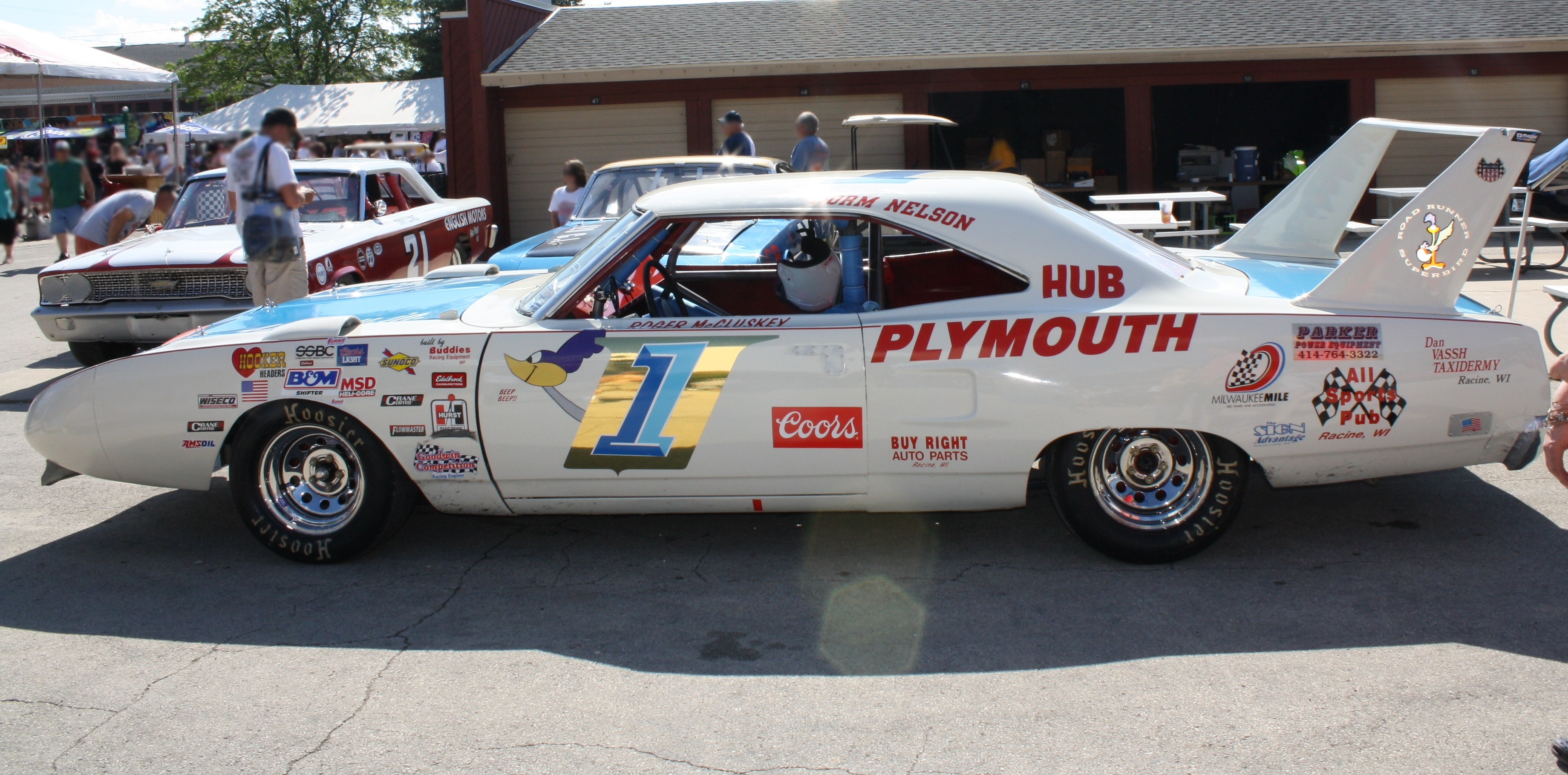
1970年型プリムスロードランナースーパーバードをベースにしたストックカー。

現在のストックカーはライト類（前照灯、尾灯）が存在しているかのように見えるが、本来の市販車ならばライト類がある場所にその形状を模したシールや塗装を施しているだけであり、実際にはライト類は装備されていない。ドアの継ぎ目が見受けられないことから分かる通り、ドライバーの乗降は窓から行う。レースの性質上、ほかの車両と接触することが多いために比較的ボディ強度は高い。
代表的なストックカーレースはNASCARであるが、この他にIMCAなど開催されるストックカーレースもある。IMCA系のストックカーレースはダートトラックで行われることが多いが、根本的な構造はNASCARと変わりはない。
ストックカーの中でも旧車両を使用したレースなども開催され、こうしたものを「レイトカー」（英: late car）と呼ぶ。レイトカーは古いストックカー車両を使用しているため、現在のストックカーのようにグラスファイバー製のボディを被せたりしたものは少ない。レイトカーの多くが前者にあたる「市販車改造車両」が多く、ライト類が装備されているものや、ドアの開閉が可能なものもある。ストックカーの歴史からみてこれらレイトカーのように古来は適合するホモロゲーションをクリアする事を前提に軽量化のためにボディを1度分解してその各ボディを酸に浸すことによってわずかでもボディを薄くして軽量化を施したり、市販品ならば使用しても良いというホモロゲーションルールから市販品でも非常に高価なものを装備するなど、参戦費用が莫大になっても少しでも速いマシンを手に入れるために工夫がなされていた。こうしたことからストックカーは市販車改造車両をベースとしたものであったが、低コストと高い安全性を両立するという観点から手法を模索していった結果、完全独自設計車両に進化していったことがうかがえる。
（※主なカテゴリー：NASCAR、IMCA、ストックカー・ブラジルなど）

### トラック系

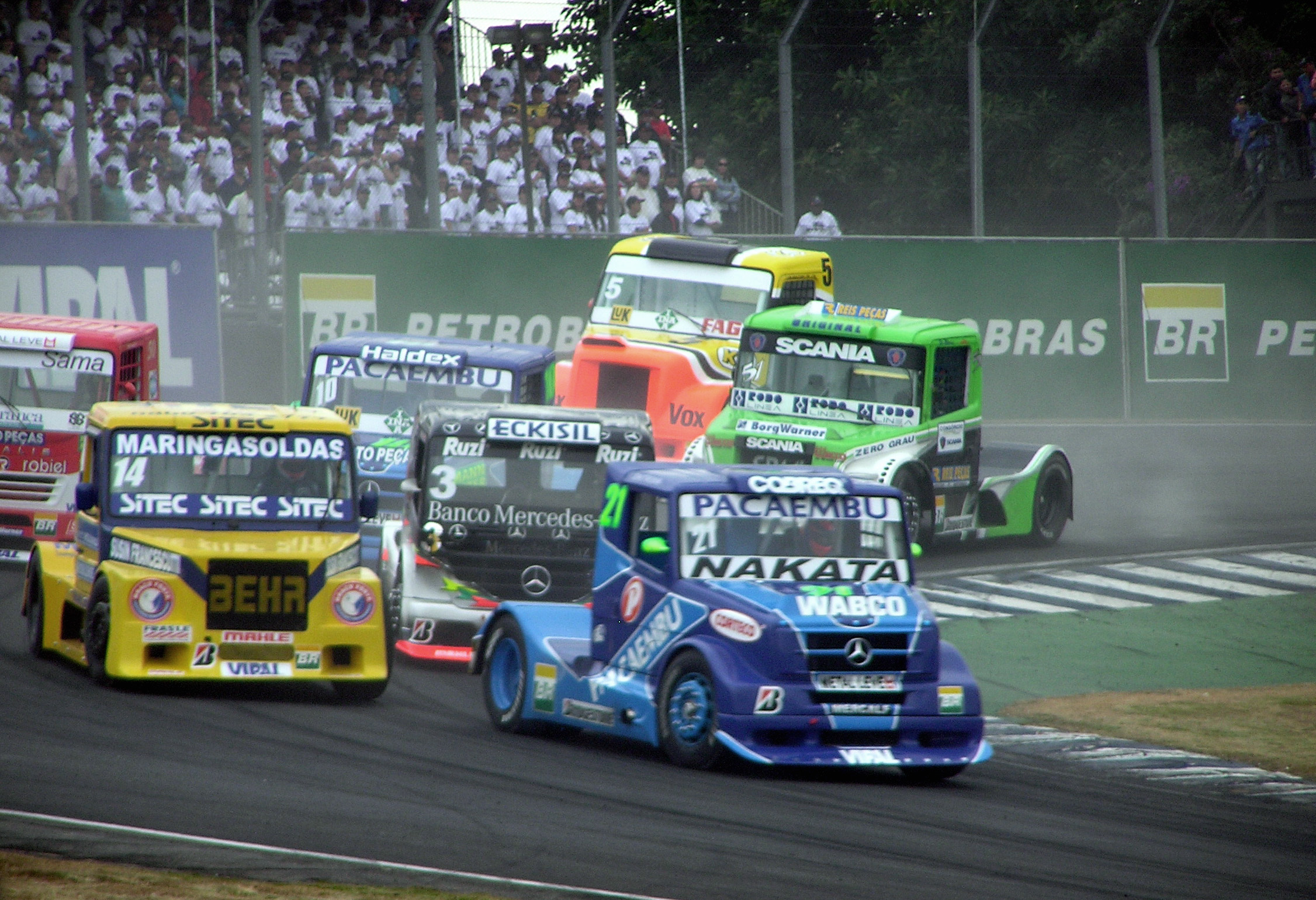
フォーミュラ・トラックの車両

レース用の貨物自動車（トラック、カミオン）も存在する。競技に使用されるトラックは、多くの場合競技専用に開発された車両が使用される。そのため見た目はトラックのように見えても、貨物自動車本来の「貨物を運ぶ」という機能は持たないのが一般的である。ラリーレイドではスペアパーツなどの運搬のために別途「サポートカミオン」と呼ばれる通常のトラックが投入されるが、それらは一応競技参加車両ではあるものの順位争いには参加しない（そもそも競技専用車両とは性能が違いすぎるため競走が成り立たない）。
トラックのレースは日本ではあまりなじみがないが、日本国外ではフォーミュラ・トラック（大型トラクター）やNASCARキャンピング・ワールド・トラック・シリーズ（ライトトラック/ピックアップトラック）など、カテゴリが多数存在する（キャンピング・ワールド・トラック・シリーズはストックカー系にも分類される）。またラリーレイドでは、通常のラリーカーによって争われるクラス以外に競技用カミオンによって争われるクラスが設けられることが多く、特にダカール・ラリーにおけるカミオンクラスは一つの名物となっている。
ヒルクライムレースとして長い歴史を持つアメリカのパイクスピーク・インターナショナル・ヒルクライムにも、「セムアイ」と呼ばれる大型トラクターのエキシビションがあり、その豪快な走りぶりから同イベントの名物として人気が高い。

### ドラッグレース系

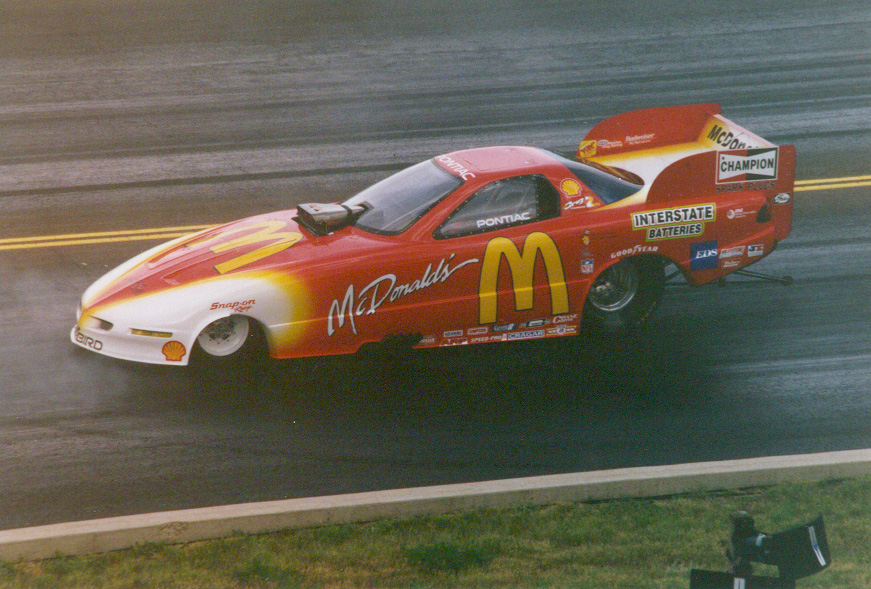
ロングノーズ形状であるドラッグスターファニーカー。ベースはポンティアックファイヤーバード。

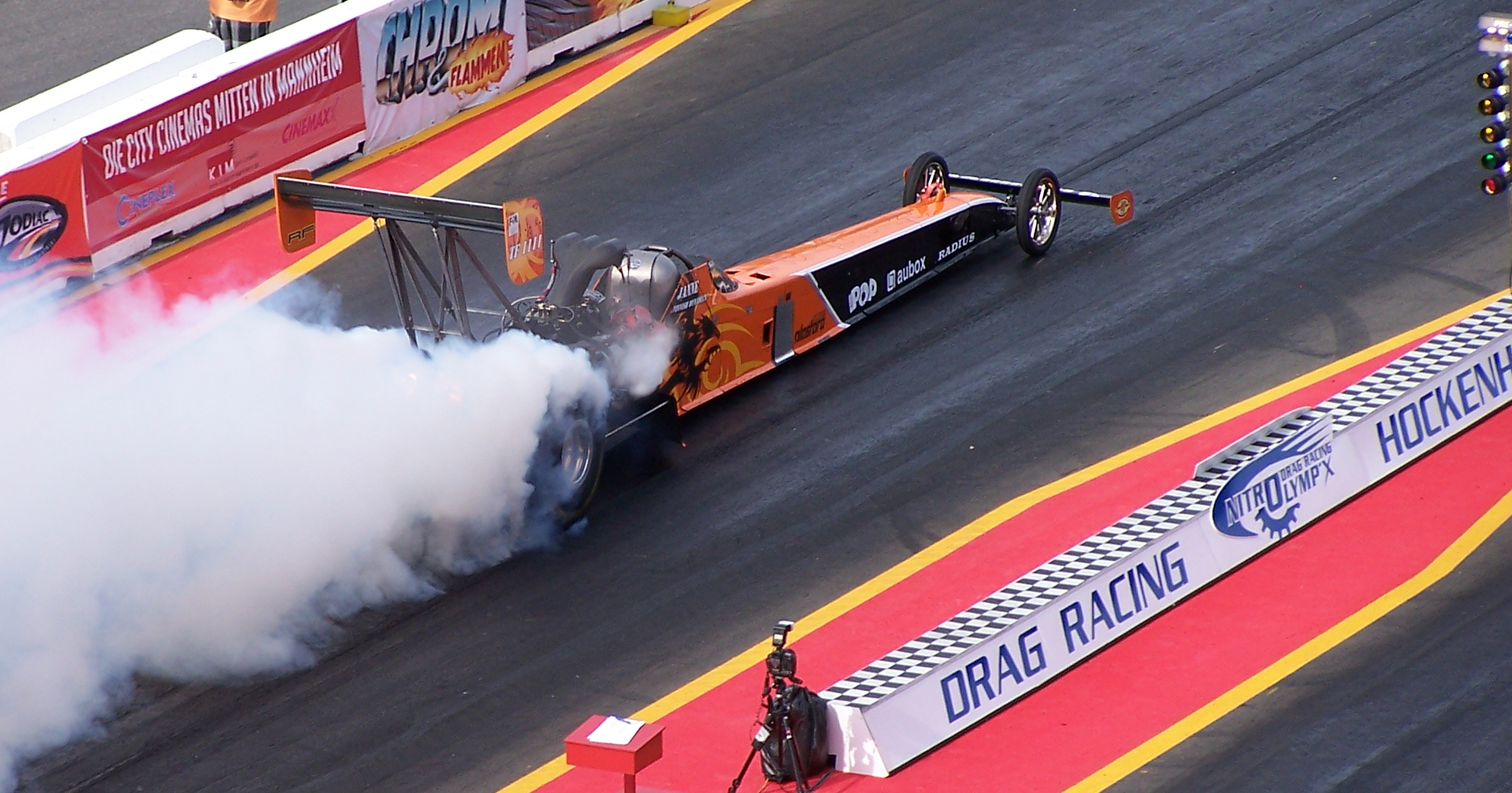
ドラッグレースの典型的な車両であるドラッグスターのバーンアウト

1/4マイル（約402m = 約0.4km）という短い競技区間でのタイムを競う。NHRAではプロストックは1/4マイルだが、ファニーカー&トップフューエルクラスでは車速が上がりすぎたため、1000feet(304.8m)に短縮された。競技はドラッグストリップと呼ばれる直線の専用レース場で行われる。スタート前にバーンアウト（バーンナウトとも）を行い、クリスマスツリーと呼ばれる電光スタートシステムに従ってスタートを切り、急激に加速、フィニッシュラインを越えると減速が行われる。上位クラスの車両ではブレーキが車両の加速力に見合わない設計になっているため、パラシュートを用いて空気抵抗による減速を行う。ボディ形状はオープンホイールやクローズドボディのスペースフレームからノーマル車両まで様々で、エンジンやその他の補機類に至るまで細かくクラス分けがされている。
最も速いクラスはトップ・フューエル、続いてファニーカーであり、これらのクラスはニトロメタンが90%を占める特殊な燃料を使用する。
北米ではストックカーに続く高い人気を誇る。
（※主な主催団体：NHRA、IHRA、ANDRAなど）

### 代替エネルギー

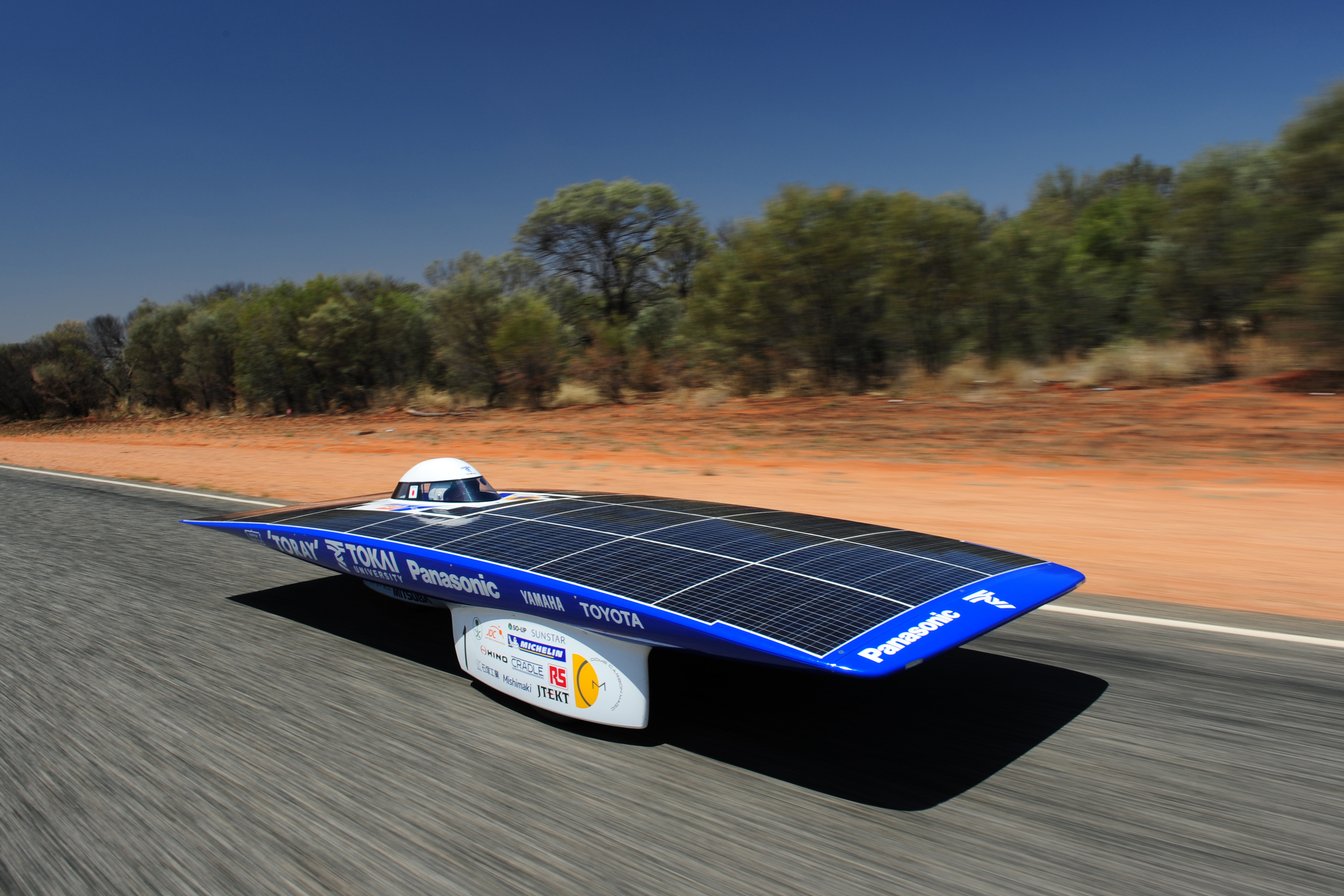
東海大学のTokai Challenger（2011年型）

ソーラーカーや電気自動車に代表される、内燃機関以外の動力を用いる自動車もレースに使用される。ソーラーカーの場合はレースに参加するチームがそれぞれ独自に車両を開発することが多い。電気自動車については、市販車を改造するタイプからフォーミュラカーまで様々なタイプのものが開発されている。
歴史的にはソーラーカーレースが1985年より行われており、著名なレースとしてワールド・ソーラー・チャレンジなどがある。1990年代からは電気自動車によるレースも徐々に開催されるようになっており、1994年より2004年までフォーミュラ・ライトニングが開催され、2014年よりFIAがフォーミュラEの名称で電気フォーミュラカーによるメジャーカテゴリを誕生させている。2021年には電気自動車によるオフロードレース「エクストリームE」や電気自動車のツーリングカーによるE-TCRが登場し、さらに将来は世界ラリークロス選手権でも電気自動車が導入されるなど、将来の内燃機関の禁止に向けた対応が加速している。
また純然たる代替エネルギーではないが、近年ではル・マン24時間レースやF1、スーパーGT、WRC等のカテゴリーに於いて、ハイブリッドシステムを導入する競技も増加している。

### ドリフト系

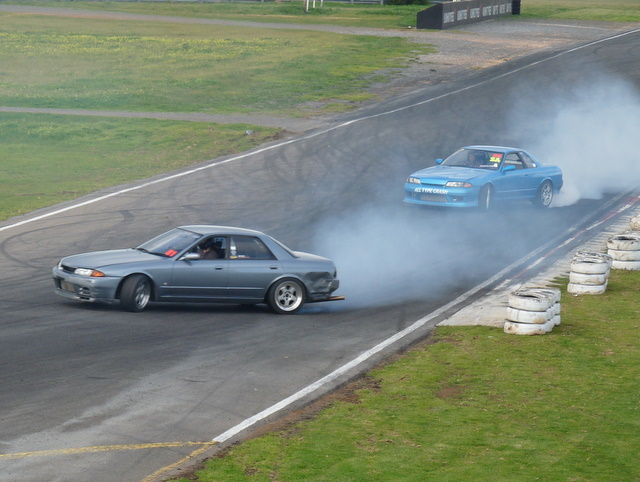
オーストラリアのマラッラ・モータースポーツパークで開催されたドリフト競技「G1」
（写真は2009年）

市販車改造系で、比較的一般参加が容易なものとされる。特徴としては多くの競技参加者が自ら所有する車両を改造し、ドリフト走行に適した改造を施している点である。したがって、他の自動車競技よりも改造や競技参加のための資金が廉価で済む傾向がある。
ドリフト系競技の中で代表的な競技にとして、全日本プロドリフト選手権（D1グランプリ）の様に純粋にドリフト走行の技術を審査する競技が挙げられる。この競技はドリフト走行を行う上で初歩的な改造から上級者向けの改造まで様々なものがあるが、初歩的な方法として車両の前後のバランスを変えることから始める事も可能であり、そのためドリフトを始めるハードルは低い。しかし、その反面にドリフトを行うには車両の動きをよく理解している必要もあり、自分が所持する車両を用いてかつ、その特性を見極めてセッティングを行っていかなくてはならない。また、前述のD1グランプリのような大きな自動車競技大会に参加する車両の中にはツーリングカー競技に参加するほどのレベルにまで改造を施している場合もある。D1グランプリを含むドリフト審査競技は、競技の在り方が「速さを競う」ではなく、ドリフトの豪快さや美しさを競う審査方式であるため、ツーリングカー系やラリーカー系などの市販車改造系と根本的な改造方法が異なり、特に観客を魅せるドリフトを追求した改造方法となる。一般的にはブーストアップや後付けターボチャージャーに比較的小型のタービンを装備するなど小改造に留めておいたほうが、低回転域のトルクが稼げるためにドリフト走行はしやすくなるが、大きな大会に出場する程の車両になると、タイヤからの白煙を出しやすくするためにタービンを大型化するなどさらなる改造が施される。これはタイヤスモークを出すことがドリフト審査における加点対象であり、これらのことからもドリフト競技車両は単にドライバーがドリフトをしやすいように改造されただけでなく、観客に対していかに豪快で華麗なドリフトを魅せることができるかを追求して改造された車両であることが窺える。
（※主な主催団体：全日本プロドリフト選手権、フォーミュラ・ドリフト、ドリフトマッスル）

### スラローム競技系

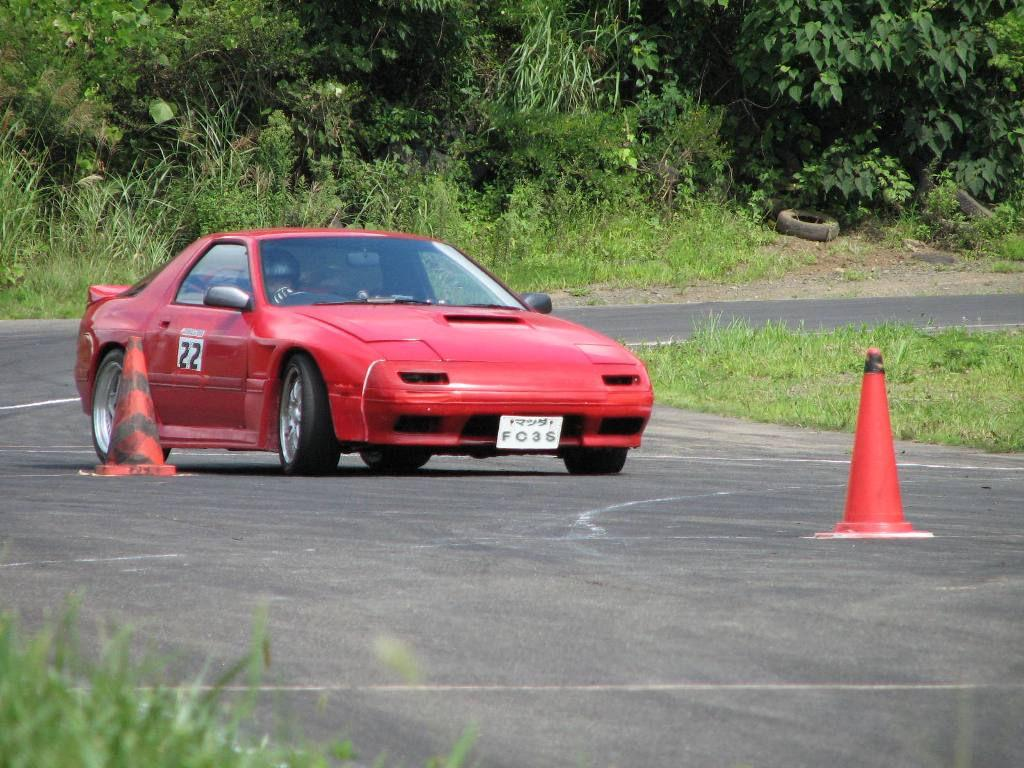
ジムカーナに挑むマツダRX-7。

スラローム競技の代表格としてジムカーナが挙げられる。ジムカーナはモータースポーツライセンスの国内B級ライセンスで行える競技であり、競技も小規模なサーキットや舗装された広い駐車場などでも行うことができる。英語圏では「オートクロス」と呼ばれている競技とも非常に良く似ているが、一般的にジムカーナのほうが高い技術を要するといわれている。ドリフト系競技と同様に競技人口も多い。その背景にはドリフト系と同じく他の自動車競技と比較してもハードルが低い競技であり、参加する車両も基本的には市販車を小改造したもので行われる。したがって参戦費用も廉価である。改造はサスペンションなどの足回りや車体剛性の強化、そしてブレーキの強化などがあげられる。サスペンションや剛性の強化はハンドリングの向上を主な目的とし、ブレーキの強化もサイドターンを行う場合に車両前方に荷重を移動しやすくさせるためである。
この他、ジムカーナはパイロンのスラローム競技である為、競技参加車両が痛む可能性が低く安全性も非常に高い。したがって、衝撃に対する補強などはあまり行われない反面、競技車両を徹底的に軽量化されることもある。これに対し、砂利や泥の上で行われるスラローム競技であるダートトライアルは、競技に使用される車両の特徴や改造方法はあまり変わらない、未舗装路面で競技が行われる為、ジムカーナ競技よりも保安装備を厳重にする必要がある。
なお、これらの競技クラスによっては一部ではフォーミュラカーでも参加する場合もある。

### 燃費競争系
速さではなく燃費を競う燃費競争では、シェル エコマラソンへの参加車両のように動力については競技専用に開発される場合が多いが、Honda エコ マイレッジ チャレンジのようにホンダ・カブなど燃費の良さで知られる市販車エンジンを改造して使用するクラスが設けられるものもある。

### その他
以上の分類に属しない車による競技も多数存在する。いくつか例を挙げると、ミジェットカー（ダートオーバル専用マシン）や、富士グランチャンピオンレースの後期（フォーミュラカーのモノコックにスポーツカー風のフルカウルを被せたマシン）、上記の複数のカテゴリーのマシンが混在して参加するレース（ドラッグレース、ヒルクライムなど）がある。

## レース参加者の大分類
自動車レース（競技）への参加者は、参加形態という観点からは、大まかに言うと、ワークス/プライベーター/セミワークスの3つに分類される。またスポンサーも、広い意味での自動車レース参加者である（後述）。

### ワークス・チーム
トヨタや日産などの、市販自動車メーカー（マニュファクチャラー）が自社の資金・人材・技術を使用して組織した直系チーム。タイヤなどの部品メーカーの場合も含まれることがある。「ファクトリー・チーム」ともいう。
長所としては豊富な資金力と自動車製造企業というあらゆる設備が整った母体を背景に自動車競技に参入できるため、一般的に強豪チームとして成果を上げやすい。その反面、景気や企業の業績、世界情勢などコース外での変化の影響を受けやすい。株主や社内の反対派の反発を受け、ワークスが撤退を余儀なくされるのは珍しい話ではない。
ワークスの参戦は多くの自動車ファン・一般人の耳目を集めやすいため、運営はワークスの参入を促すような規則を設定する傾向にある。

### プライベーター
ワークスではないレーシングチームや、個人参戦者全般を指す。
長所としては、個人やチームの運営能力やノウハウだけで競技を行うことができること、純粋にレースへの情熱で参戦を継続できるなど、さまざまな制約から解き放たれている点である。一方で自動車製造のノウハウや資金が少ない場合も多く、トップカテゴリで勝利するまでにはワークス以上の投資が必要となる。レース運営側はプライベーター向けに低コストに参戦できる規定を導入する場合があるが、そちらの規則が戦闘力や販促の都合上有利と見たワークスチームが潤沢な資金力で利用してしまい、議論を呼ぶ場合もある。
特に大規模なカテゴリになればなるほどプライベーターはワークスよりも高いノウハウと資金力が必要とされ、潤沢な資金力を作り出すことができるなんらかの「母体」となる事業や企業が必要とされる。母体となる企業はチューニングショップや自動車販売店に始まり、工業製品メーカー、アミューズメント、飲料メーカー、衣服メーカー、雑誌出版社…など様々で、経営者が自らもレーサーとして参戦するほどの自動車好きの場合もあれば、全くレースに興味は無いが自社の宣伝のためだけに利用しようとする場合もある。
長年レースを経験している老舗のプライベーターは強大な力を持っているため、ワークスをもってしても打ち破るのは困難である。そうしたプライベーターは、自動車メーカーからの依頼でマシン開発・チーム運営の協力やOEM供給、さらにはワークスの看板を背負ってのレース活動を行う場合もある（後述）。
最初はプライベーターであったが、後に車両開発ノウハウを活かして市販車メーカーとなり、ワークスへ変貌を遂げたチームもある。フェラーリやマクラーレンなどがその代表的な例である。またフォードやホンダのように、創業者が個人参戦者としての経歴を持っている市販車ブランドも珍しくない。

#### ジェントルマンドライバー
個人参加者の中でも、自ら車両を所有しオーナードライバーとして参戦するアマチュア、特に別途本業（多くは実業家）を持ち比較的高年齢（概ね30代後半より上）のドライバーを、日本では「ジェントルマンドライバー」と呼ぶ。なお「ジェントルマンドライバー」は和製英語である（後述）。
2010年代以降、レース参加者（エントラント）確保のため、ジェントルマンドライバーに対する優遇措置や特別な表彰を用意しているシリーズ（全日本スーパーフォーミュラ・ライツ選手権、スーパー耐久、Formula Beatなど）や、そもそもジェントルマンドライバーを主な対象とするシリーズ（インタープロトシリーズ、スーパーカーレースシリーズ、GTワールドチャレンジ・アジアなど）も増えている。また、谷口行規/木村武史/久保田克昭/小泉洋史など、ジェントルマンドライバー出身ながらプロも参戦する世界選手権シリーズへステップアップする例も複数現れている。
欧米でも、FIA 世界耐久選手権（WEC）の下位カテゴリ（LMGTE Am、LMP2など）や、グループGT3規定が導入されているレースの多く（GTワールドチャレンジ・ヨーロッパなど）で、同様のアマチュアドライバーが参戦する例が多く見られる。しかし特定の呼称は無く、国際自動車連盟（FIA）等によるドライバーのカテゴリー分けに従って「ブロンズドライバー」等と呼ばれることが多い。

### セミワークス
市販車メーカーが支援するプライベーターのこと。市販車メーカーがマシンや所属ドライバー、技術スタッフ、資金などをプライベーターに送りこんで支援する。
市販車メーカー側は純粋なワークス体制と比べて初期投資・継続参戦コストが大幅に軽減でき、プライベーター側も自動車製造会社からのさまざまな恩恵によって運営資金を軽減しつつ高い戦闘力を得ることが可能となる。また運営が「ワークスチームの参戦禁止」を謳うカテゴリでも、「プライベーターを支援」という体裁を主張してかいくぐることが多くの場合可能である。
総じてコストパフォーマンスに優れているため、純粋なワークス体制よりも多く見られる参戦形態である。
短所としては、両者の運営方針の違いや温度差で制限が発生する点である。それぞれにノウハウや主義などの要素が交錯するために、効果も副作用もワークスとプライベーターの中間的な位置付けになってしまう傾向がある。市販車メーカーが本腰を入れる場合はそのデメリットを回避するため、多額の資金と引き換えに完全にプライベーター側を支配する形で「ワークス化」することもある。

## スポンサーシップ

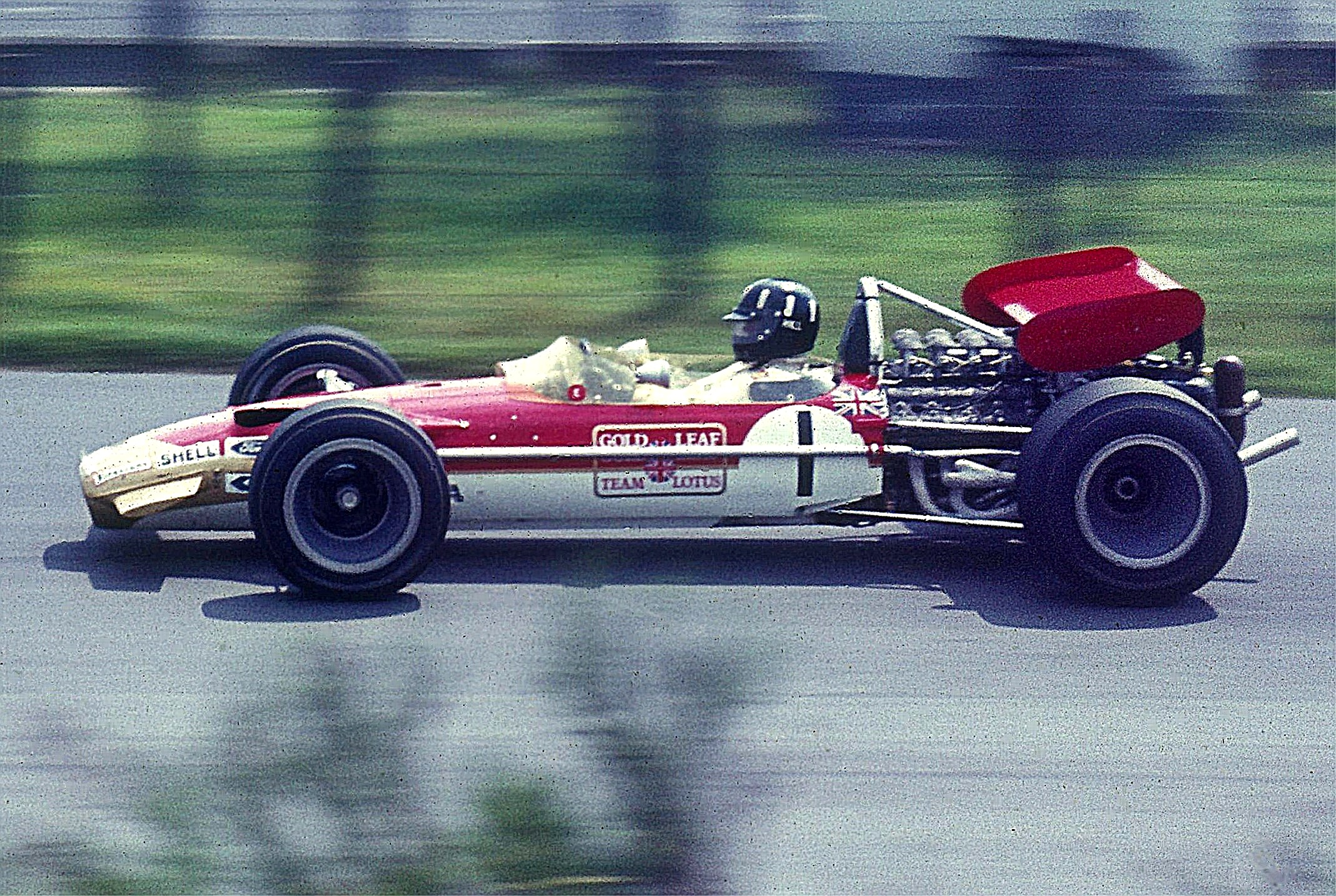
グラハム・ヒルが駆るロータス・49。自動車競技史初のスポンサーカラーである（1969年）

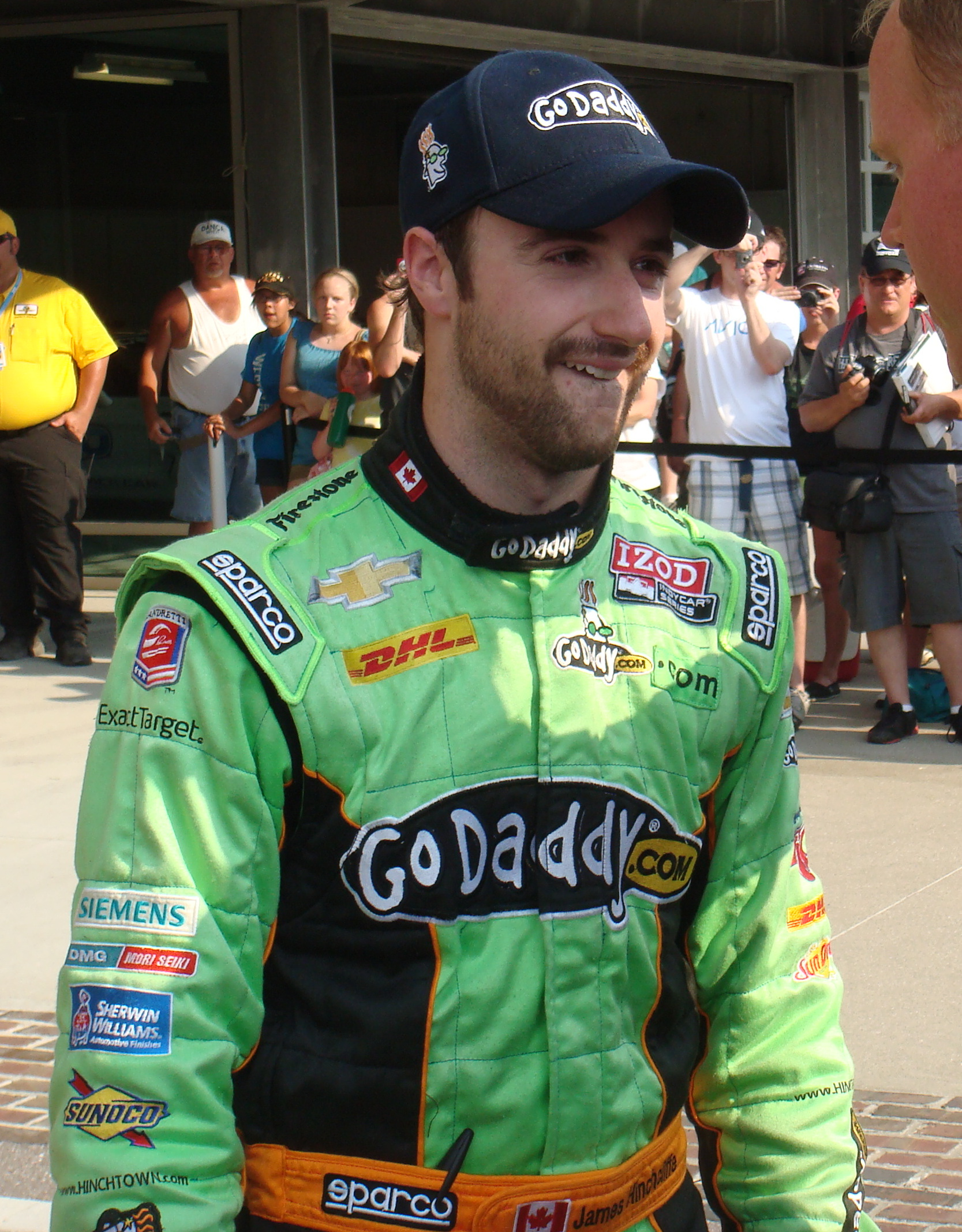
パーソナルスポンサーであるGoDaddyのロゴ入りレーシングスーツを着たジェームズ・ヒンチクリフ

スポンサーシップ (英: Sponsorship) とは「後援」を意味し、その名の通りチームや選手に対して技術や資金を提供することである。こうした資金と技術提供者をスポンサーと呼ぶ。自動車競技におけるスポンサーは、大きく分けて「テクニカルスポンサー」と「コマーシャルスポンサー」の2つが存在する。
自動車競技において選手・チームが優秀な成績をあげることは、その選手・チームに携わる自動車および自動車関連部品のイメージアップにも繋がる。そのため製造各社はさまざまなかたちで競技参加者を支援しており、個人の参加車にもサポートをする。先述のセミワークスもこれに該当し、車体だけでなく部品供給などの恩恵を与えることでこれらの当該企業の営利的な目的にもなる。こうしたことからもセミワークス体制は「テクニカルスポンサー」を受けたプライベーターという解釈も可能である。
また競技の参加は基本的に多額の資金やメカニック・エンジニアなどのスタッフが必要になるため、競技参加者は自動車製造会社だけではなく、広く経済社会全体からスポンサーを見つける努力を行う事が常となる。スポンサーによる資金の提供を受けた場合は、選手のレーシングスーツ（ユニフォーム広告）や車体にスポンサーのロゴの掲示やコーポレートカラーとする「コマーシャルスポンサー」が一般的である。
自動車競技におけるスポンサーは1960年代後半に入ってから行われるようになり、F1のチーム・ロータス以降に車体にスポンサー企業や団体を掲載し、さらにメインスポンサーが求めるカラーリングで車両を塗装する「スポンサーカラー」という手法が確立した。その収入によってより強力なチーム体制を身につけることに成功した背景から、自動車競技は「走る広告塔」と比喩されるまでになった。
自動車競技はチームとは別にドライバー個人に対しスポンサーが付く場合も少なくないのが特徴である。これを「パーソナルスポンサー」と呼ぶ。パーソナルスポンサーはコマーシャルスポンサーの一種であり、このスポンサーがチームにも持ち込む資金を見込んでプライベーターチーム側がドライバーに対する契約締結の条件にするケースも珍しくはない。これはチーム運営にかかるコストが莫大である自動車競技という競技の特性が大きな要因である。必然的にスポンサーになる企業もその広告費の高さから比較的大きな企業に限られる。
資金不足が顕わになったチームは、ドライバーの競技の実力よりも、多額のスポンサー資金を持ち込んでくれるドライバーを選ぶ傾向が強い。特に下位カテゴリから昇格を目指す新人ドライバーは、それまで戦ってきたカテゴリでの特筆される実績とプラス（あるいは実績とは関係なく）して、スポンサー資金を要求されることは往々にしてある。通常はドライバーもスポーツ選手と同じく一つの職業であり、彼らと同等に戦果や奮闘の対価としてチーム側から契約金や年俸などが支払われ利益を得るのが常ではあるが、ペイドライバーの場合は反対にチーム側からの支払いを一切受けることがない、あるいはごくわずかな年俸などを得てチームのレギュラーシートに座る。そしてシートの見返りとしてドライバーが持ち込んだスポンサー企業がチームに付き、スポンサー料をチーム側に支払う。このように競技の実力以上にスポンサー資金の額の多さによってシートを得たドライバーは、時には揶揄のニュアンスも含んで『ペイドライバー (英: Paying Driver)』 と呼ばれている。
時としてこうしたスポンサー目当ての新人ドライバー契約が問題視される場合もある反面、潤沢な資金力による長期的なレースへの参加により成長して実力も伴うようになり、結果的にドライバーが大成するケースも多々ある。また新人ドライバーが資金不足に苦しみながら活躍して才覚を披露した後に大規模スポンサーがつくというケースもあるため、一概にペイドライバーを悪とは決めつけづらい側面もある。
チーム側としてはチームの存続は運営上の重要事項であるため当然とする見方もある一方、ペイドライバーを雇うようなチームだと思われるのは好ましくないと考えるところもあり、ペイドライバーについては評価が分かれる。

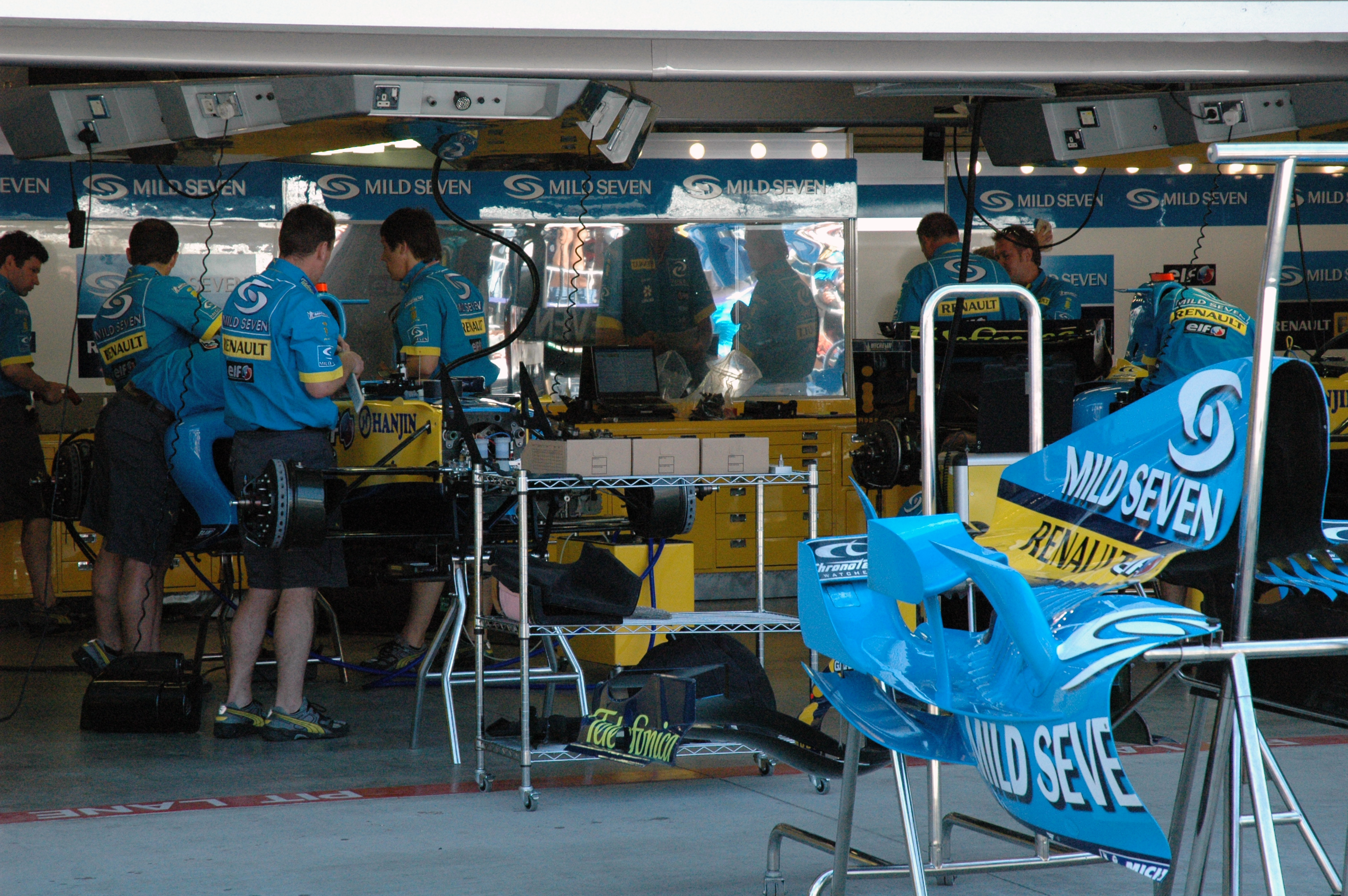
スポンサーのロゴが多く張られているルノーF1チームのピット（※：写真は2005年アメリカGP）

スポンサー企業の傾向としては、サスペンション・エンジンオイル・タイヤなど勝敗に直結する部品から、ランプ、ワイパーなどのような細かい部品を含め、自動車関連部品を取り扱う企業が多い。しかしこの場合は大金を提供されるより、部品を割安あるいは無償供給されているという場合が多い。
潤沢な資金力を持つ産業として、以前はマールボロを代表とするタバコ企業が幅を利かせていた。しかし1980年代後半よりEU諸国から始まったたばこ広告規制強化によって、たばこ広告の縮小を始める。この規制はイギリスで最初に行われ、F1においてもイギリスGPではタバコ銘柄の名称を記載する行為を禁止した。この風習は後の喫煙問題によってEU諸国に広がり、現在ではヨーロッパ諸国全土においてたばこ広告の掲載は禁止されている。北米でもウィンストンを展開するR.J.レイノルズ・タバコ・カンパニーが、30年近くに渡り続けてきた冠スポンサ－を2003年で降板した。近年では車体に描かれる図柄がたばこ広告に似ている、あるいはサブリミナル効果としてタバコを連想させるというだけで問題視される傾向にあり、事実上たばこ広告は完全排除されている。この他にも、アルコール飲料のスポンサーも、飲酒運転やアルコール依存症などの問題で規制される傾向にある。
タバコ産業が撤退した後にはレッドブル、モンスターエナジー、ロックスターといったエナジードリンクメーカーが台頭している。またマイクロソフトやレノボ、ヒューレット・パッカード、ドコモ、KDDIなどの大手IT企業もスポンサーとして名乗りを上げることが増えている。IT企業は基本的にはコマーシャルスポンサーであるが、現物支給としてワークステーションやスーパーコンピュータなどの自社製品やIT技術者をチームに提供し、数値解析で車両開発を支援するなどテクニカルスポンサーとして活動する企業もある。
日本の自動車競技のスポンサーはパチンコ・スロットを主力とするアミューズメント系企業のスポンサーが多いことや、アニメ・漫画・ゲームなどの二次元産業とのタイアップにより痛車が参戦しているのが特徴である。

## レギュレーション（規則）
使う道具の優劣を競う面も持つ自動車競技の規則には、大別してスポーティングレギュレーション（競技規則）とテクニカル・レギュレーション（技術規則）の2種類が存在する。
規則はカテゴリによって様々であるが、資金力で優劣が決しやすく、参加者の出入りが激しい自動車競技の規則は、自由な競争と性能均衡という二律背反の事項を両立するために知恵が絞られているのが大きな特徴と言える。

### ホモロゲーション

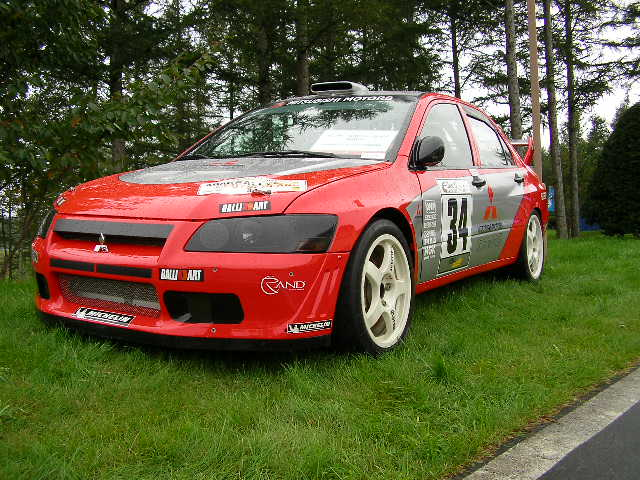
2002年WRCの三菱はFIAとの見解の相違により、ランサーエボリューションの最低生産台数をクリアしたと認められず、ランサーセディアを「ランサーエボリューションWRC」として投入していた。

車両の構造物・部品の多くは、運営からホモロゲーション（公認）を得た物でなければ使用できない。構造物・部品を新規に開発する場合は、そのたびに公認を取得する必要がある。ただし現代においては公認取得の回数は制限されている場合が多い。これは規模の大きいチームが資金力に物を言わせて開発を続々と進め、他の資金力で劣るチームたちがついていけなくなるような状況を避けるためであり、ひいては参戦コストを下げてチームの新規参入や継続的参戦を促すためである。この回数を制限されているホモロゲーションの取得の権利は、カテゴリによっては「ジョーカー」などと呼ばれている。一年間に複数回取得できるならまだいい方で、構造物や部位によっては、1回ホモロゲーションを取得したら数年に渡って使用しなければならない場合もある。トップカテゴリでは特にホモロゲーションの取得回数制限が厳しい傾向があり、基本設計のミス次第では以降数年間の優劣を決定してしまうこともある。
技術的に規則に合致していることはもちろんであるが、ツーリングカーやラリーのように市販車との関連性を重視する競技では、市場で最低数百ないし数千レベルで生産・販売されていることがホモロゲーション取得条件に設定されている。一見すると不利に見えるような市販車をベースにしているケースの多くは、この最低生産台数が理由である。

### 性能調整

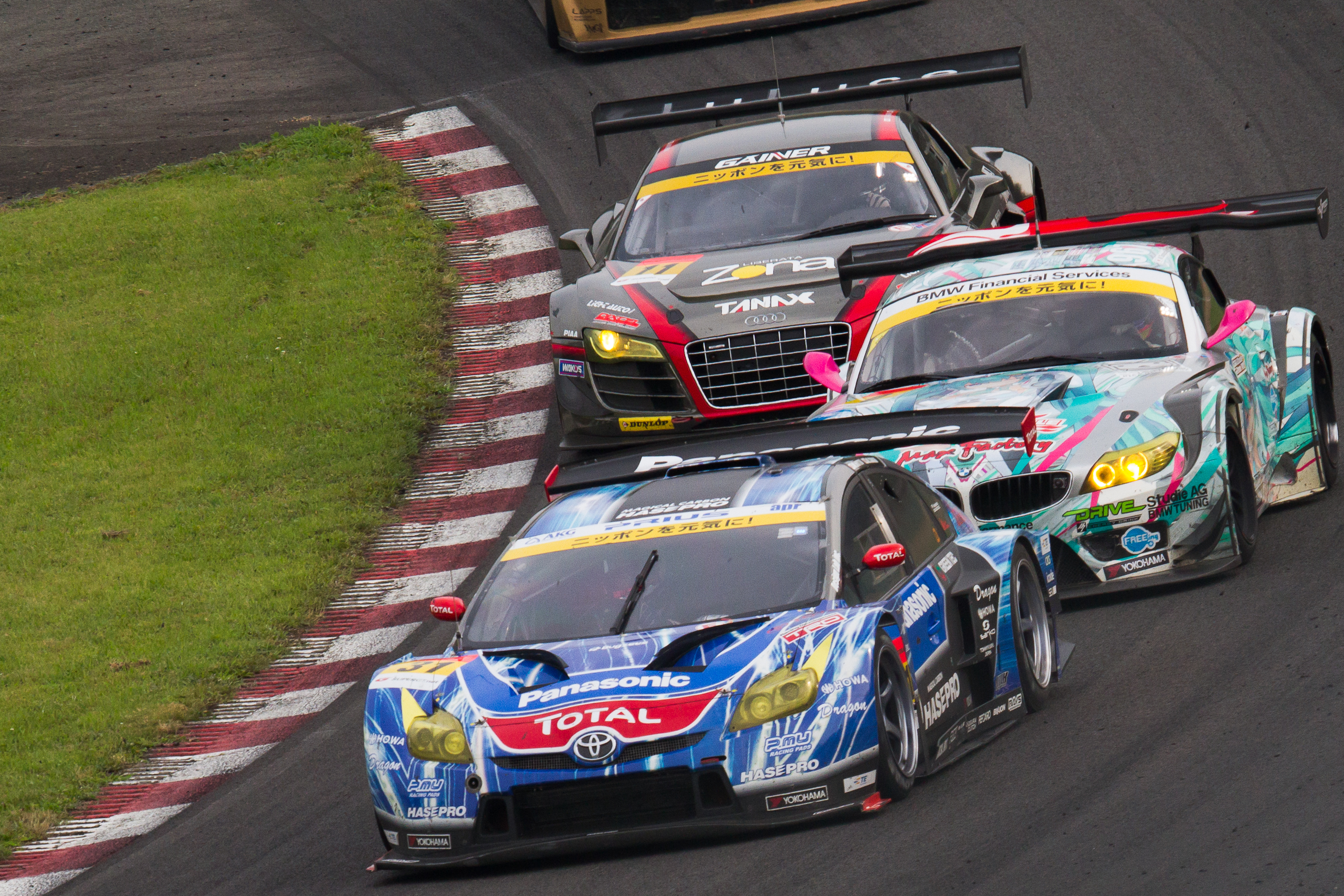
SUPER GTのGT300クラスは事実上3つの車両規格が混在しているため、誰もが満足するような性能調整が難しくなっている

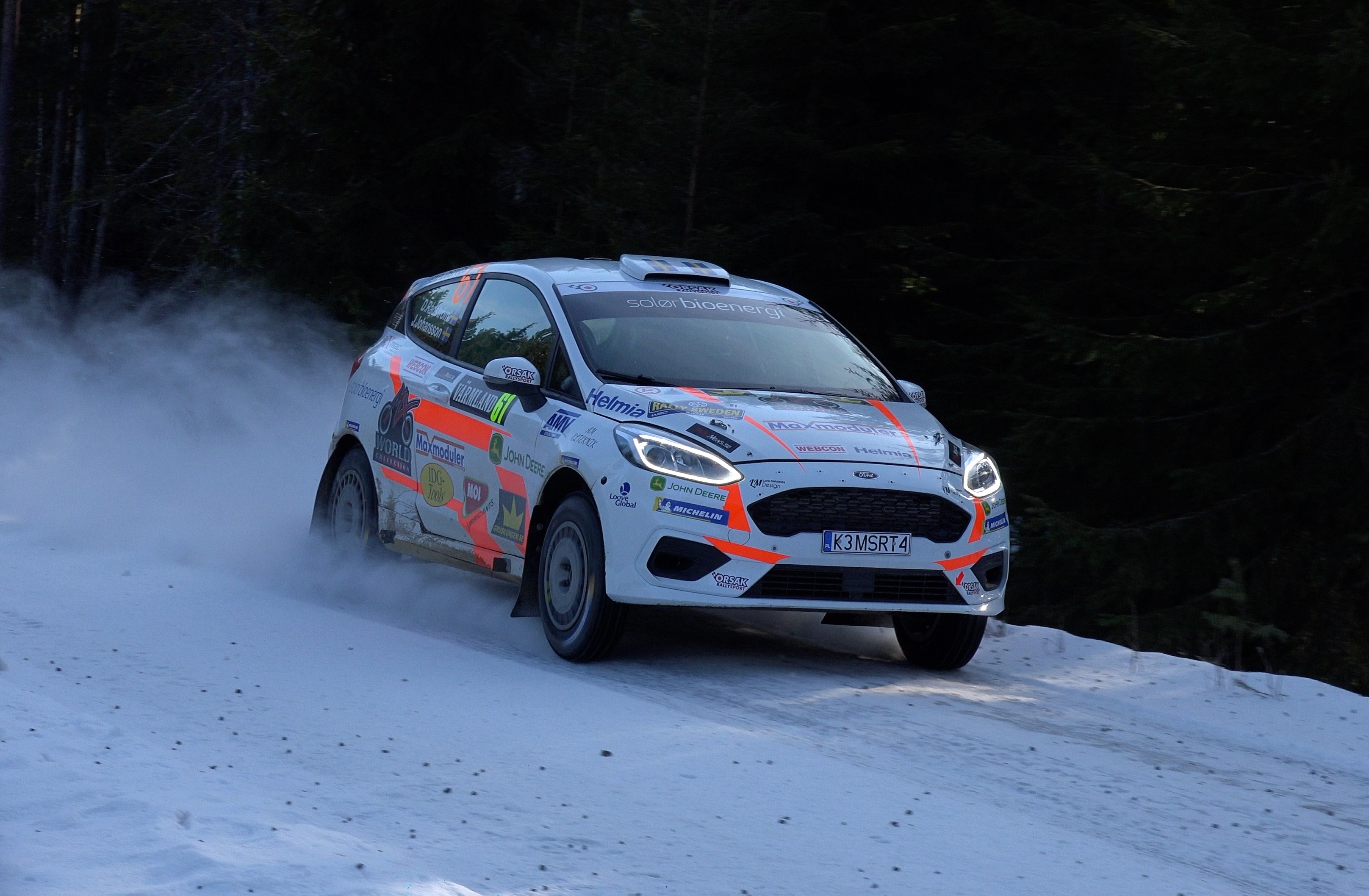
グループRallyやグループR-GTなどのラリーカー規定では、パワーウェイトレシオを統一するという方法で性能均衡が行われている。

現代のレースでよく用いられる規則として、性能調整（Balance of Performance、BoPとも）が存在する。これは各メーカーが自由に開発しホモロゲーションを取得した競技車両たちに、運営側が共通のテストやアルゴリズムの下に計算した上で、ウェイト（重量物）やリストリクターの装着、燃料タンク容量の増減などを行い、戦闘力を均一にするものである。これにより参戦車種のバラエティを増やし、参加者もファンも楽しませることが可能となるが、一方で100％正確に戦闘力を均一にするのは不可能であるため、どうしても異なるサーキットやコンディションにおける有利・不利が出てしまう。そのため参加者やファンが勝敗の原因を実力ではなく性能調整のせいにし、喧嘩に近い議論を呼ぶこともある。また有利な性能調整を受けられるように、参加者が公式練習や予選でわざと本気を出さないで性能調整のやり直しを求めるという駆け引きもあり、これもよく議論の対象となっている。
同じような概念で、GTやツーリングカーレースでよく用いられるものにサクセスバラストやウェイトハンデがある。性能調整はレース本番前だが、これらはレース後の結果に対して課せられるウェイトやリストリクターのハンデで、性能調整に比べると事後的ではあるため効果が出るのは遅いが、その分公平性を期しやすいメリットがある。しかしこちらも「勝ったチームがペナルティを課せられているみたいだ」「強いチームほど勝てなくなるのはおかしい」などの批判が事あるごとに沸き起こっている。またポイントシステムや残りレース数などを計算した上で、わざとライバルを前に行かせて後のレースを有利にするような駆け引きが行われることがあり、複数の参加者が同じことを考えていると、速さを競うレースなのに前を譲り合うような、ともすると情けない光景が繰り広げられることもある。そのためSUPER GTでは、最終2戦でハンデを軽減あるいはゼロにすることで、そうした事態を避けている。
上記の手法はすべての自動車競技で用いられているわけではなく、例えばフォーミュラカーレースではあまり見られない。しかしそこでも異なるエンジン気筒数や排気量、駆動レイアウトなどが混在している場合、それらの勢力均衡させるために開発前に配られるレギュレーションの段階で異なる参加条件（エンジン回転数や最低重量など）が設定されたことはあり、そのバランスをめぐってやはり議論が何度も繰り返されてきた。そのため現在では、エンジンのバラエティを追求するよりも、公平さを重視して気筒数・排気量を完全に統一した上で開発競争を行うカテゴリが主流となっている。
突き詰めると全員が同じ車体・同じ部品を使う「ワンメイク」が最も平等で簡単な解決策に見えるが、それでは車種や技術のバラエティが無く、開発競争に興味を持つ企業やエンジニア、ファンを惹きつけられないという別方向の問題が浮上する。なるべく多くの参加者とファンが納得できるようなレギュレーション作りは、自動車競技運営の永遠の課題である。

## 主な大会

### 主な四輪競技
| 競技車両の大別                        | シリーズ名 | 略称          | 開催年                                    | 特記事項 |
| ------------------------------------- | --- | ------------- | ----------------------------------------- | --- |
| フォーミュラカー （オープンホイール） | フォーミュラ1世界選手権 | F1            | 1950年～                                  | FIAで最も長い歴史を持つ世界選手権。モナコグランプリを擁する。現行規定ではハイブリッドカーとなっている。 |
| フォーミュラカー （オープンホイール） | フォーミュラE世界選手権 | FE            | 2014年～                                  | 別名「電気自動車のF1」。秋開幕～夏閉幕というスケジュールで開催。2020年に世界選手権に格上げされた。 |
| フォーミュラカー （オープンホイール） | インディカー・シリーズ | INDY ICS      | 1996年～                                  | 米大陸フォーミュラの最高峰。インディ500はじめ、オーバルコースを走るのが最大の特徴。 |
| フォーミュラカー （オープンホイール） | スーパーフォーミュラ | SF            | 2013年～                                  | アジアンフォーミュラの最高峰。全日本F2選手権、全日本F3000選手権、フォーミュラ・ニッポンを前身に持つ。 |
| フォーミュラカー （オープンホイール） | フォーミュラ2選手権 | F2            | 2017年～                                  | 欧州F2選手権、国際F3000選手権、GP2を前身に持つ。F1の直下カテゴリ。 |
| フォーミュラカー （オープンホイール） | フォーミュラ3選手権 | F3            | [52]                                      | 古くから世界各国に存在したプロレーサーの登竜門だが、現在はFIAの主催する、欧州のF3選手権のみを指す。 |
| フォーミュラカー （オープンホイール） | リージョナルF3 | -             | 2020年～                                  | 各国独自のF3規定をFIAの管理の下にまとめたもので、F3とF4の中間に位置づけられている。 |
| フォーミュラカー （オープンホイール） | フォーミュラ4 | F4            | [52]                                      | リージョナルF3の下に位置する。日本にはJAF-F4という独自規格が存在する。 |
| フォーミュラカー （オープンホイール） | インディ・ライツ | -             | 2002年～                                  | インディカ－の直下カテゴリ。 |
| フォーミュラカー （オープンホイール） | スーパーフォーミュラ・ライツ | SFL           | 2020年～                                  | FIAのリージョナルF3構想に反発し、全日本F3選手権が発展して誕生したスーパーフォーミュラの直下カテゴリ。 |
| フォーミュラカー （オープンホイール） | CART（終了） | チャンプカー  | 1979～2007年                              | かつての北米最高峰シリーズ。IRLに吸収され廃止。 |
| フォーミュラカー （オープンホイール） | ワールドシリーズ・バイ・ルノー（終了） | WSR           | 2005～2017年                              | ワールドシリーズ・バイ・ニッサンの後継カテゴリであるフォーミュラ・ルノー3.5の正式名称。 |
| フォーミュラカー （オープンホイール） | A1グランプリ（終了） | A1GP          | 2005～2010年                              | 「モータースポーツのワールドカップ」を標榜していた、国別対抗戦。2005年から2010年までの開催。 |
| フォーミュラカー （オープンホイール） | グランプリマスターズ（終了） | -             | 2005～2006年                              | 元F1ドライバーだけで行われるレース。 |
| スポーツカー                          | 世界耐久選手権 | WEC           | 2012年～                                  | FIAとACOが管轄しているスポーツカー耐久選手権。SWC（スポーツカー世界選手権）はじめ、多数の前身を持つ。 |
| スポーツカー                          | ヨーロピアン・ル・マン・シリーズ | ELMS          | 2012年～                                  | ACOが主催。一定の成績を収めると、ル・マンへのシード権を獲得できる。 |
| スポーツカー                          | ユナイテッド・スポーツカー選手権 | USCC          | 2014年～                                  | IMSAが主催する北米スポーツカーの最高峰レース。ALMS（アメリカン・ル・マン・シリーズ）とグランダムシリーズの統合で誕生。 |
| スポーツカー                          | アジアン・ル・マン・シリーズ | AsLMS         | 2009年～                                  | ACOが主催。一定の成績を収めると、ル・マンへのシード権を獲得できる。 |
| スポーツカー                          | インタープロト | IPS           | 2013年～                                  | 富士スピードウェイでのみ開催。ドライバーの育成を目的としたワンメイクレース。 |
| スポーツカー                          | ル・マン24時間レース | ル・マン      | 1923年～                                  | 世界3大耐久および世界3大レースの1つを兼ねる、自動車レース最高峰の1つ。WECの一戦。 |
| スポーツカー                          | デイトナ24時間レース | デイトナ      | 1962年～                                  | デイトナ・インターナショナル・スピードウェイで開催される。世界3大耐久の中で、唯一公道を一切使わない専用のサーキットのみを用いている。USCCの一戦。 |
| スポーツカー                          | セブリング12時間レース | セブリング    | 1950年～                                  | USCCの一戦。 |
| スポーツカー                          | プチ・ル・マン | PLM           | 1998年～                                  | 10時間レース。USCCの一戦。 |
| スポーツカー                          | 富士グランチャンピオンレース（終了） | GC            | 1971～1989年                              | 単座のスポーツカーによるドライバーズレース |
| スポーツカー                          | 全日本スポーツプロトタイプカー耐久選手権（終了） | JSPC          | 1983～1992年                              | グループCによる国内選手権。 |
| GTカー                                | インターコンチネンタルGTチャレンジ | IGTC          | 2016年                                    | SROが主催。ワークス参戦が可能な、グループGT3の最高峰レース。 |
| GTカー                                | GTワールドチャレンジ ・GTワールドチャレンジ・ヨーロッパ ・GTワールドチャレンジ・アメリカ (英) ・GTワールドチャレンジ・アジア ・GTワールドチャレンジ・オーストラリア (英) | GTWC          | 2014年～                                  | SROが主催。FIA-GT選手権、ブランパンGTシリーズを前身に持つ、グループGT3/GT4規定による地域シリーズ。欧・米・亜・豪でシリーズが展開されている。 |
| GTカー                                | SUPER GT | SGT           | 2005年～                                  | 現在最も人気のある日本のレース。JGTC（全日本GT選手権）が前身。JAF-GTという独自規格がある。 |
| GTカー                                | スパ・フランコルシャン24時間レース | スパ24        | 1924年～                                  | RACB（ベルギー王立自動車クラブ）が主催。世界3大耐久レースの1つ。IGTCの一戦に含まれている。 |
| GTカー                                | 鈴鹿10時間耐久レース | -             | 2018年～                                  | 前身は鈴鹿1000km。現在はIGTCの一戦。 |
| GTカー                                | FIA GT選手権（終了） | GTC           | 1997～2009年                              | |
| GTカー                                | FIA GT1世界選手権（終了） | GT1           | 2010～2012年                              | |
| ツーリングカー                        | 世界ツーリングカーカップ | WTCR          | 2018年～                                  | カスタマー向けレーシングカー規定「TCR」による、ツーリングカーレースの最高峰。 |
| ツーリングカー                        | スーパー耐久シリーズ | S耐           | 1995年～                                  | 富士24時間レースを含む、日本の草レースの最高峰。水素エンジン車の参戦が一般メディアでも話題となった。 |
| ツーリングカー                        | ドイツツーリングカー選手権 | DTM           | 1994～1996年（第一期） 2000年～（第二期） | 近年は『クラス1』という独自の共通シャシー規定を採用していたが、衰退に伴いグループGT3に変更されている。 |
| ツーリングカー                        | 英国ツーリングカー選手権 | BTCC          | 1958年～                                  | イギリスの最高峰レース。「NGTC」という独自規定を持つ。日本車が多数参戦する。 |
| ツーリングカー                        | スーパーTC2000 | STC           | 1979年～                                  | アルゼンチンの最高峰レース。近年は有力ツーリングカーレーサーを輩出していることで注目を集めている。 |
| ツーリングカー                        | ニュルブルクリンク24時間レース | ニュル24      | 1970年～                                  | 難コースとして知られる「ノルドシュライフェ」で開催される。「偉大なる草レース」の異名の通り、下位クラスには多数のプライベーターが参戦する。 |
| ツーリングカー                        | スーパーカーズ選手権 | RSC           | 1996年～                                  | オーストラリアの最高峰レース。前身はV8スーパーカー。 |
| ツーリングカー                        | 86/BRZレース | -             | 2013年～                                  | TOYOTA GAZOO Racingが主催する、国内最大規模のワンメイクレース |
| ツーリングカー                        | 世界ツーリングカー選手権（終了） | WTCC          | 2005～2017年                              | スーパー2000規定による世界選手権。激しいぶつかり合いで「格闘技レース」の異名を取った。 |
| ツーリングカー                        | 全日本ツーリングカー選手権（終了） | JTC           | 1985～1993年                              | グループA規定の3クラス制。全日本ツーリングカー選手権 (1985年-1993年)を参照。 |
| ツーリングカー                        | 全日本ツーリングカー選手権（終了） | JTCC          | 1994～1998年                              | クラス2規定。全日本ツーリングカー選手権 (1994年-1998年)を参照。 |
| ツーリングカー                        | インターTEC（終了） | -             | 1985～1998年                              | 富士スピードウェイで開催。多数の海外勢が参戦した。 |
| ストックカー                          | NASCAR | -             | 1948年～                                  | 競技名であり、団体名でもある。「カップシリーズ」を頂点にアメリカ全土で多数のNASCARレースが存在しており、オーバルレースをメインに戦う。近年は欧州シリーズも開催。 |
| ストックカー                          | デイトナ500 | -             | 1949年～                                  | NASCARカップシリーズの開幕戦であり、最大の視聴者数を誇るビッグイベント。 |
| ストックカー                          | ストックカー・ブラジル | SCB           | 1979年～                                  | ブラジルのストックカーレース。こちらはロードコースがメインである。 |
| ラリー                                | 世界ラリー選手権 | WRC           | 1973年～                                  | FIAでF1に次いで長い歴史を持つ世界選手権。WRC～WRC3、JWRCなどが存在。かつてはPWRC、SWRCなども開催した。 |
| ラリー                                | ラリー・モンテカルロ | -             | 1911年～                                  | WRCで開催されるイベントの1つ。 |
| ラリー                                | ラリージャパン | -             | 2004～2010[53]                            | WRCで開催されるイベントの1つ。 |
| ラリー                                | アジアパシフィックラリー選手権 | APRC アジパシ | 1988年                                    | FIA管轄の地域選手権。豪州ラリー選手権の独自規定「AP4」が普及している。日本ではラリー北海道が開催される。 |
| ラリー                                | 欧州ラリー選手権 | ERC           | 1953年～                                  | WRCよりも歴史のある、FIA管轄の地域選手権。 |
| ラリー                                | サファリラリー | -             | 1953年～                                  | WRC、IRCのイベントであった世界3大ラリーのひとつ。「世界一過酷なラリー」とも言われる。ARC（アフリカンラリー選手権）のイベントを経てWRCに復帰している。 |
| ラリー                                | 全日本ラリー選手権 | JRC           | 1980年～                                  | |
| ラリー                                | ラリーチャレンジ | -             | 2012年～                                  | TOYOTA GAZOO Racingが主催する、1日開催の入門者向けラリー。日本各地で開催。 |
| ラリー                                | インターコンチネンタル・ラリー・チャレンジ（終了） | IRC           | 2006～2012年                              | 当時高コストだったWRCに反発する形で誕生した、欧州を中心とするラリーシリーズ。一時はWRCを上回る人気を獲得していた。 |
| ラリーレイド                          | ダカール・ラリー | -[54]         | 1978年～                                  | ラリーレイドの最高峰イベント。ルートはパリ～ダカールや、パリ～ルカップ、南米など年によって全く異なる。現在はサウジアラビアで開催。 |
| ラリーレイド                          | クロスカントリーラリー・ワールドカップ | -             | 1993年～                                  | FIAが主催する、ラリーレイドの国際シリーズ。 |
| ラリーレイド                          | バハ1000 | -             | 1967年～                                  | 北米ラリーレイドの最高峰。 |
| ラリーレイド                          | ラリー・モンゴリア | -             | 1995年～                                  | 日本企業が主催。2002年まで「ラリーレイド・モンゴル」の名称で開催。 |
| ラリーレイド                          | シルクウェイ・ラリー | -             | 2009年～                                  | 年によるが、最長でモスクワ～北京を走る、ダカールに次ぐビッグイベント。 |
| ラリークロス                          | 世界ラリークロス選手権 | World RX WRX  | 2014年～                                  | |
| ラリークロス                          | 欧州ラリークロス選手権 | ERX           | 1976年～                                  | WRXの土台となった。 |
| ラリークロス                          | グローバル・ラリークロス（終了） | GRC           | 2011～2017年                              | X Gamesの競技のシリーズ化。 |
| ジムカーナ                            | 全日本ジムカーナ選手権 | -             |                                           | |
| ダートトライアル                      | 全日本ダートトライアル選手権 | -             |                                           | |
| ドラッグレース                        | NHRAチャンピオンシップ・ドラッグ・レーシング・シリーズ | NHRA          | 1951年～                                  | |
| オフロードレース                      | 全日本スーパーオフロードATV選手権レース | -             | 1982年～                                  | |
| オフロードレース                      | 北海道ATVチャンピオンシップレース | -             |                                           | |
| オフロードレース                      | 道新オフロードレース全日本選手権 | -             | 1982年～                                  | |
| オフロードレース                      | エクストリームE | -             | 2021年～                                  | 電動バギーによるオフロードレース。 |
| ヒルクライム                          | パイクスピーク・ヒルクライム | PPIHC         | 1916年～                                  | ヒルクライム競技の最高峰。先進技術を備えた試験車両が多数参戦する。 |
| ヒルクライム                          | 欧州ヒルクライム選手権 | EHC           | 1930年～                                  | |
| ドリフト                              | 全日本プロドリフト選手権 | D1            | 2001年～                                  | ドリフトを世界で初めて競技化したシリーズ。 |
| ドリフト                              | フォーミュラ・ドリフト | FD            | 2004年～                                  | D1に感化され北米で誕生。日本にも逆輸入されている。 |
| ドリフト                              | ドリフトキングダム（終了） | -             | 2011～2019年                              | 旧称「ドリフトマッスル」。プロ化したD1との差別化で誕生。2020年以降はD1と統合された。 |
| ドリフト                              | インターコンチネンタル・ドリフティングカップ | IDC           | 2017年～                                  | FIA初のドリフト競技。現状は年一戦の単一イベント。 |
| その他の四輪競技                      | マカオグランプリ | -             | 1954年～                                  | F3、GT、ツーリングカーなどの祭典。特にF3が有名。 |
| その他の四輪競技                      | レーシングカート | カート        | 1950年代～                                | 小型のシングルシーターであるレーシングカートを使用したレース。最も手軽にできるモータースポーツの一つで、多くのプロドライバーがこの競技の経験者である。 |
| その他の四輪競技                      | トラックレーシング | -             |                                           | トラックを使用して行う重量級自動車競技。 |
| その他の四輪競技                      | ロッククローリング | -             |                                           | 岩場をバギーカーなどの四輪駆動車をして目的地を目指す競技。 |
| その他の四輪競技                      | テラクロス | -             |                                           | サイド・バイ・サイド・ビークルを使用したレース。モトクロスと同じように周回やジャンプを行う。 |
| その他の四輪競技                      | クラシックカーレース | -             |                                           | クラシックカーを使用したレース。 |
| その他の四輪競技                      | レース・オブ・チャンピオンズ | ROC           | 1988年～                                  | 自動車競技の各カテゴリーでチャンピオンを獲得した者たちのみが参加する、ツーリングカーやプロトタイプカーを使用した個人並びに国別対抗選手権。 |
| その他の四輪競技                      | スタジアム・スーパー・トラック | SST           | 2013年～                                  | 車高の高いトラックによるレース。 |
| その他の四輪競技                      | ミジェットカー | -             | 1930年代～                                | 北米におけるオーバルレースの登竜門。類似カテゴリにスプリントカーがある。 |
| その他の四輪競技                      | マイレージマラソン | エコマラソン  | -                                         | いかに少ない燃料で走行距離を走るかを競うレース。「エコマラソン」とも呼ばれる。 |
| その他の四輪競技                      | K4-GP | -             | 2002年～                                  | 軽自動車を用いて行われるレース。レース未経験のアマチュアを対象としており、勝負にこだわらず楽しむことを目的として開催されている。 |
| その他の四輪競技                      | 8の字レース | -             | 1940年代～                                | 平面で8の字を描くようなコースで走る。衝突の危険が高いため、度胸が試される。 |
| その他の四輪競技                      | デモリション・ダービー | -             | 1950年代～                                | 自動車をぶつけあって破壊しあい、最後に生き残った者を勝者とする異色の競技。 |
| その他の四輪競技                      | モンスタージャム | -             | 1992年～                                  | モンスタートラックを用いて行われる自動車競技。基本的にはジャンプや着地などのアクロバットや着地の際の廃車を如何に破壊できたか?という審査方式であるが、一応は目的地に制限時間内に到着することを目的としている部分もあるためこの競技に「レース」としての要素もわずかながら存在している。 |
| その他の四輪競技                      | ロボレース | -             | 2019年～                                  | 自動運転車両で行うレース。2019・2020年は試験的な開催で、正式な開幕は2022年。 |

### 世界三大レース

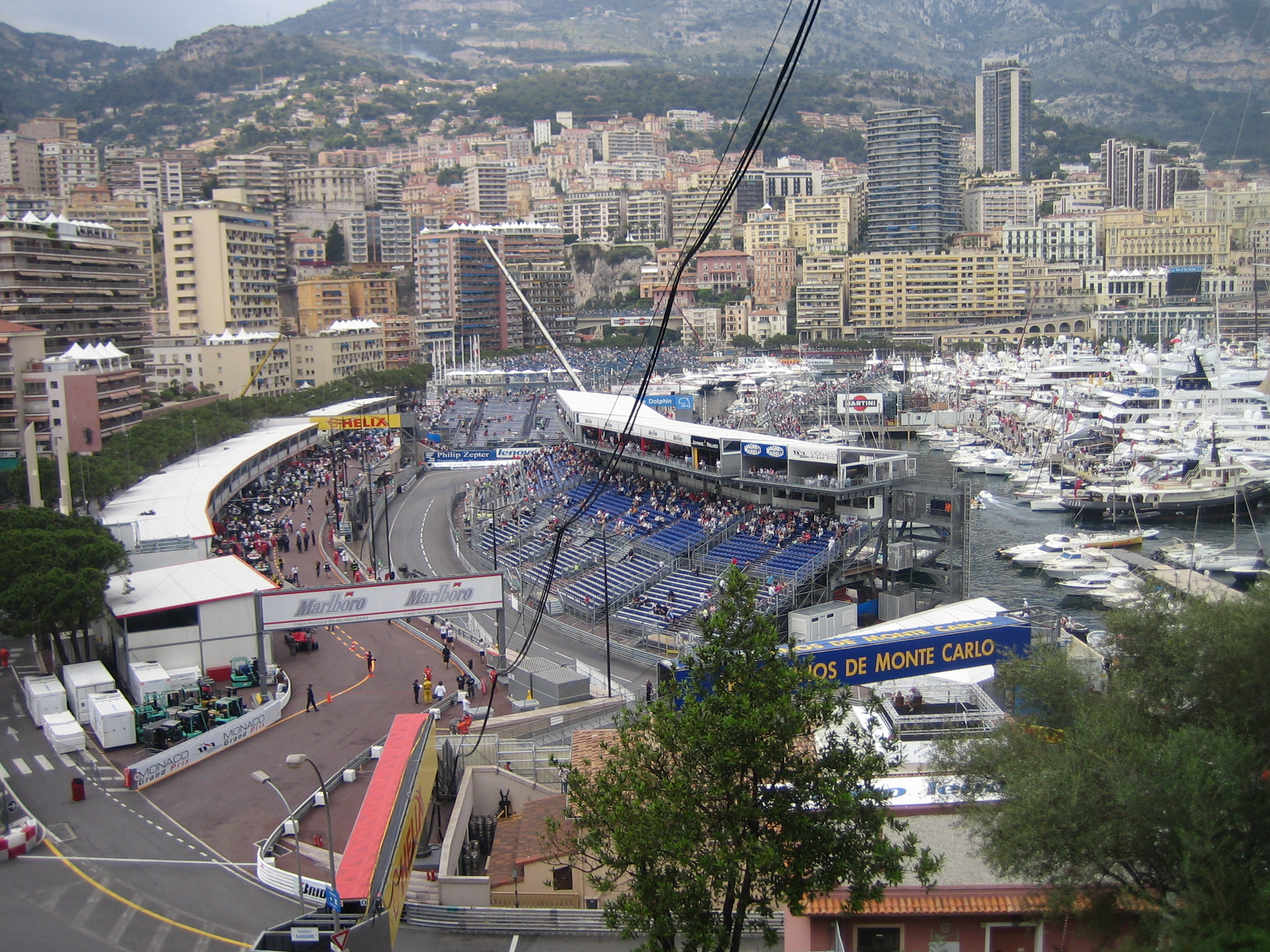
2007年モナコGP開催直前の様子

下記の3つのレースは「世界三大レース」と呼ばれる。
- インディ500（アメリカ合衆国）
- モナコグランプリ（モナコ）
- ル・マン24時間レース（フランス）

これらのレースはそれぞれが「レースの象徴」といっても過言ではなく、同時に第二次世界大戦前から始まっているほどの長き伝統のあるレースでもある。
インディ500が開催されるインディアナポリス・モーター・スピードウェイでは、平均時速が約350km/hに達する超高速のレースが3時間にわたって繰り広げられる。
モナコグランプリはモナコ公国の中心地であるモンテカルロ市街地コースで行われるレースである。F1マシンという超高性能車両を駆使して繰り広げられるこのレースは平均時速160km/h程度とF1では超低速コースではあるものの、コース幅が非常に狭く、エスケープゾーンもほとんどないためにミスが許されない。このようなレースを78周にわたって1時間40分近く繰り広げられるため、ドライバーの力量が大きく問われる屈指の難コースとして知られる。
ル・マン24時間レースが開催されるサルト・サーキットは1周が13.605kmのロングコースであり、これに加えて1つの車両を24時間かけて走り続ける耐久レースである。ドライバーの交代はあるものの、速さはもとよりマシンの信頼性も問われ、さらにはそれぞれのドライバーの運転能力以外に集中力の限界までも挑戦させる。
この世界3大レースのそれぞれで多数の優勝記録を持つドライバーが存在するものの、世界3大レースを全てを制したドライバーは2021年現在でもグラハム・ヒルのみである。

## 旗の色の意味

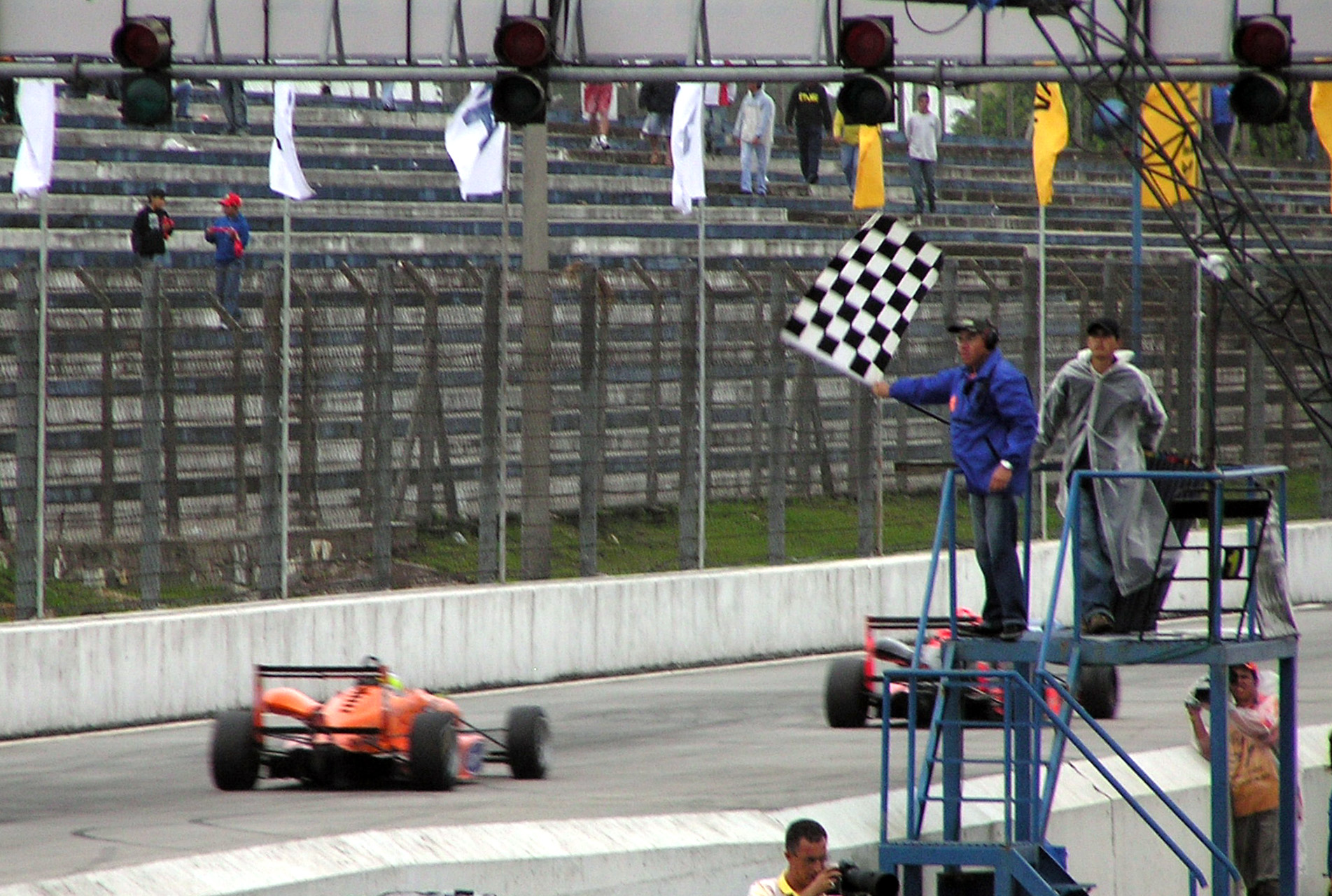
チェッカーフラッグ

自動車競技ではレース中の主催者からドライバーへの情報提供や指示に旗を用いる。その色の意味は以下の通りである。掲示方法には、掲げたままの「静止」と、振る「振動」とがあり、両者で指示内容が異なる場合がある。
- 国旗など - レースの開始を示す。国旗や主催クラブ旗を用いる。ただし国際格式のレースでは、信号機を点灯させて合図とする方法が大半である。
- 赤 - レースの中止・中断を示す。
- 黄 - 追い抜き禁止区間のはじまりを示す（コース外に事故車両がいる場合は一本振動、コース上に事故車両がいる場合は二本振動の場合もある）。
- 緑 - 前ポストの指示を解除。追い抜き禁止、オイルもれ、障害物散乱区間などの終わりを示す。
- 青 - 掲示のみの場合、背後から速い車両が来ていることを示す。周回遅れの車両に振動で指示される場合、背後から周回数の多い車両が来ていることを示し、追い抜かせることを促す。
- 黒 - 番号と共に掲示され、該当車両へピットインを指示する。
- 白 - コース上にセーフティカーや救急車など、低速走行する車両がいることを示す。NASCARやインディカーなど一部のカテゴリー（主に北米）では、最終ラップに提示される。
- 黒と白の市松模様（チェック模様） - レースの終了を示す。いわゆる「チェッカーフラッグ」。
- 赤とオレンジの縦じま模様 - オイルフラッグ。路面が滑りやすい状況にあることを示す（状況が回復しなくても一定の時間で掲示を止める場合がある）。
- 黒地にオレンジ色の丸 - オレンジボールフラッグ。車番と共に掲示。当該車両にメカニカルトラブルが起こっていることを示す。
- 対角線で分割されたそれぞれの面に黒と白 - 車番と共に掲示。当該車両への警告旗。スポーツマンシップに反する行為などに対して警告される。

## 事故
時速数十kmから数百kmという高速で移動しながら0.1秒を削る競走をしつつ、時にはその速さでマシンが触れ合うようなバトルを行う自動車競技では、命に関わる重大事故はつきものである。これはアマチュアはもちろんのこと、どんなに卓越した腕を持ったプロのレーシングドライバーでも同じである。
近年では、車両規定の変更や新素材開発などによる競技車両の安全性の向上にとどまらず、レース場の設計上の安全性や医療体制の充実など、事故の発生防止と、事故の被害を最小限に抑える努力がなされている。その結果、大きな事故は減少し、事故による被害も縮小してきている。下記の死亡事故に代表されるような犠牲者たちの上に、そうした安全は成り立っているといえる。

### 死亡事故
最初の死亡事故は1896年5月1日（5月2日?）にペリグー近郊で開催された「ペリグー公道レース」にてマルキス（アンドレ）・ドゥ・モンティニャック侯爵が死亡したのが、記録に残る初のレース死亡事故とされる。前方を走る他の競技参加車両を追い越そうとモンティニャック侯爵が無謀な運転を行ったとされ、侯爵の車両は接触により横転し、この事故によってモンティニャック侯爵は死亡した。推定速度は40km/hだったと言われる。
観客を巻き込んだ死亡事故として初めて記録されるのは、自動車競技の歴史でも前述したマルセル・ルノーが起こした事故である。上記のモンティニャク侯爵の頃は平均時速25km/h程度で、40km/hでも危険な速度と言われていた時期であったが、1900年には既に平均時速は60km/hを超え、ルノーの事故の頃にはさらに自動車性能は著しい向上をみせ、レース参加者だけでなくその観戦者の人命について危惧された矢先の出来事であった。この事故によって国際的な世論にまで発展し、公道レースを認めない自治体が急増してサーキット建設の必要性が問われることとなった。

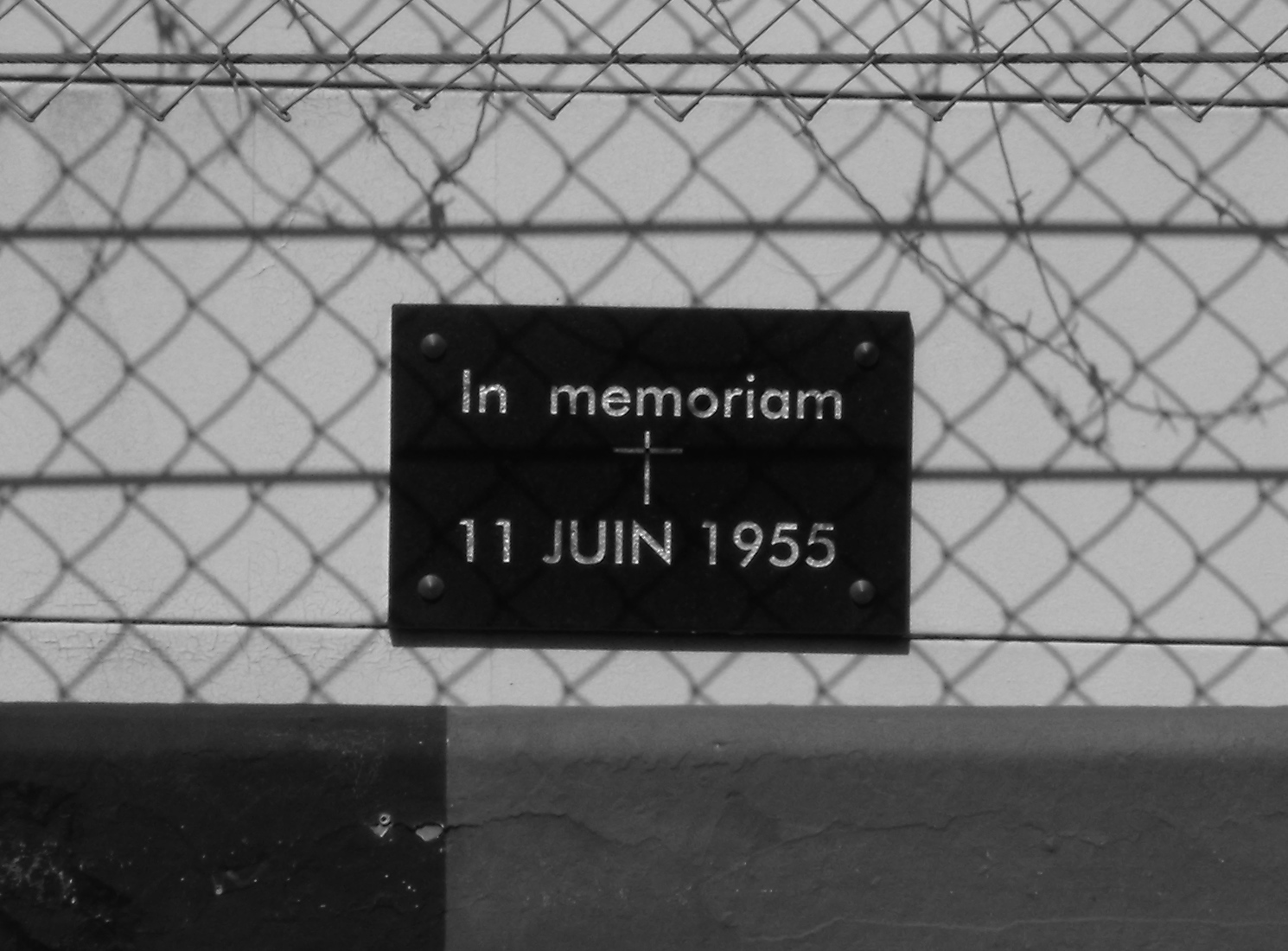
サルト・サーキットの事故現場に置かれるメモリアルプレート。

ル・マン24時間レースにおいては、1955年6月11日に発生したメルセデス・ベンツの死亡事故が自動車競技における最大の死亡事故であるといわれる。
ドライバーのピエール・ルヴェーが駆るメルセデス・ベンツ・300SLRが爆発炎上し、ルヴェーと観客・スタッフ含む81名が死亡するというモータースポーツ史上最悪の惨事が発生した。また、この前後にもF1のアルベルト・アスカリがテスト中に事故死し、インディ500で3連覇を目指したビル・ブコビッチが多重クラッシュにより死亡するなど自動車競技に悲劇的な事故が連続し、ル・マンでの事故を契機にメルセデス・ベンツがレースの舞台から撤退するなどレース界に激震を走らせたが、レースに対する安全対策とマシンの性能抑制という意識改革をもたらすきっかけとなった。
F1においてもドライバーやチーム関係者、そして観客を含めて多くの死亡事故が発生している。特に黎明期は鋭利化したバリアによって首を切断されたヘルムート・コイニクの事故や身体を真っ二つに切り裂かれたフランソワ・セベールの事故のような凄惨な事故が起きた。またコース・マーシャルの配置が現在より乏しかった事と、マーシャルがレース開催中のサーキットを安易に横断することが当たり前だったことなどからトム・プライスの事故の様な死亡事故も発生した。ジル・ヴィルヌーヴの事故のようにシートベルトの強度不足も相まって、マシンから宙に放り出されフェンスに叩きつけられて死亡、あるいはヨッヘン・リントの事故のようにシートベルトそのものを装着する事を嫌って死亡事故の遠因となったものもあった。こうした事故は現代の目線から見て技術的に安全装備が未発達であったことを差し引いても、安全に対する意識の低さが招いた部分も大きいが、これらに対してドライバーたちはただ指を咥えて見ていたわけではなく、F1開幕の翌年の1961年にGPDA（グランプリ・ドライバーズ・アソシエーション）を結成し、運営の安全意識の低さに抵抗した。GPDAは82年に一旦解散させられるが、1994年サンマリノグランプリで連続発生したローランド・ラッツェンバーガーの死亡事故とアイルトン・セナの死亡事故をきっかけに再結成され、マシンやサーキットの設計思想、医療体制などから安全意識は根本から見直されるようになった。
1990年代末以降の新設グランプリサーキットの多くはヘルマン・ティルケが手掛けているが、いずれも広いコース幅に広い舗装のランオフエリアを持ち、安全に非常に気を配っているのが窺える。彼の手がけるサーキットには退屈という批判もあるが、2021年現在までグランプリでの死亡事故は起きていないのも事実である。
ラリー系の競技でも1980年代に過度な開発競争と高速化により死亡事故が頻発したことへの反省から、車両の安全基準を整備した規則を施行したり、吸気リストリクターの装着によって最高速を制限したりしてドライバーの命を守る取り組みが本格化した。
2000年代に入ると、2009年F2のヘンリー・サーティースの事故、2014年F1のジュール・ビアンキの事故、2015年インディカーのジャスティン・ウィルソンの事故などの死亡事故により、屋根のないオープンタイプの車両の安全に疑問を持つ声が相次ぐようになり、2020年までにほとんどのフォーミュラカーシリーズで頭部保護デバイスが導入されるようになった。また同様にプロトタイプレーシングカーでも、2017年以降のWECでオープンタイプが禁止されるようになっている。現在フルオープンタイプは、地域のジュニアフォーミュラやヒルクライムのようなごく一部のカテゴリに残るのみとなっている。
自動車競技における死亡事故の多くはクラッシュの際に壁・地面・車両の構造物などが人体を直撃し著しく損傷するものであるが、事故の拍子で火災が発生した際に車体が歪んで外に出られなくなってしまいそのまま焼死するものや、マシンに大きな損傷は無いのにドライバーは頭をステアリングなどに激しく叩きつけて死亡していたという場合もある。前者はスタッフと消化器類の十分な設置、後者はHANSというデバイスの登場により大きく数を減らしている。またアフリカの治安の悪化していた頃のパリ-ダカール・ラリーでは、参加者が地雷を踏んだり、銃撃されて命を落とした事例もあった。
一般にレーシングドライバーは命知らずとされているが、懇意にしていたドライバーの死亡事故を理由に引退してしまう者や、特定のレース（インディカーのオーバルコースなど）に限って安全を理由として参戦を拒む者も珍しくない。彼らが平然と時速300kmで接近戦を行うあまりに誤解する観戦者も跡を絶たないが、彼らが死にたがりのスピード狂のように考えるのは大きな間違いである。
競技における死亡事故は一般のメディアや、普段そのカテゴリを関知していないような自動車競技専門誌でも報道されることが多いが、競技のネガティブな部分だけ取り上げるようなメディアの姿勢を疑問視する声もある。